# Stadtbefestigung Worms

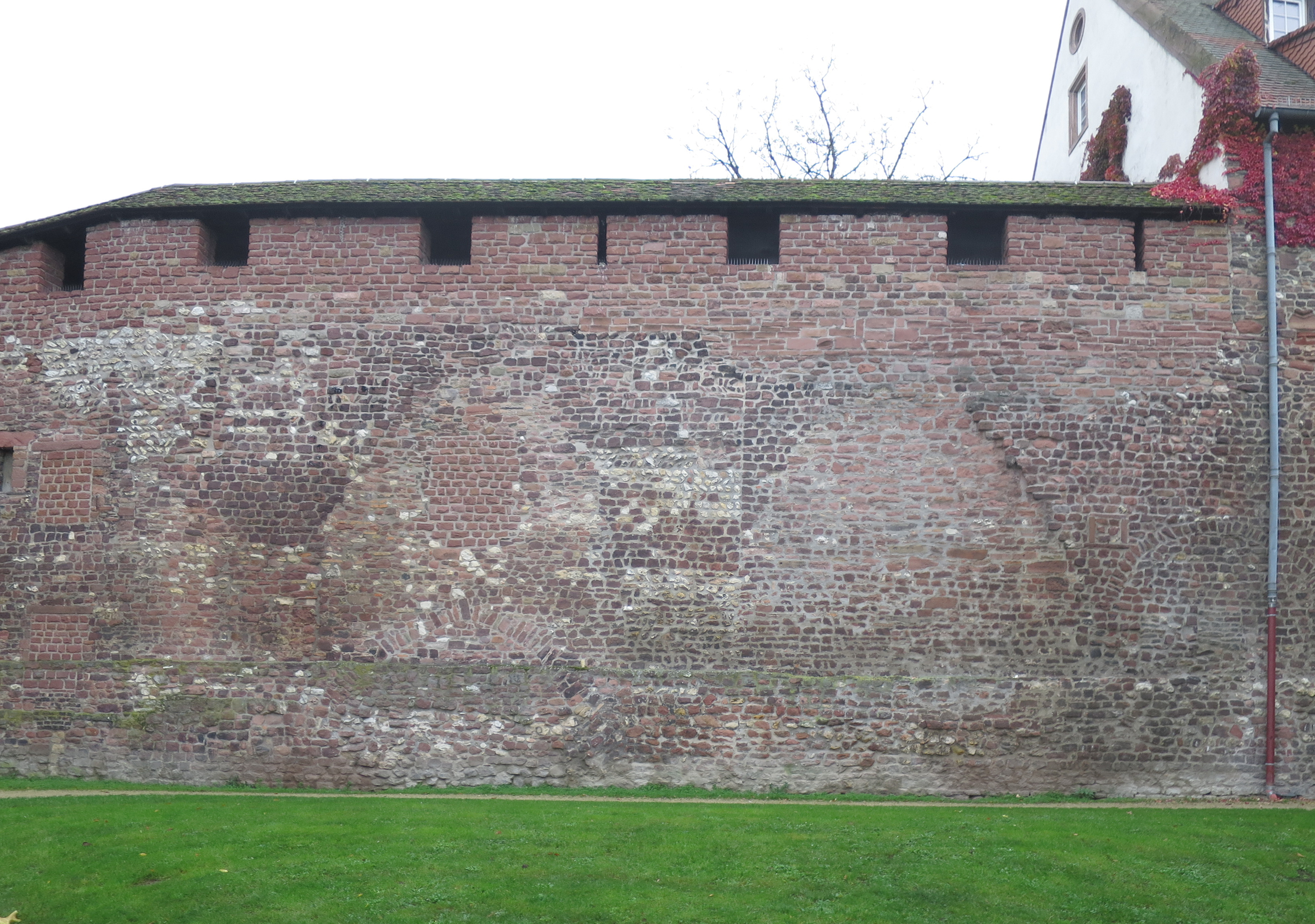
Stadtmauer im Nordabschnitt

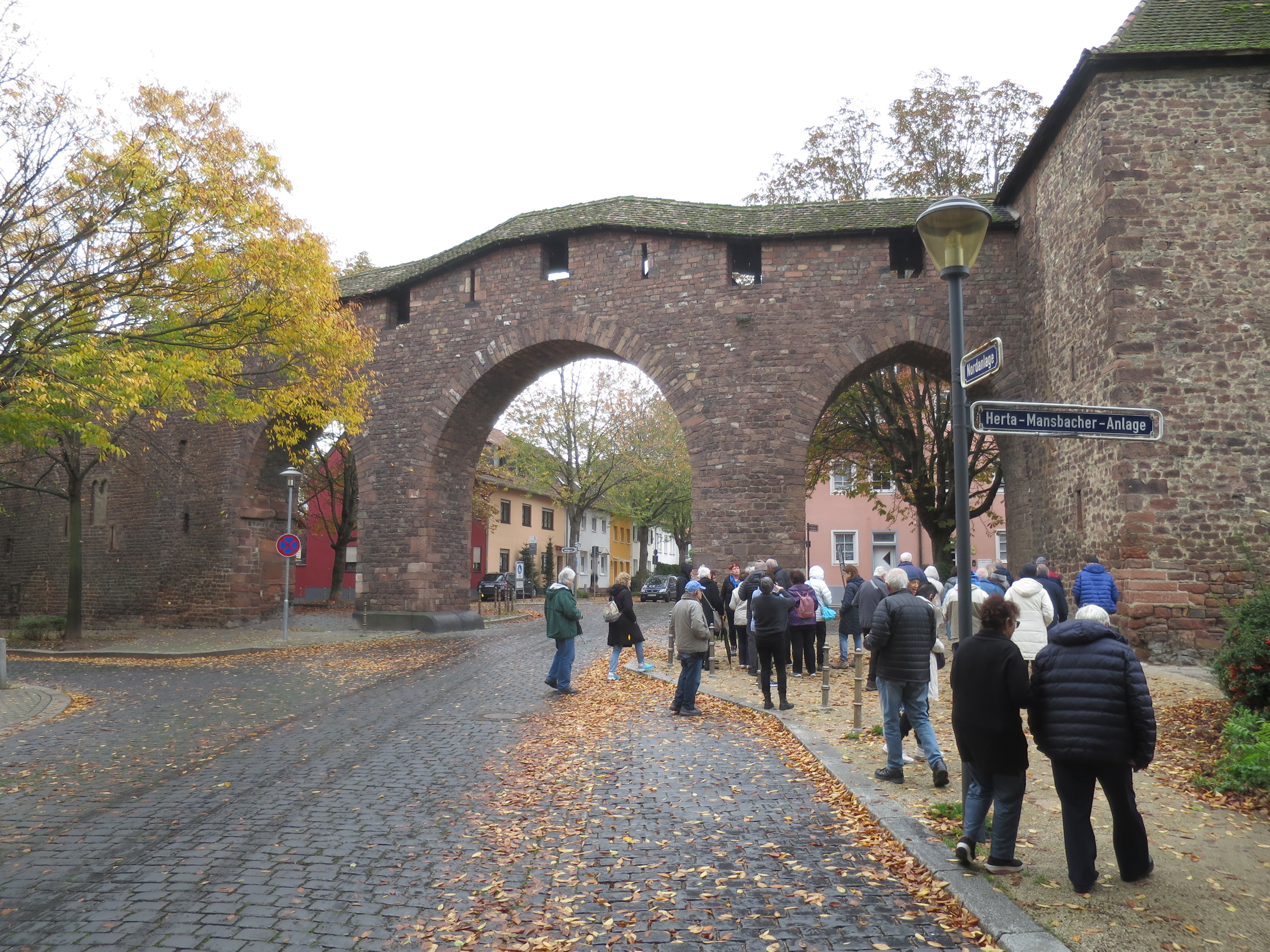
Die Stadtmauer ist heute ein touristischer Höhepunkt in Worms

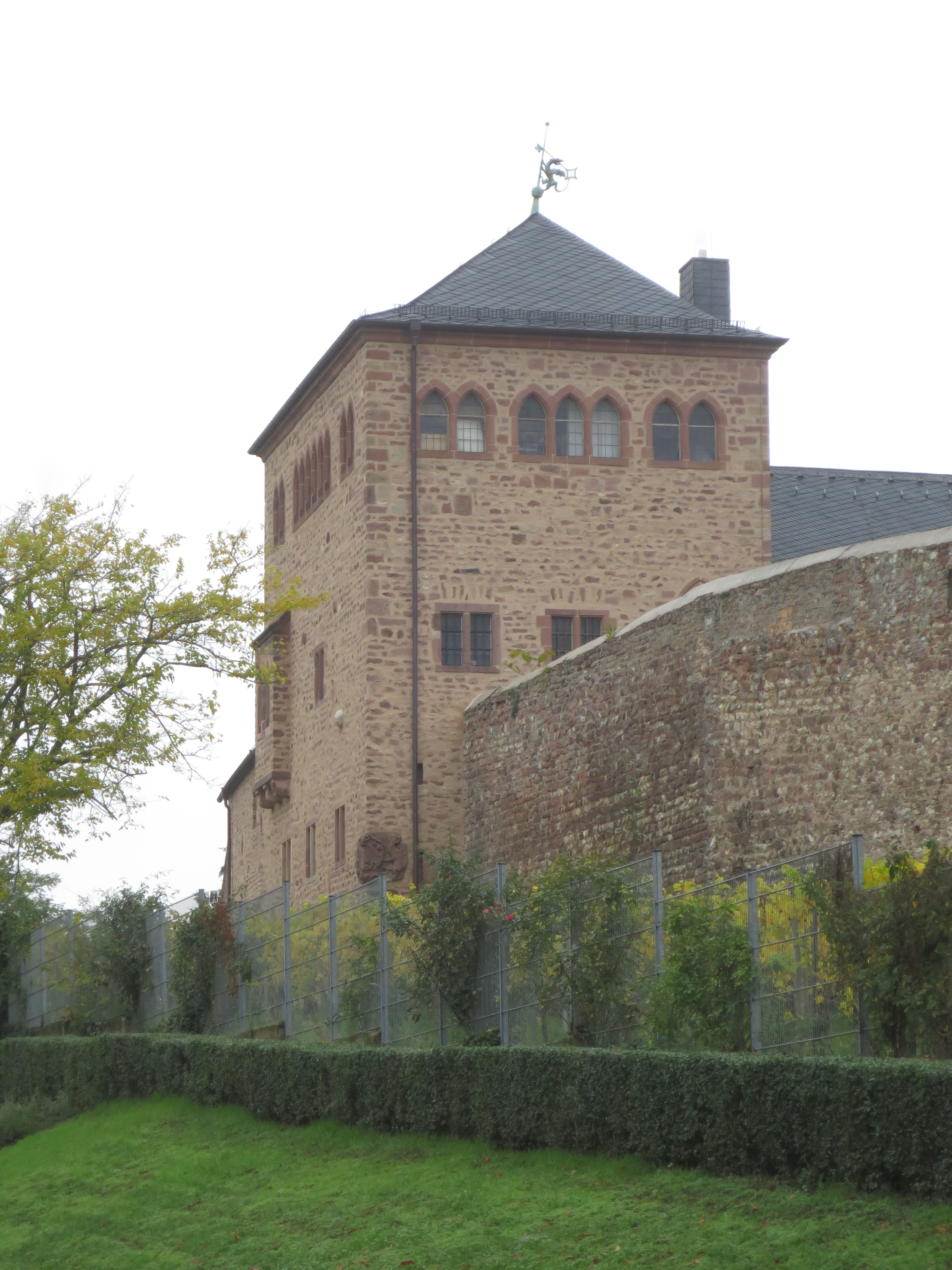
Der Christoffelturm gehört heute zum Museum Andreasstift (Worms)

Die Stadtbefestigung Worms, die zum Schutz der Stadt Worms seit der Römerzeit, im Mittelalter und in der Frühen Neuzeit entstand, bestand im Endausbau aus zwei Mauerringen mit etwa 60 Türmen und acht Toren im inneren und neun Toren im äußeren Mauerring. Die Befestigung wurde nie eingenommen.

## Geschichte

### Römer
Erst gegen Ende des Römischen Reiches erhielt die Stadt Worms (Borbetomagus) eine Ummauerung, etwa um 360 n. Chr., als die Bedrohung durch Überfälle von der rechten Rheinseite latent wurde. Dieses Datum ist vor allem durch eine umfangreiche Grabung an der Ostseite der Befestigung gesichert, wo etwa 40 m freigelegt wurden und archäologische Befunde das belegten. Zuvor hatte die Siedlung keine Mauer gehabt. Für eine in der älteren Literatur vielfach vermutete frühere römische Stadtmauer gibt es keine archäologischen Belege, dafür sprossen aber zahlreiche Vermutungen.
Die römische Mauer verlief südlich entlang der heutigen Andreas- und Wollstraße. Im Osten etwas westlich von Fischmarkt und Bauhofgasse, der ursprünglichen Abbruchkante zum Rhein hin. Hier wurde die Mauer durch eine Ausgrabung nachgewiesen und ein Teil des Befundes in einem Archäologischen Fenster offen gehalten, so dass sie hier zu sehen ist. Der Verlauf des nördlichen Abschnitts dagegen ist nicht bekannt und wird auf einer Linie zwischen Ludwigsplatz und nördlich der Paulusstraße vermutet. Auch in der westlichen Stadtmauer ist römisches Mauerwerk sichtbar. Wahrscheinlich handelt es sich dabei aber nicht um die römische Stadtmauer, sondern um ein im Mittelalter sekundär verwendetes Gebäudeteil des angrenzenden römischen Tempelbezirks.

### Mittelalter

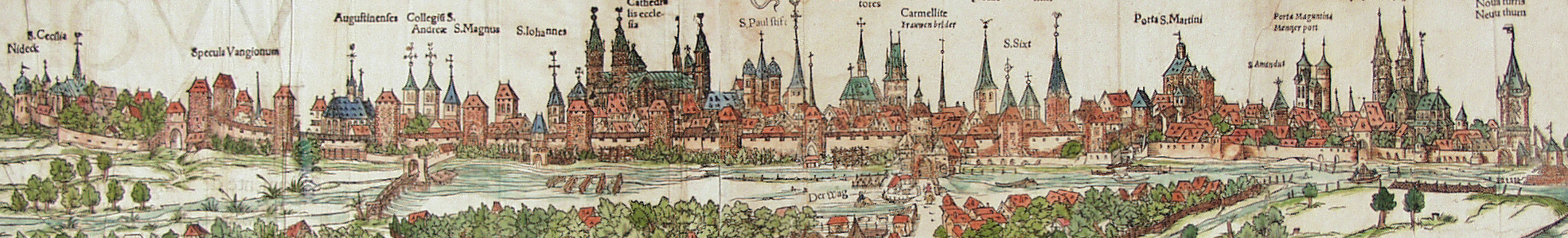
Die Rheinfront von Worms um 1550 mit der Stadtmauer von Sebastian Münster

Bis ins Hochmittelalter reichte der römische Mauerring für die Bedürfnisse der Stadt weiterhin aus. Er wurde – auch später – immer wieder repariert. Die älteste erhaltene schriftliche Erwähnung der Mauer stammt aus dem Jahr 897.
An der Innenseite der östlichen Mauer, zum Rhein hin, befand sich im Hochmittelalter die Burg der Salier, die als Grafenfamilie hier ihre Karriere begann.

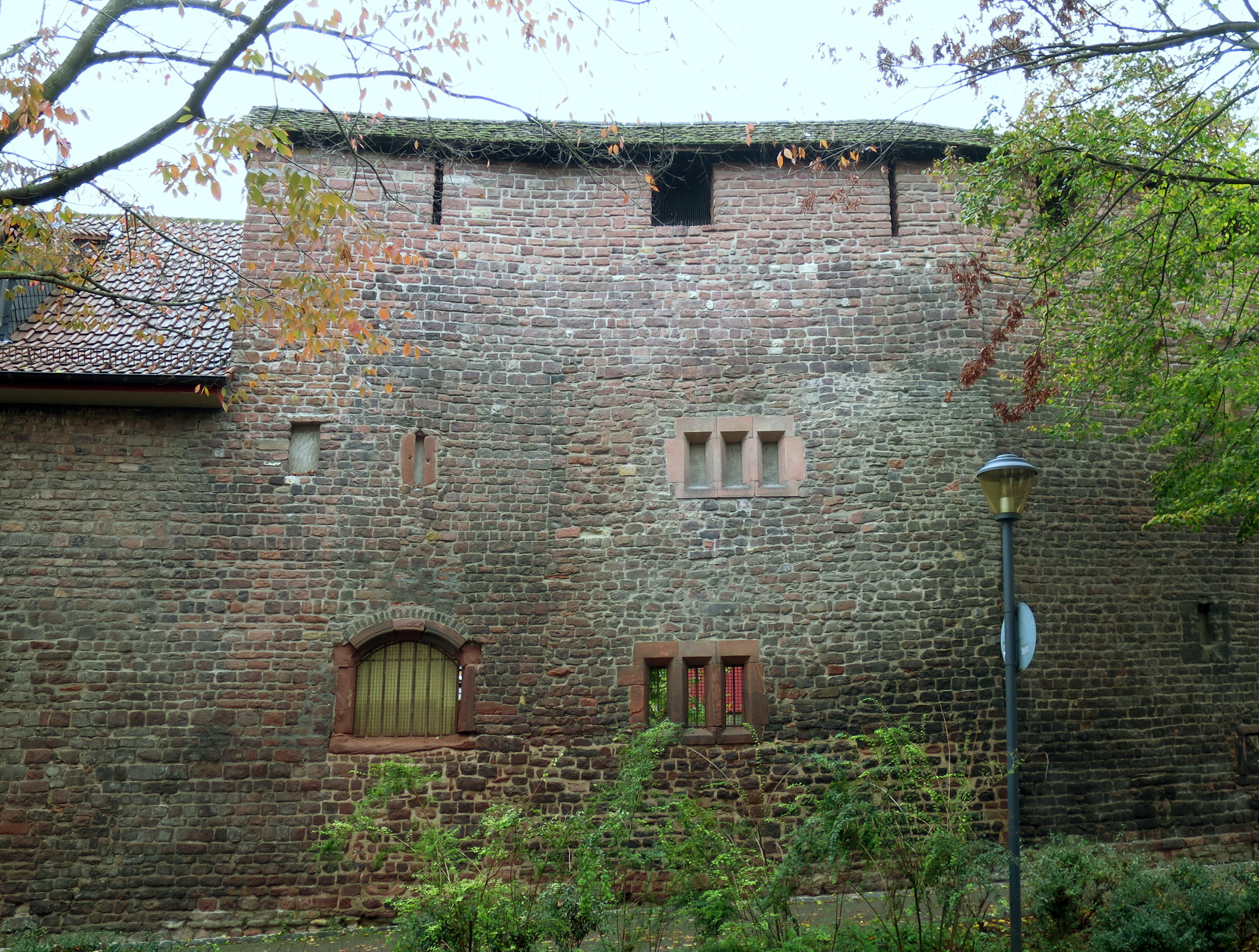
Nordmauer – Zustand nach knapp 1000-jähriger Baugeschichte

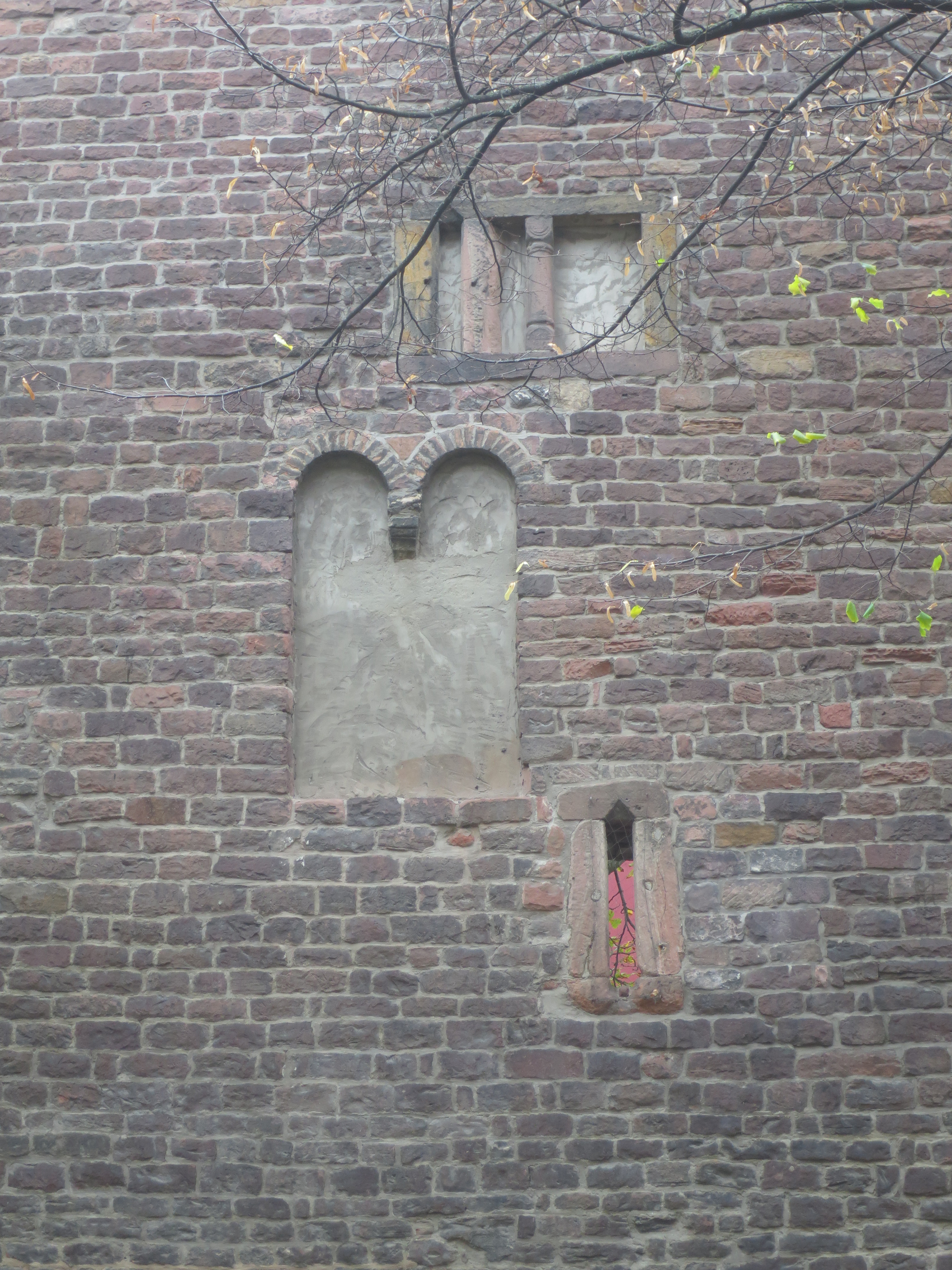
Fensterdurchbrüchen zur Feldseite seit der Romanik

Erst im 10. Jahrhundert kam es zu einer ersten Erweiterung nach Süden, wo die Mauer nun entlang dem heutigen Willy-Brandt-Ring und der Schönauer Straße verlief. Im Umfeld dieser Erweiterung oder wegen der Bedrohung durch die Normannen, die den Rhein hinauf vorstießen, allerdings – im Gegensatz zu den Ungarn – nie bis Worms gelangten, entstand eine Mauerbauordnung, die Bischof Thietlach zugeschrieben wird. Sie regelte, wer zum Bau und Unterhalt der Mauer beizutragen hatte. Dazu zählten neben den anderen Stadtbewohnern auch die Friesen, die im nordöstlichen Bereich des Stadtgebiets siedelten und im Fernhandel tätig waren. Der dortige Mauerabschnitt unterlag ihrer Pflege. Bau und ständiger Unterhalt einer solchen Stadtbefestigung waren teuer. Sie zu gewährleisten, waren verschiedene Gruppen der Stadtbewohner und auch potentiell Schutzsuchende aus unbefestigten Orten des Umlandes verpflichtet, die dafür ein Recht besaßen, im Kriegsfall hinter den Mauern Schutz zu suchen. Das funktionierte nicht immer reibungslos. Öfter wies die Mauer Bauschäden auf und auch die Weigerung einzelner Verpflichteter, ihren Beitrag zu leisten, sind bezeugt.
Die zweite Erweiterung erfolgte unter Bischof Burchard am Anfang des 11. Jahrhunderts. Nach einer Phase, in der der bauliche Unterhalt der Mauern vernachlässigt worden war, veranlasste er die Reparatur und der nördliche Abschnitt der römischen Mauer wurde durch den weit gezogenen Bogen einer neuen Mauer, die vom Westrand des heutigen Ludwigsplatzes, entlang der Martinsgasse, der Judengasse und der Bärengasse verlief, ersetzt. Im Osten schloss sie wieder an die bestehende römische Mauer, die die Ostseite von Worms schützte, an. Zum konkreten Aussehen der Anlage in damaliger Zeit geben die erhaltenen Schriftquellen keine verlässlichen Anhaltspunkte. Zum Teil sind sie auch widersprüchlich. Hin und wieder ist dort zudem von einem Wall die Rede, ohne dass dessen Verhältnis zur Mauer erklärt wird oder geklärt ist.

In den Annales des Lampert von Hersfeld, entstanden 1078/1079, berichtet dieser darüber, dass die Wormser Bürger sich in dem Konflikt um Heinrich IV. auf dessen Seite schlugen. Dabei wird die Wormser Befestigungsanlage als hervorragend und uneinnehmbar erwähnt. Da der Bischof von Worms, Adalbert II., sich auf die Seite der Gegner Heinrich IV. geschlagen hatte, sahen die Bürger eine Chance, sich gegen den Stadtherrn mit dem König zu verbünden. 
 Dieser legte Truppen in die Stadt und übernahm so faktisch die Stadtherrschaft. Bei dem stufenweisen Rückzug des königlichen Militärs überließ er den Bürgern der Stadt auch die Verfügungsgewalt über die Stadtmauer, ein Prozess, der im ersten Viertel des 12. Jahrhunderts ablief. Seit dieser Zeit hatte die Bürgerschaft die Hoheit über die Stadtverteidigung und die ihr dienenden Anlagen. Nachrichten aus den Jahren 1116 und 1234/35 berichten auch von einer militärisch ernst zu nehmenden Stadtbefestigung.

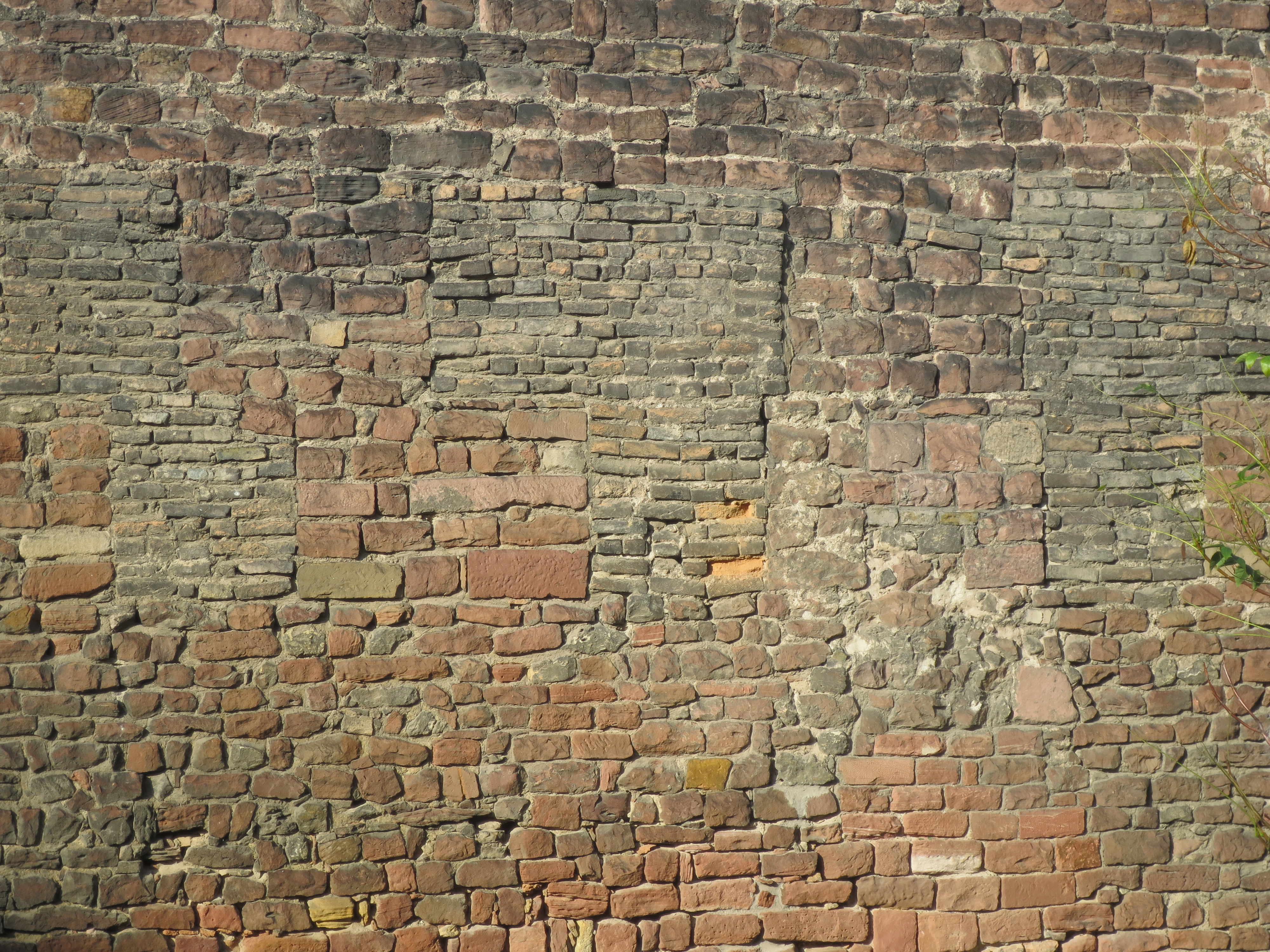
Die Stadtmauer am Torturmplatz zeigt drei Bauphasen:
1. Unten: roter Sandstein, Abschluss mit Zinnen
2. Mitte: Grau-braune Ziegel, Abschluss mit Zinnen
3. Oben: Dunkle Steine, Abschluss mit gedecktem Wehrgang (außerhalb des Bildes)

Die dritte Erweiterung der Stadtmauer – jetzt in Regie der Stadt – entstand kurz vor 1200 in deren Osten, wo die Mauer um 70 m, etwa die Stärke eines Gebäudeblocks, in Richtung Rhein, nach Osten, vorverlegt wurde. Die Datierung sei nach einer archäologischen Grabung 1987 dendrochronologisch gesichert: Verbaute Holzpfähle stammen aus dem Jahr 1196. Dies wäre zugleich die älteste absolute historische Datierung, die für die Stadtbefestigung vorliegt. Weil die Entnahmestelle der Proben aber auch alternative Interpretationen zulässt, wird diese Datierung von Anderen angezweifelt und der Bau der Mauer aufgrund kunstgeschichtlicher Kriterien im zweiten Drittel des 13. Jahrhunderts angesetzt.
Ursprünglich verlief die einfache Mauer, mit Zinnen versehen, um die Stadt. Sie war etwa 6,30 m hoch. Der Bewegung der Wachen und des Militärs entlang der Mauer diente eine Gasse, die unmittelbar hinter der Mauer verlief. Eine Ausnahme davon bildete die Judengasse. Deren nördliche Häuserzeile war rückwärtig unmittelbar an die Stadtmauer angebaut, was zu Konflikten zwischen den Verteidigungsinteressen der Stadt und den Interessen der Grundeigentümer führte. Dieser Anbau von Häusern an die Mauer ist im mittelalterlichen Worms singulär und hatte baulich zur Folge, dass die Stadtmauer hier feldseitig [!] die Reste von Fenstern aus Romanik, Gotik und Renaissance aufweist.
Die Mauer wurde – wohl im 14. Jahrhundert – auf etwa 8 m erhöht, nachdem Schwarzpulver und Schusswaffen aufkamen. Hinter die Mauer wurden breite Bögen gesetzt. Auf diesen verlief ein hölzerner Wehrgang, der stadtseitig weitgehend offen war. Eine Rekonstruktion ist im Bereich des Nibelungenmuseums zu sehen und begehbar. Im Bereich der Judengasse, wo die Häuser ja direkt an die Stadtmauer angebaut waren, hatte das zur Folge, dass der Wehrgang bei manchen Gebäuden durch das Haus geführt werden musste, so etwa in der Nr. 39, dem Haus „Zur Büchs“ (auch: „Guggenheimhaus“), im zweiten Obergeschoss, was erst bei einer Renovierung 1980 beseitigt wurde.
Für 1201 ist überliefert, dass auch die Männer der jüdischen Gemeinde bewaffnet und zur Verteidigung der Stadtmauer verpflichtet waren.
1234 stürzte ein Teil der Mauer am inneren Andreastor ein.
Für 1272 gibt es eine Nachricht, dass sich – zumindest Teile – der Stadtmauer in einem ruinösen Zustand befanden. 1321 erließ der Stadtrat eine Ordnung über Bau und Unterhalt des Stadtgrabens.
1491 wird der Baumeister Jakob Bach aus Ettlingen vom Wormser Rat der Stadt Frankfurt empfohlen, wo er den Domturm vollendet. Das macht es wahrscheinlich, dass er zuvor Bauaufgaben für die Stadt Worms und an deren Befestigungsanlagen wahrgenommen hat.

### Frühe Neuzeit
1515 bis 1518 belagerte Franz von Sickingen die Stadt. Die Befestigung hielt dem Stand.
Während des Dreißigjährigen Krieges hat die Stadt den Kaiserlichen (1620 und 1635–1642), den Schweden (1632), den Lothringern (vor 1631 und 1642–1644) und den Franzosen (1644–1650) je auf Vertragsbasis die Tore geöffnet. Die Stadt und ihre Befestigung blieben so von Beschädigungen weitgehend verschont. Nur die Schweden demolierten 1630 die äußere Befestigung und die Vorstädte.
Für das Jahr 1686 liegt das Protokoll einer Begehung des inneren Mauerrings vor. Es hält fest, was die Vertreter des Stadtrates in den Türmen des inneren Mauerringes vorfanden. Überprüft wurde der Zustand der militärischen Ausrüstung, insbesondere der Geschütze. Vieles war noch brauchbar, ein Teil der Ausrüstung aber auch defekt.
1688 besetzten französische Truppen aufgrund einer Vereinbarung mit dem Stadtrat im Zuge des Pfälzischen Erbfolgekriegs die Stadt. Sie zerstörten zunächst ab Februar 1689 den äußeren Befestigungsring und begannen ab März 1689 damit, auch den inneren Mauerring zu zerstören. Martinspforte, Neutor und Leonhardstor wurden gesprengt. Nach der Zerstörung der Stadt am 31. Mai 1689, spätestens aber nach Abzug der französischen Truppen im Juni 1689 wurde die innere Mauer teilzerstört zurückgelassen, etwa 1150 m der etwa 2750 m langen Mauer waren vollkommen zerstört. Der Schaden an den Befestigungsanlagen belief sich auf 800.000 Reichstaler.
Die mittelalterliche Stadtmauer war inzwischen angesichts „moderner“ Artillerie militärisch sinnlos und die verbliebenen Reste für Verteidigung nutzlos. Allerdings diente sie nach wie vor zur rechtlichen, polizeilichen und steuerlichen Abgrenzung gegen das Umland und wurde deshalb repariert. Das geschah jetzt nicht mehr durch die Bürger selbst, sondern der Rat beauftragte Handwerker damit. Über den Umfang dieser Reparaturen ist nicht viel bekannt, so dass z. B. angezweifelt wird, ob die abgebrannten, hölzernen Teile der Wehrgänge wieder hergestellt wurden. In der Phase des Wiederaufbaus ab etwa 1700 wurde gestattet, die Mauer als Rückwand für Gebäude zu nutzen. Dort wurden dann Fenster eingebrochen. Der umlaufende Wehrgang verschwand bis auf geringe Reste. Abschnittweise diente die Mauer auch als Steinbruch, z. B. für den Bau der Dreifaltigkeitskirche 1710–1715. Ein Abschnitt des äußeren Walls wurde zur Erweiterung des jüdischen Friedhofs genutzt, ein Abschnitt des davor liegenden Grabens diente im 19. Jahrhundert der Hessischen Ludwigsbahn als Trasse für ihre Strecke von Mainz bis zur Landesgrenze beim bayerischen Bobenheim, die 1853 eröffnet wurde.

### Neuzeit
Victor Hugo, der als Rheinreisender 1838 auch Worms besuchte, berichtet ironisch-enttäuscht auch von den Resten der Stadtbefestigung, die er vorfand:
 Ein paar altersschwache Mauerstücke, aus denen Fensterhöhlen entgegenstarren, ein paar Mauerstümpfe, entweder von Efeu ganz überwuchert und erstickt, oder in Wohnungen guter Wormser Bürger verwandelt, mit weißen Fenstervorhängen, grünen Läden oder daran hängenden Weinlauben und Gartenhäuschen, anstelle von Zinnen, Schießscharten und Zwingern. Unförmige Trümmer eines runden Turmes, die sich in östlicher Richtung von der Mauer abhoben, schienen die Überreste des alten Turmes Niedeck zu sein […] Wir erreichten die Stadt […], wo ursprünglich ein Tor sich befand und jetzt nur noch ein Loch war. Zwei Pappeln links, ein Misthaufen rechts. 
Bis in das letzte Viertel des 19. Jahrhunderts wurden seitens der Stadt Mauerabschnitte als Bauland oder an Anlieger verkauft und Toranlagen beseitigt, um breitere Durchbrüche für den wachsenden Verkehr zu gewinnen. Noch Anfang des 20. Jahrhunderts wurden Teile des südlichen Mauerabschnitts abgerissen. 1874 erließ die Stadtverordnetenversammlung eine Preisliste für den Verkauf von Stadtmauerteilen. Dem standen aber auch Bemühungen gegenüber, historische Substanz zu erhalten: 1838 wurde der Abbruch des Torturmes mit dem Argument verhindert, dass er ein historisches Denkmal sei. 1851 legte der Stadtrat fest, dass bei Abbrucharbeiten an der Stadtmauer gefundene wertvolle Altertümer an die Stadt abzugeben seien, und im ersten Jahrzehnt des 20. Jahrhunderts wurden Teile der Mauer als historisches Denkmal wieder in Stand gesetzt.
Der Stadtgraben der inneren Mauer im Westen und teilweise im Norden wurde in der zweiten Hälfte des 19. Jahrhunderts zu einer Parkanlage umgestaltet, im Westen dann – 1868 eingeweiht – das monumentale Lutherdenkmal in der Grünanlage aufgestellt. Woog und Gießen an der Ostseite verlandeten zunehmend. Hier entstand später Bauland.
1907 kam es unter dem Baudezernenten und Bürgermeister Georg Metzler zur Sicherung und Neugestaltung der verbliebenen Mauer, auch im denkmalpflegerischen Sinn. Der Bestand wurde saniert, aber auch das neue Andreastor im Süden und das Raschitor im Norden durch die Mauer gebrochen, um modernen Verkehrserfordernissen zu genügen.
1920 wurden Teile des Stadtgrabens im Bereich der Grünanlage an der Westseite der inneren Stadtbefestigung aufgefüllt. Noch bis in die 1960er Jahre hinein wurden Teile der Mauer eingerissen, wenn sie einer Neubebauung im Wege standen.
Mit dem Einsetzen der modernen Denkmalpflege in den 1970er Jahren, wie es sich etwa im „Europäischen Denkmalschutzjahr 1975“ manifestierte, wurde auch in Worms zunehmend auf den Erhalt der verbliebenen baulichen Zeugnisse der Stadtmauer geachtet. Ab den 1980er Jahren traten dann vermehrt archäologische Untersuchungen hinzu.
 Ein derart großes und über viele Jahrhunderte hinweg genutztes Bauwerk wie die Wormser Stadtmauer stellt für die Forschung und die Denkmalpflege gleichermaßen eine große Herausforderung dar.

### Geschichte des äußeren Mauerrings
Im 12. und 13. Jahrhundert wurde in größerem Umfang auch vor den Mauern gebaut („Martinsvorstadt“, später „Mainzer Vorstadt“). 1268 ist die nördlich gelegene Siedlung an der Mainzer Straße, die Hauptachse nach Mainz und nach Norden, noch durch einen Pfahlzaun, nicht durch eine Mauer gesichert. Seit wann der äußere Mauerring entstand, ist ungeklärt. Die älteste erhaltene schriftliche Erwähnung stammt von 1279. Wiederholte Berichte über Umlagen zum Mauerbau aus dem 13. Jahrhundert werden heute als Zeugnisse für Reparaturen an dem bestehenden inneren Mauerring gedeutet. Für Türme der äußeren Mauer gibt es ab der Mitte des 14. Jahrhunderts urkundliche Belege, aber diese äußere Mauer ist vor 1500 „nur ganz vereinzelt fassbar“. Die Nord-Süd-Ausdehnung des äußeren Mauerrings betrug etwa 2200 m, in Ost-West-Richtung waren es etwa 800 m.
Die Kenntnis über Geschichte und Aussehen des äußeren Mauerrings ist geringer als die über den inneren. Auch die bauliche Ausführung war weniger aufwändig als die des inneren Mauerringes und es gibt heute kaum noch erhaltene bauliche Zeugnisse.
Im 16. Jahrhundert wurde die äußere Mauer mit 11 Bastionen verstärkt, erhielt Wall und Graben. Die Darstellung der Stadt Worms im Zustand vor der Zerstörung von 1689 aus der Vogelperspektive, gezeichnet von Peter Hamman am Ende des 17. Jahrhunderts, zeigt den geschlossenen Mauerring, der im Norden, Westen und Süden die Stadt umgab. Nur im Osten, zum Rhein hin, gab es eine zweite Mauer nicht.
Bereits 1630, in der Zeit des Dreißigjährigen Kriegs, beschädigten Schweden die äußere Befestigung und die Vorstädte. 1688 besetzten französische Truppen im Zuge des Pfälzischen Erbfolgekriegs auch die neutrale Stadt Worms. Ab Februar 1689 wurde der äußere Mauerring niedergelegt unter anderem auch mehr als 40 Türme.
Obwohl militärisch nutzlos, wurde städtischerseits versucht, auch den äußeren Mauerring wieder herzustellen. Da das Geld dafür fehlte, vergab die Stadt anliegende städtische Grundstücke für landwirtschaftliche Zwecke unter der Auflage, dass der Bewirtschaftende auch die angrenzende Mauer wieder errichtete. Die Maßnahme hatte nur mäßigen Erfolg.

### Landwehr
Beiden Mauerringen vorgelagert gab es noch eine weit in die Gemarkung vorgeschobene Landwehr.

## Organisation

### Bauwesen
Die Stadt unterhielt für Bauarbeiten an der Mauer ab dem Spätmittelalter besoldete Bauhandwerker, die gegebenenfalls durch Tagelöhner unterstützt wurden, die dem „Allment- und Bauamt“ unterstanden. Dieses leiteten der ältere und der jüngere Baumeister, die Fachleute waren. Diese wiederum unterstanden der Aufsicht von zwei Ratsherren mit den Titeln „Oberbauherr“ und „Unterbauherr“. Das „Allment- und Bauamt“ betrieb einen städtischen Bauhof, dessen älteste Erwähnung von 1499 stammt und der auch für den Unterhalt der Mauer zuständig war.
Die Überwachung des baulichen Zustandes der Mauer oblag sowohl den Baumeistern als auch den Ratsherren. Mauer- und Grabenabschnitte wurden einzelnen Ratsherren auf Lebenszeit dafür zugewiesen. Darüber hinaus vergab die Stadt Wohnungen in den Türmen an „zünftige Junggesellen“. Statt einer Miete waren diese verpflichtet, die Türme und Treppen baulich und die dort stationierten Geschütze gefechtsbereit zu unterhalten und die Wache zu verstärken.
Die Wormser Reformation von 1499 – eine Zusammenfassung des Wormser Stadtrechts – enthielt auch eine Reihe von Bestimmungen zum baulichen Schutz der Stadtmauer. Denn zahlreich waren die Versuche von Anliegern, die Mauer baulich für ihre Bedürfnisse zu nutzen und zu verändern, sei es durch An- oder Aufbauten oder gar den Durchbruch von Türen.

### Wache
Ob in Friedenszeiten Mauern und Türme immer besetzt waren, darüber gibt es unterschiedliche Informationen, die geöffneten Tore aber wurden immer bewacht. Einzelne Mauerabschnitte und Türme waren den 17 Zünften zur Verteidigung zugewiesen, die daran zum Teil auch ihre Zunftzeichen anbrachten. Alle Türme waren ständig mit Geschützen bestückt. Die ständige Mauerwache wurde spätestens nach 1689 aufgegeben.
Um die Gefahren, die mit den geöffneten Stadttoren verbunden waren, so gering wie möglich zu halten, waren in der Regel nur die vier Haupttore – und das auch nur, so lange es Tageslicht gab – immer geöffnet, die anderen nur nach saisonalem Bedarf, insbesondere für die Landwirtschaft. Die Haupttore waren: Martinspforte, Rheintor, Leonhardspforte und Andreaspforte.
Das Öffnen und Schließen der Tore war ein umständlicher Prozess. Die Tore waren so schwer, dass die Wache dazu Hilfe benötigte. Da die Schlüssel aus Sicherheitsgründen nachts beim Bürgermeister verwahrt wurden, mussten diese zunächst am Morgen von den Torschließern dort abgeholt werden. Für jedes Tor gab es besondere Torschließer. Sie stammten aus den Reihen der Jungbürger, die in der Nähe des betreffenden Tores wohnten. Sie halfen dann auch der Wache beim Öffnen und Schließen des Tores.
Bewacht wurde das geöffnete Tor von der Tagwache. An deren Spitze stand der Pförtner, ein besoldeter städtischer Beamter. Neben der militärisch-polizeilichen Bewachung des Tores hatte er die Aufgabe, darüber zu wachen, dass niemand die Stadt verließ, ohne die Quittung über das entrichtete Ungeld vorweisen zu können. Nachts war es seine Aufgabe, Post, die am Stadttor ankam, weiter zu leiten. Die eigentliche Wache bestand aus den „Gesellen vom Schlag“ und umfasste drei oder vier Männer. Die Tagwache war besoldet. Jede der 17 Zünfte in Worms hatte eine zu stellen. Die Umstellung auf Söldner, wie das in vielen anderen Städten geschah, erfolgte in Worms bis zum Ende des 18. Jahrhunderts nicht. Außer dem eigentlichen Wachdienst oblagen den „Gesellen vom Schlag“ auch Botendienste zum Bürgermeister, wenn fraglich war, ob jemand in die Stadt eingelassen werden durfte.
Die Nachtwache war anders organisiert: Hier stellte im 15. Jahrhundert eine Zunft für drei aufeinander folgende Nächte 14 Mann, die das unbesoldet tun mussten. Sie hatten die Tore abzugehen und darauf zu achten, dass alle ordnungsgemäß verschlossen waren. Auch im Vorfeld der Befestigung wurde patrouilliert, insbesondere nachts.
Nach Fertigstellung des äußeren Mauerrings wurden in Friedenszeiten nur noch die Tore der äußeren Mauer besetzt.
Die Stadtmauer diente aber nicht nur der Verteidigung. Sie war vielmehr auch eine Zollgrenze. Hier wurden ab dem 16. Jahrhundert Abgaben auf in die Stadt eingeführte Verbrauchsgüter, Steuern und Zölle erhoben oder auch Ausfuhrverbote überwacht. So wandelte sich die Bezeichnung des Chefs der Torwache von „Pförtner“ zu „Torgeldschreiber“.

## Innerer Mauerring vor dem 13. Jahrhundert
Die südliche Stadtmauer wurde im 10., die und östliche Ende des 12. Jahrhunderts, gegenüber der bestehenden römischen Mauer nach außen verschoben neu errichtet.

### Alte Ostmauer

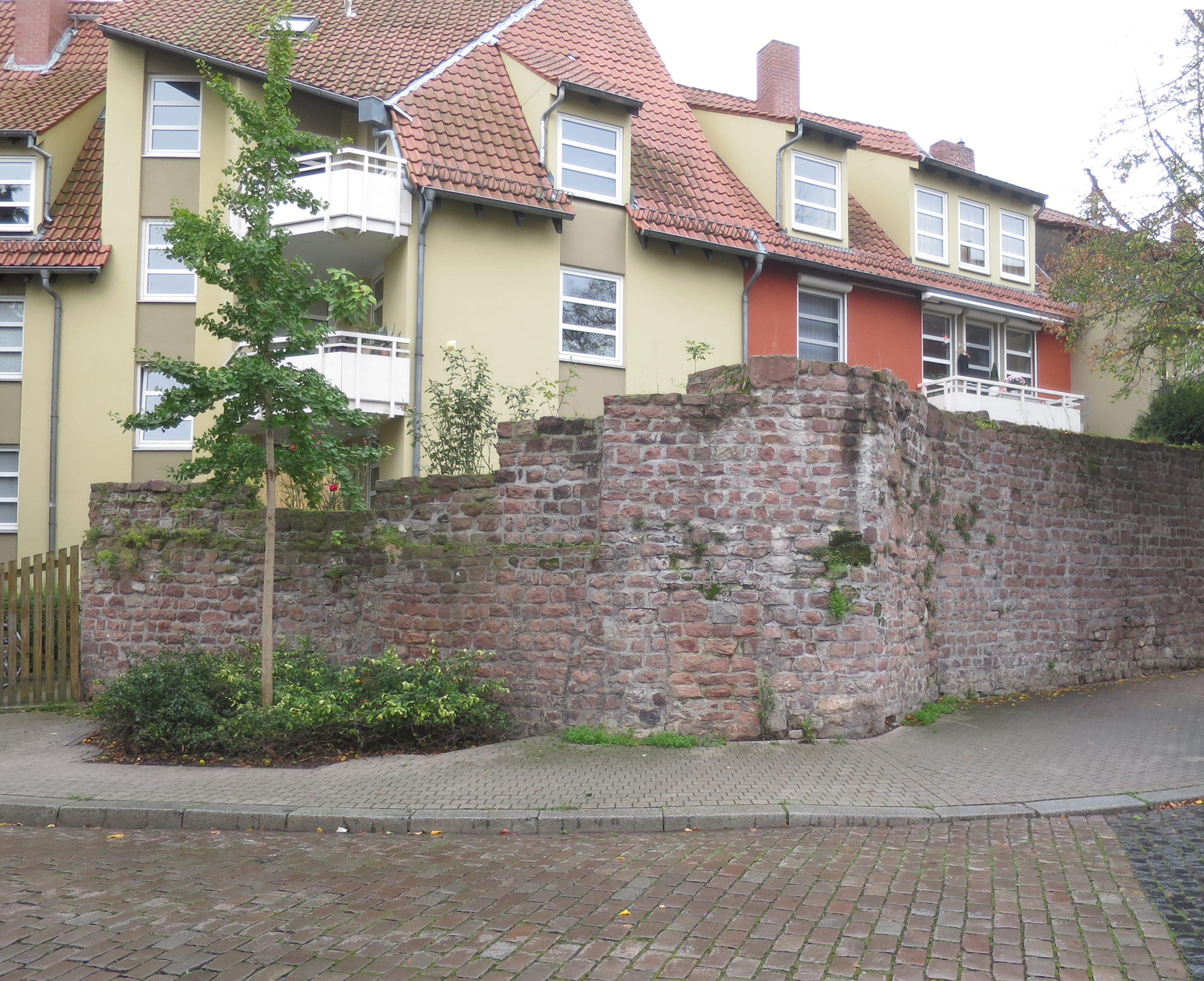
Anschluss der alten Ostmauer (links) an die Nordmauer (rechts); letztere setzte sich in Richtung auf die Betrachter über die Straße im Vordergrund (Bärengasse) fort.

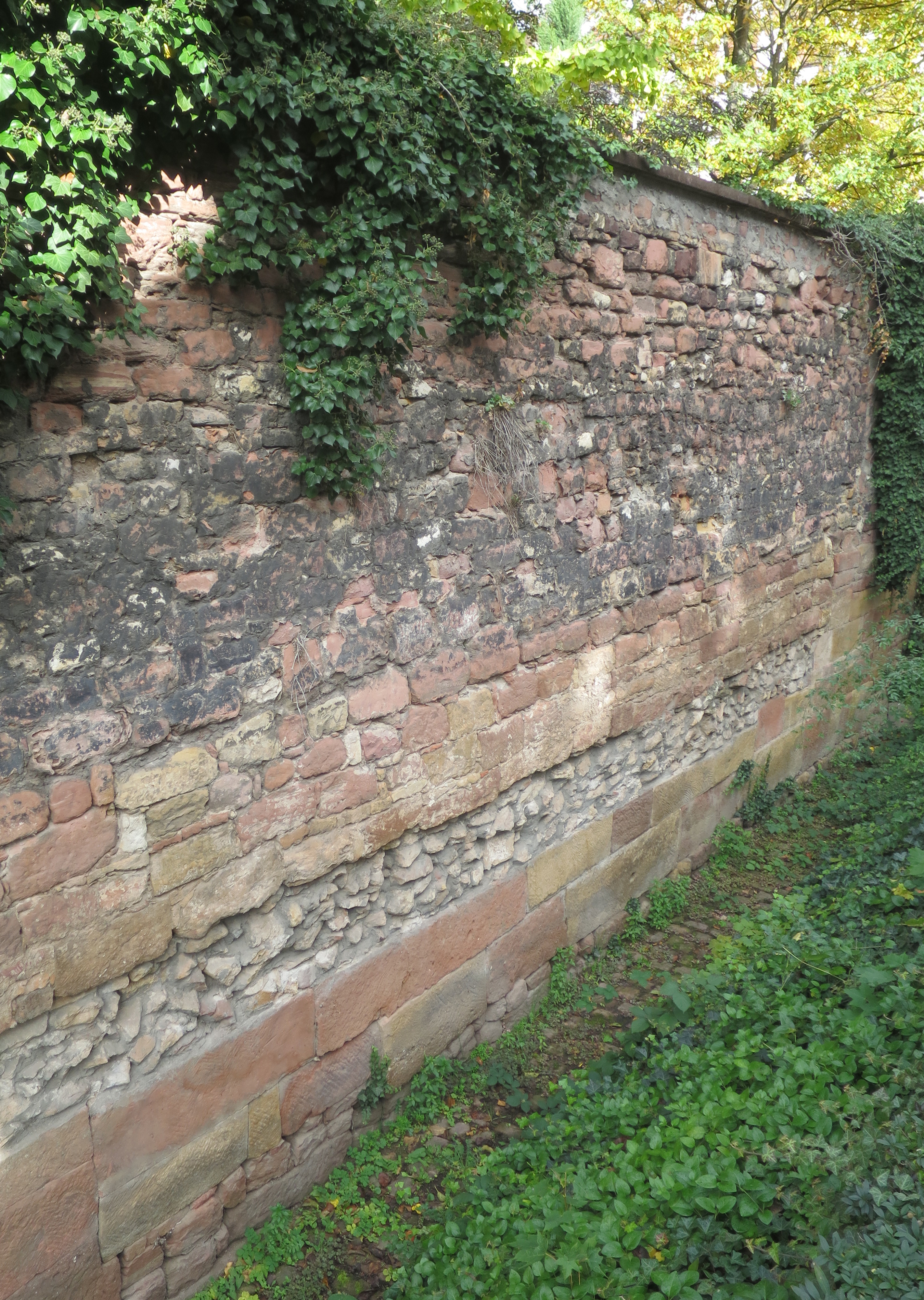
Archäologisches Fenster vor dem Ostchor von St. Paulus mit römisch-mittelalterlichen Fundamenten der ersten, östlichen, inneren Stadtmauer

Die um 1200 oder im 13. Jahrhundert aufgegebene erste Ostmauer bestand historisch aus zwei Abschnitten: Einem nördlichen, der anlässlich des Neubaus der nördlichen Befestigungsanlage am Beginn des 11. Jahrhunderts errichtet worden war. Er schloss an die weiter südlich liegende römische Mauer an. Beide zusammen bildeten bis zum 13. Jahrhundert die östliche Stadtmauer.
Im Bereich des St. Paulus-Stifts waren an dieser ersten Ostmauer in den Jahren 1987–1989 in größerem Umfang archäologische Untersuchungen möglich. Davon ist vor Ort ein „archäologisches Fenster“ geöffnet geblieben.

#### Altes Hafentor
In der alten Ostmauer befand sich etwa an der Stelle, an der heute Judengasse, Bärengasse und Sterngasse aufeinander treffen, ein Stadttor zum Rheinhafen hin. Da dies nur urkundlich, nicht aber durch einen archäologischen Befund belegt ist, bleibt dessen genaue Position offen. Ob Mauerreste, die in diesem Bereich bei einer Grabung 1987 zu Tage traten, dem Tor zuzuordnen sind, bleibt ebenfalls offen.

#### St. Paulus
Zwischen den vermuteten Standorten von Altem Hafentor und Brotpforte waren unmittelbar an die Stadtmauer die Konventsgebäude des St. Paulusstifts angebaut. In einer im späten 12. Jahrhundert gefälschten Urkunde wird den Konventualen und ihrem Propst gestattet, die Mauer hier an zwei Stellen für ihre „neccessitates“ (Toilettenanlagen) zu durchbrechen.

#### Brotpforte
Zur Brotpforte ist nichts Näheres bekannt. Ihre älteste erhaltene Erwähnung stammt aus einer im 12. Jahrhundert gefälschten, auf das Jahr 1080 datierten Urkunde. Ihren Namen hatte sie von der dort mündenden Brotgasse. Die Brotpforte ist eventuell identisch mit der „Salzpforte“ (Brotgasse und Salzgasse verliefen hier parallel). Dies macht es wahrscheinlich, dass sie zur alten Ostmauer gehörte, da die neue Ostmauer frühestens Ende des 12. Jahrhunderts gebaut wurde.
Andere ordnen die „Brotpforte“ dem Bereich der Rheinpforte in der neueren Ostmauer zu. Zu ihr gehörte dann vielleicht eine der beiden teilweise erhaltenen Sandsteinlaibungen, der nachträglich in die Mauer gebrochenen Pforten, zwischen Rheinpforte und Mayfels.

#### Hantor
Das Hantor / Hanport war ein Durchlass am Südende der Mauer. Der Name kommt von der hier mündenden Hagenstraße, die zeitweise umgangssprachlich auf „Hanstraße“ verkürzt wurde. Das Tor lag im Verlauf der Straße. Archäologisch wurde es bis jetzt nicht nachgewiesen, ein römischer Ursprung scheint aber plausibel. Die Stadtzerstörung 1689 überstand es noch in seiner Substanz, erst 1788 ließ der Rat der Stadt das Tor abbrechen und das Abbruchmaterial versteigern.

### Alte Südmauer
Der Verlauf von Andreasstraße und Wollstraße entspricht dem Verlauf der alten, aus römischer Zeit herrührenden Mauer, die ab dem 10. Jahrhundert durch die neue, weiter südlich positionierte Mauer ersetzt wurde. Von den nun rückwärtig liegenden Abschnitten der römisch-frühmittelalterlichen Mauer gibt es nur wenige Zeugnisse, da deren Abbruchmaterial an anderer Stelle wieder verbaut wurde. Allerdings gibt es einige archäologische Befunde.

## Innerer Mauerring nach 1200
Im Endausbau bestand die innere Stadtmauer aus einer einfachen Mauer, die in Abständen durch 27 Türme verstärkt war, acht Tore aufwies und nachträglich noch mit einem Wehrgang versehen wurde. Sie war etwa 2500 m lang. Alle 26 Türme waren rechteckig, bis auf einen: Den Runden Turm (nicht erhalten) auf der Westseite. Ebenfalls alle Türme – bis auf einen – waren Volltürme, nur der Bindturm war ein Schalenturm. Dem inneren Mauerring war ein Graben vorgelagert, der besonders nach Westen hin sehr tief war. Wegen des Geländegefälles zum Rhein hin führte der nur im östlichen Halb Wasser, im Süden etwa bis zum Leonhardstor, im Norden bis zum Martinstor. Die westliche Hälfte lag trocken.
Die Zuordnung einzelner Mauerabschnitte oder -teile zu bestimmten Epochen oder Baumaßnahmen ist außerordentlich problematisch und bis heute nur in wenigen Abschnitten geleistet.
Entlang des inneren Mauerrings gibt es neben dem noch heute sichtbaren Mauerwerk noch 11 Stellen, an denen archäologische Ausgrabungen stattgefunden haben.
Die folgenden Einzelbeschreibungen beginnen im Norden und setzen sich im Uhrzeigersinn fort.

### Nordseite

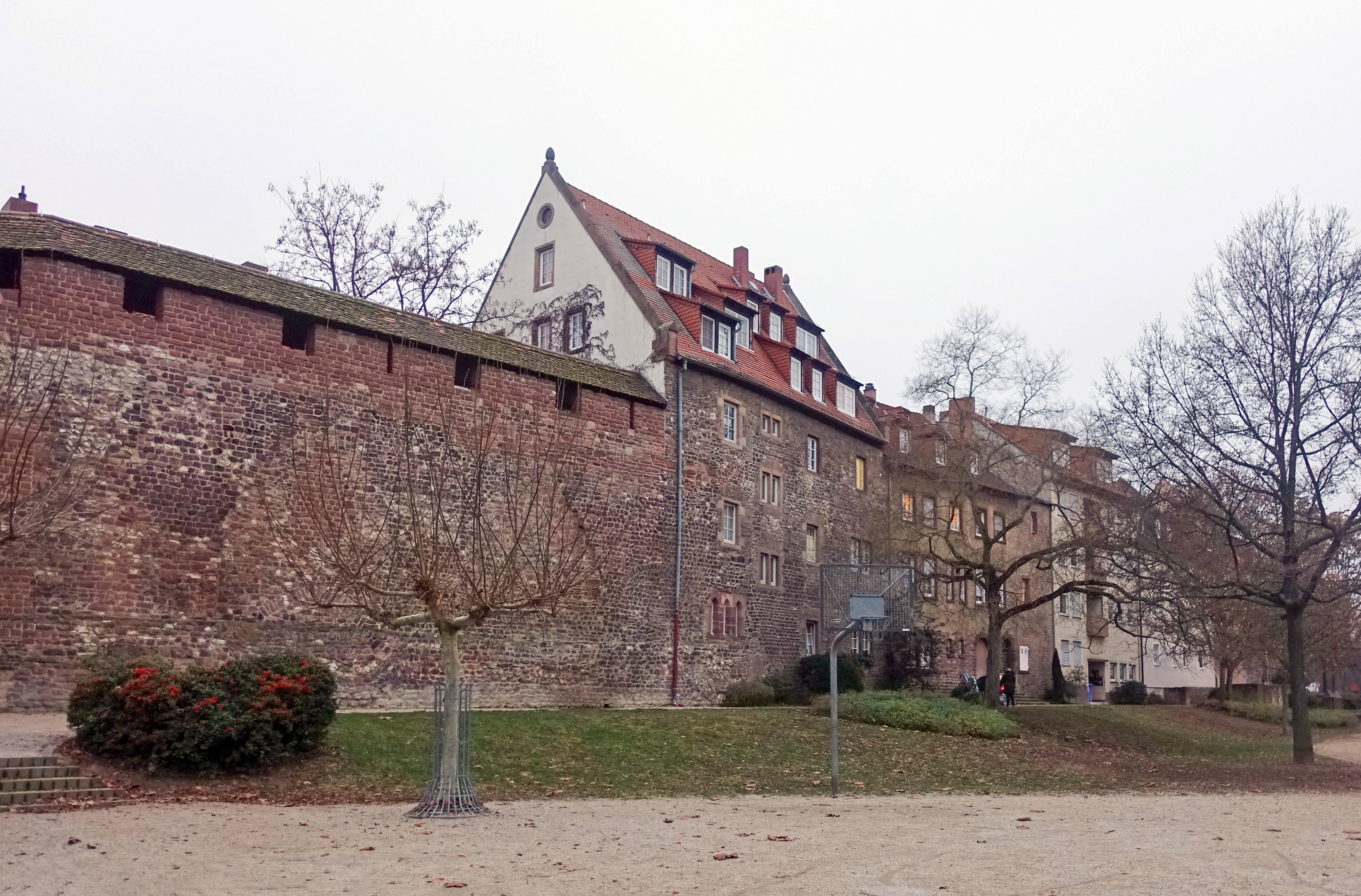
Die Stadtmauer mit Wehrgang trifft auf das „Haus zur Büchs“. Der Wehrgang lief hier bis in die 1980er Jahre durch das Gebäude.

Die Mauer ist auf Süd-, West- und Nordseite aus präzise gesetzten Bruchsteinquadern aus Sandstein gemauert. Der nördliche Mauerabschnitt verläuft in einem weiten Halbbogen, dessen östlicher Teil die Mauer an der Judengasse bildet. Ab dem Beginn des 11. Jahrhunderts entstand hier – in Nachfolge der Siedlung der Friesen – ein jüdischer Siedlungsschwerpunkt. Die Häuser der Judengasse grenzen rückseitig direkt an die Stadtmauer. Im Haus Judengasse 39, dem Haus „Zur Büchs“, lief der Wehrgang durch das Gebäude, eine Situation, die erst in den 1980er Jahren beseitigt wurde. Für das Haus Judengasse 37 wurde die Stadtmauer zur heutigen Herta-Mansbacher-Anlage hin um 1900 in eine neuromanische (zweite, rückwärtige) Fassade umgestaltet (nicht erhalten).
Der östlichste Bereich des Nordabschnitts gehört schon zur östlichen Stadterweiterung des späten 12. Jahrhunderts. Fundamentreste davon sind – nach außen nicht sichtbar – im Haus Bärengasse 34 erhalten.
Im ersten Jahrzehnt des 20. Jahrhunderts wurde der nördliche Mauerabschnitt stark historisierend restauriert und dabei auch das „Raschi-Tor“ eingebrochen.
In die Mauer der Nordseite eingestellt waren oder sind:

#### Martinspforte

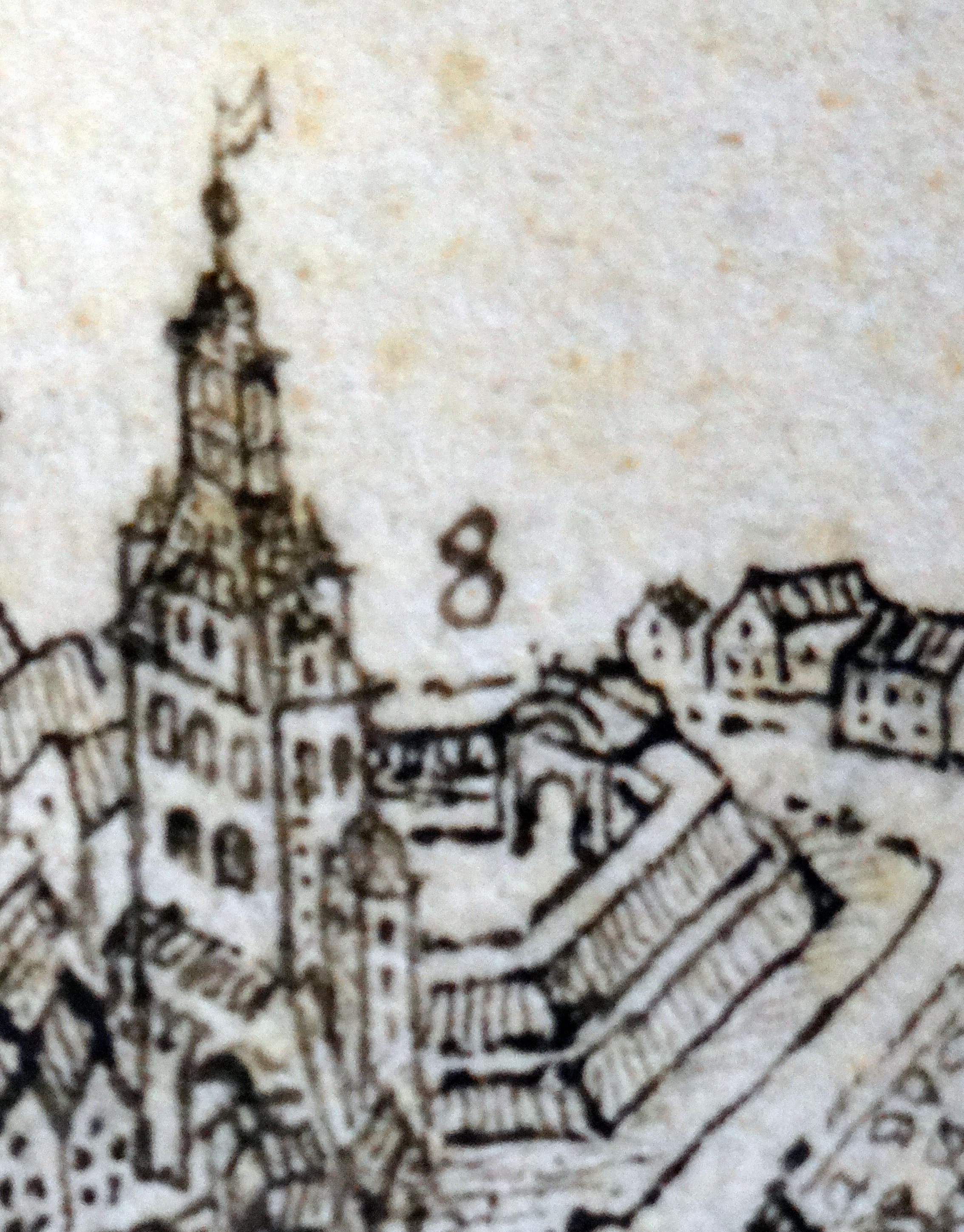
Martinspforte mit vorgelagerter Bastion und Außentor

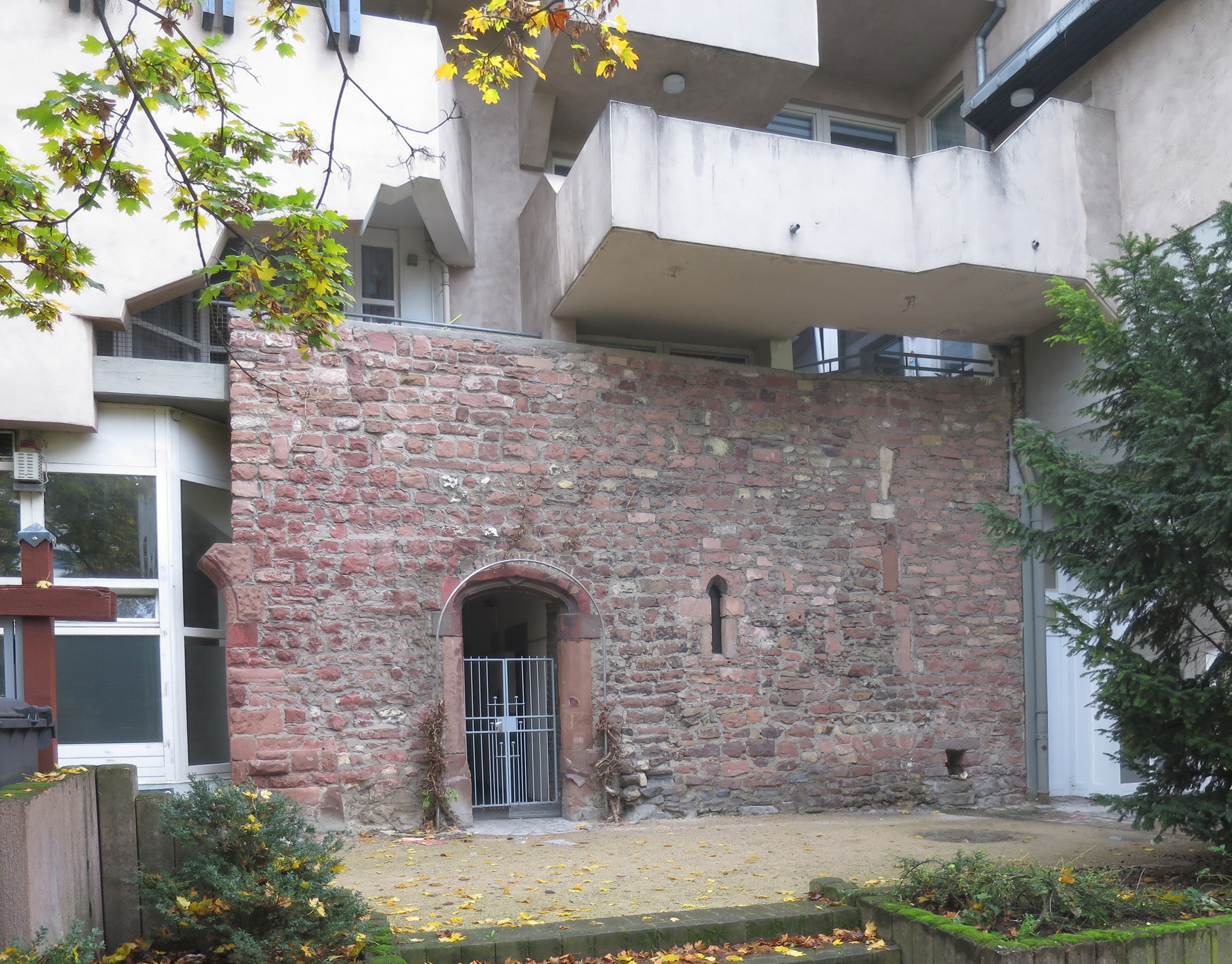
Stadtmauer an der Rückseite des Hauses Judengasse 9, östlich der Martinspforte

Die Martinspforte sicherte im nördlichen Abschnitt der inneren Stadtmauer den Eintritt der wichtigen Handelsstraße von und nach Mainz in die Stadt. Sie wurde 1689 schwer beschädigt und im 18. Jahrhundert abgerissen, ebenso wie im 19. Jahrhundert ein an gleicher Stelle errichtetes Zolltor. 
1903/04 wurde durch den Bau des Hauses „Martinspforte“ eine Replik geschaffen, die ihrer Form dem ehemaligen Torturm nachempfunden, aber um 180 Grad gedreht und in der Höhe etwa halbiert war.
Im Bereich der östlich anschließenden Stadtmauer hat 1989 eine archäologische Grabung stattgefunden. Hier sind auch noch zwei Mauerabschnitte in den Häuserwänden erhalten und sichtbar.

#### Ziegelturm

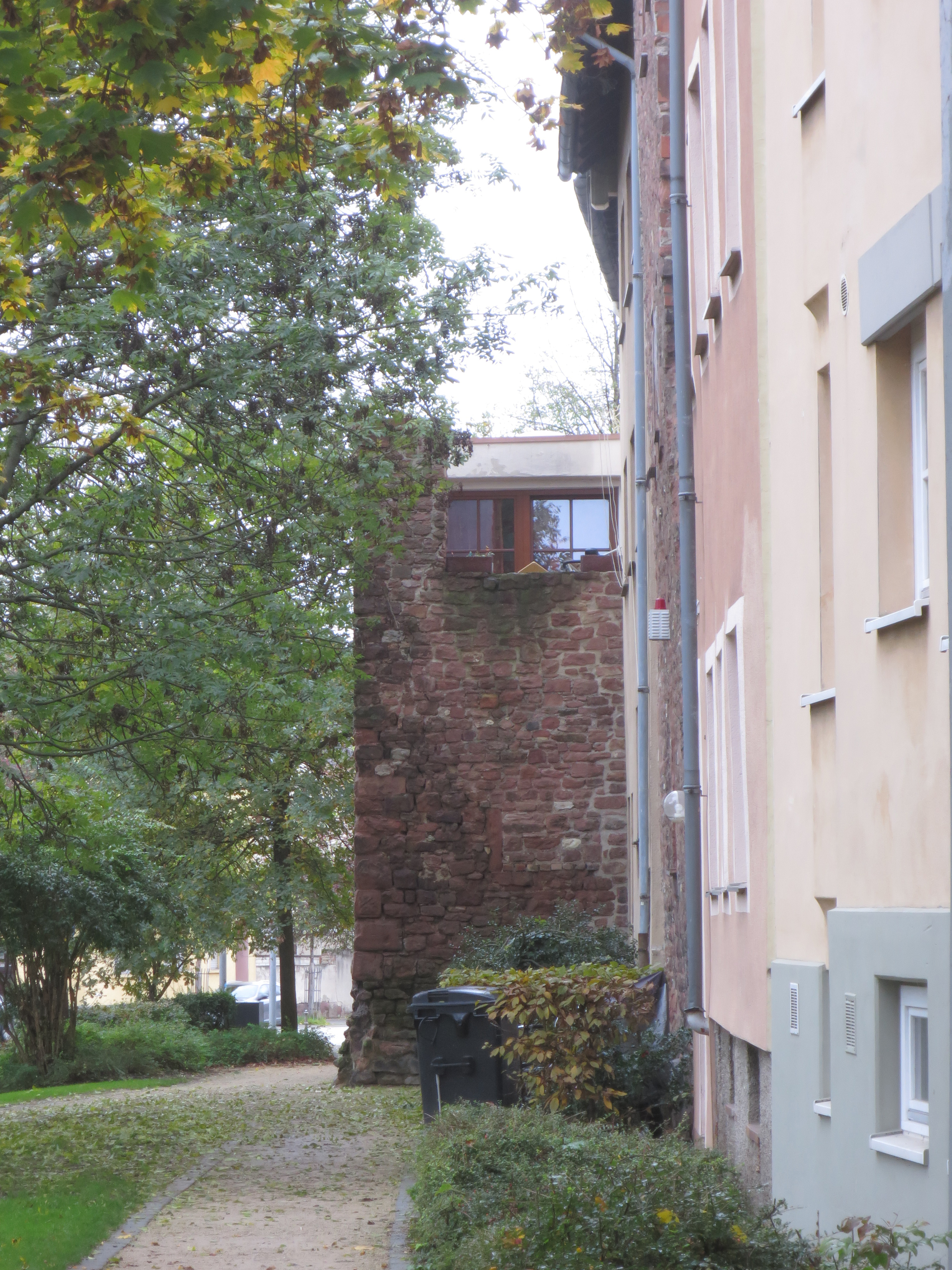
Ziegelturm von Westen

Der Ziegelturm, nach baulichen Merkmalen aus staufischer Zeit, steht im Nordabschnitt der Mauer, östlich der Martinspforte. Namensgebend war ein aus Ziegeln errichtetes Obergeschoss, das heute nicht erhalten ist.
Nach Beschädigungen in der Stadtzerstörung 1689 und bei Luftangriffen 1945 wurde er noch in den 1970er Jahren ein Stück abgetragen, „um die Belichtung einer dahinter gelegenen Wohnung zu gewährleisten“. So ist er heute nur noch zweigeschossig und dient als Dachterrasse der benachbarten Wohnung. Ursprünglich war er 22 m hoch. Weiter wurde eine Tür in die historische Substanz eingebrochen und eine Podesttreppe vorgestellt. Denkmalpflegerisch höchst zweifelhafte Maßnahmen.

#### Durchbruch Herta-Mansbacher-Anlage
Der Durchbruch der Herta-Mansbacher-Anlage ist eine nach dem Zweiten Weltkrieg geschaffene kurze Straße zwischen dem Berliner Ring und der Judengasse. Sie ist in Bezug auf die Stadtmauer nicht gestaltet.

#### Henker- oder Folterturm

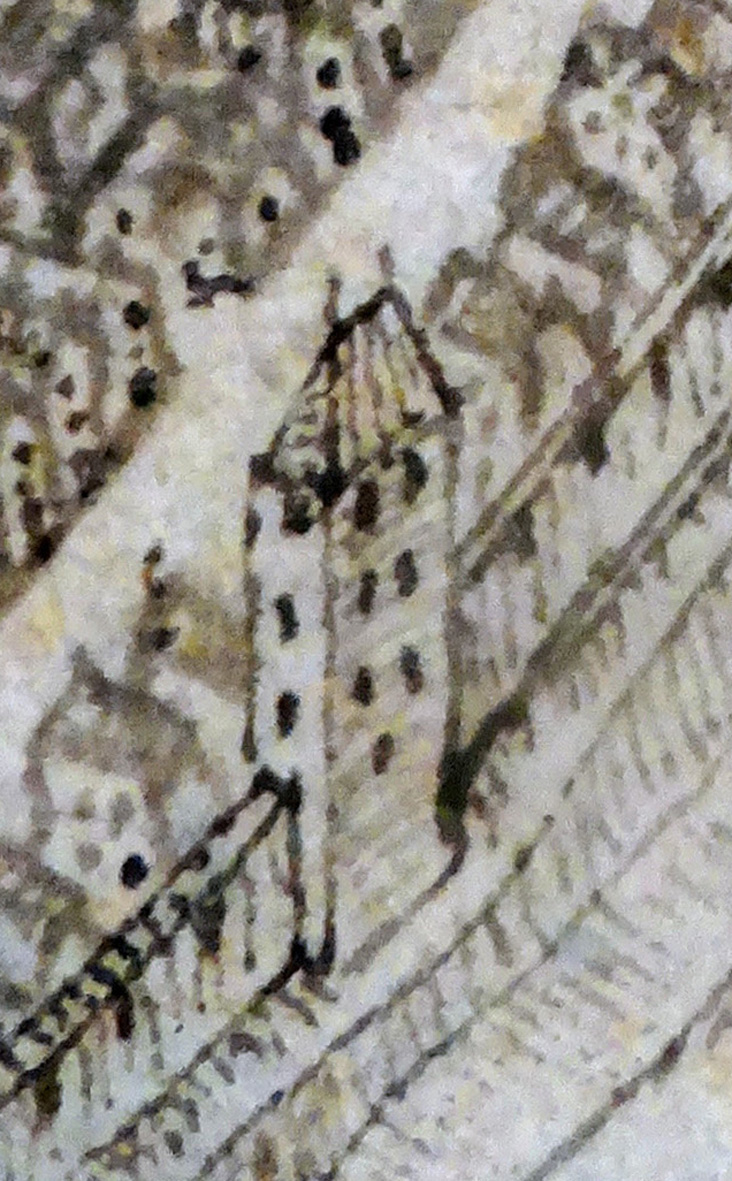
Henker- oder Folterturm, dahinter die Judengasse

Der Henker- oder Folterturm stand etwa auf der Höhe des Synagogenplatzes. Er wurde in den 1950er Jahren beim Wiederaufbau des Hauses Judengasse 33 abgerissen. Die Fundamente des Turms wurden später archäologisch noch einmal aufgedeckt. Dabei wurde festgestellt, dass er baugleich mit dem Turm „Mayfels“ ist, was ihn ans Ende des 12. Jahrhunderts datiert.

#### Scharfrichterturm

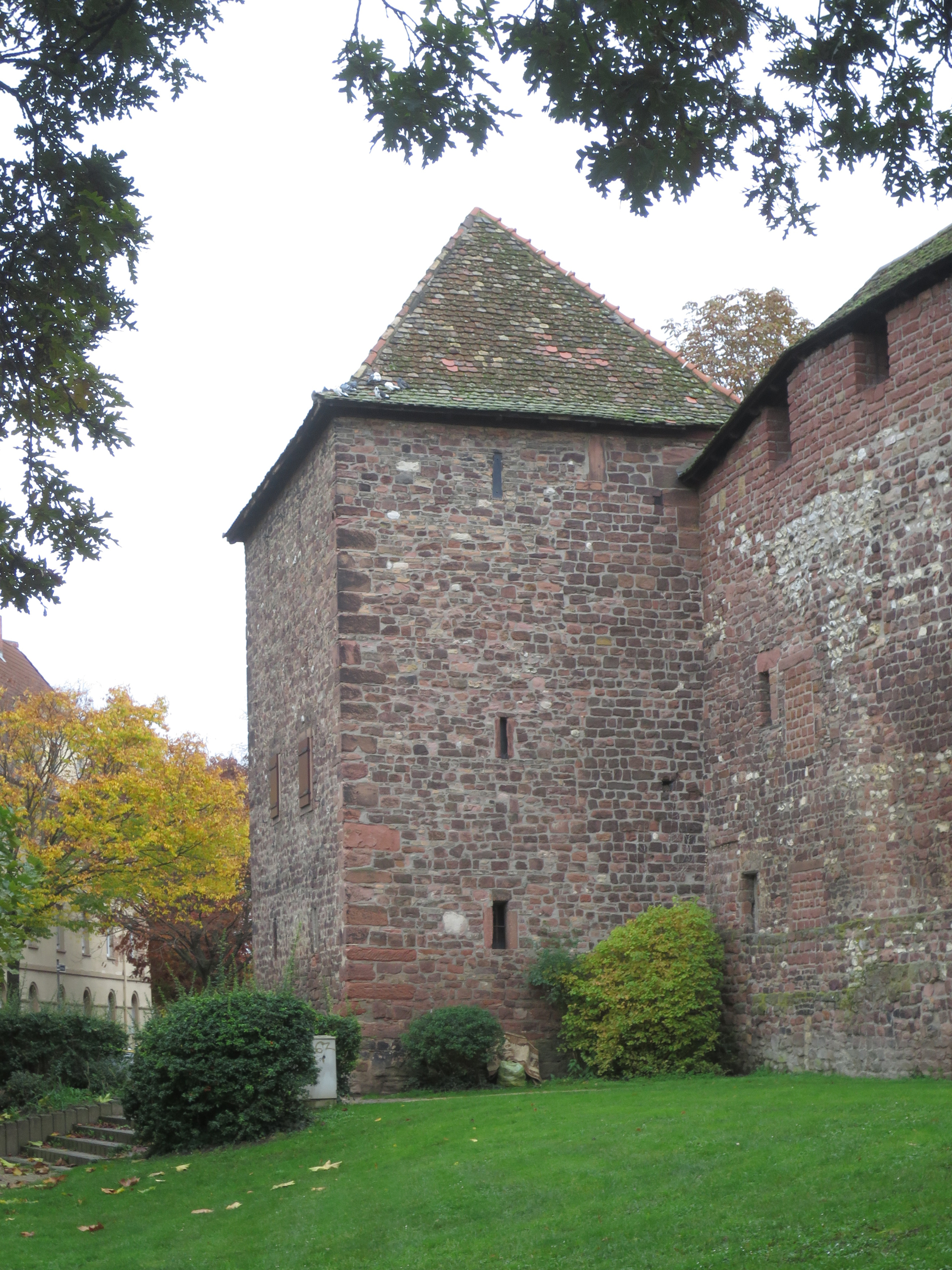
Scharfrichterturm

Der Scharfrichterturm steht im Nordabschnitt der Mauer, entstand wohl in staufischer Zeit und ist unterkellert. Ursprünglich war er 22 m hoch. Der Turm wurde 1689 gesprengt und beschädigt, für den Bau des Raschitores 1907/08 aber wieder hergestellt. So ist die stadtseitige Wand mittelalterliches Mauerwerk, die feldseitigen Mauern dagegen stammen aus der Zeit nach 1689. Der Turm wurde nur noch bis zur Höhe des Wehrgangs wieder aufgemauert. Seit dem Mauerdurchbruch des „Raschitores“ bildet der Scharfrichterturm den westlichen „Torturm“ des Tores.

#### Judenpforte

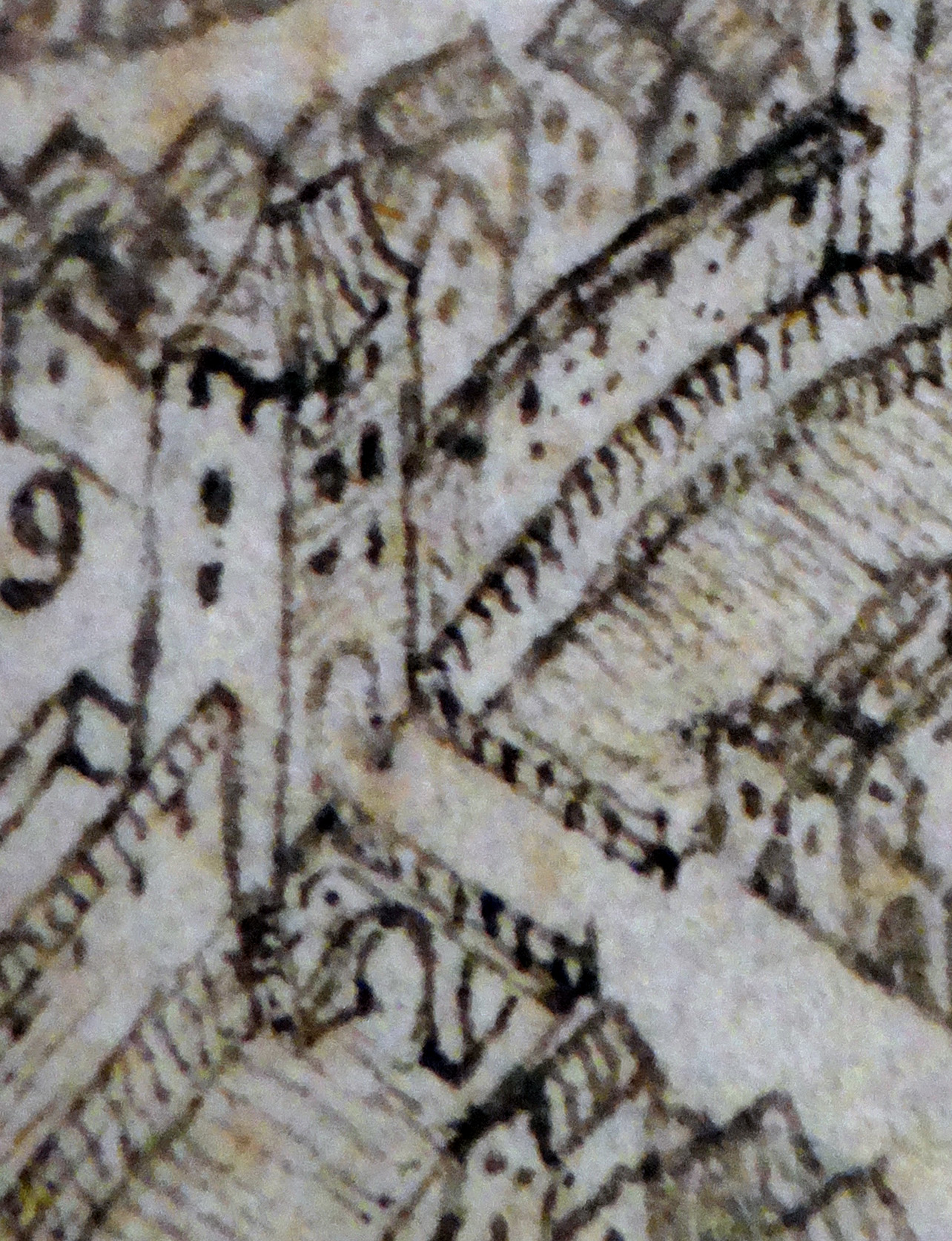
Judenpforte vor 1689

Die Judenpforte lag im Bereich der Bärengasse. Aus dem 12. Jahrhundert stammt das älteste schriftliche Zeugnis mit diesem Namen für dieses Stadttor („Porta Judeorum“). Dies steht in einer damals gefälschten, aber auf das Jahr 1080 datierten Urkunde. Der Torturm war er 22 m hoch.
Während der schwedischen Besetzung der Stadt im Dreißigjährigen Krieg wurde 1632 vor dem Tor ein Ravelin aufgeworfen.
Beim Wiederaufbau nach 1689 wurde das Tor vermauert. Nach der Öffnung des Ghettos wurde auch das Tor wieder geöffnet, im 19. Jahrhundert auch „Hamburger Tor“ genannt.

#### Raschitor

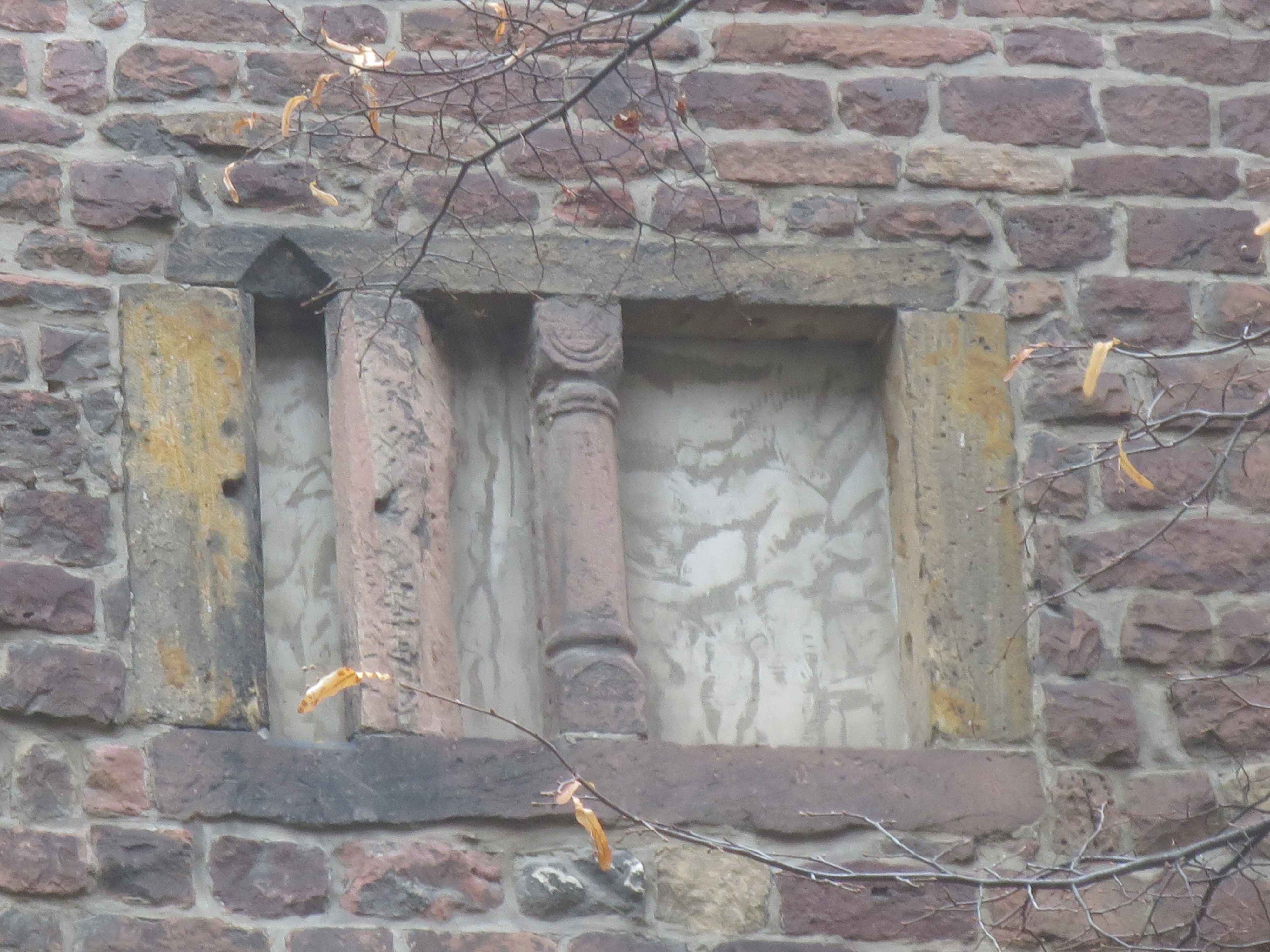
Zugesetztes Fenster in der Stadtmauer im Abschnitt an der Nordanlage. Eingestellt ist eine kleine Säule mit Würfelkapitell

Das Raschitor ist ein moderner Durchbruch durch die Mauer, der 1907/08 erfolgte. Unter dem Baudezernenten und Bürgermeister Georg Metzler wurde damals die verbliebene Mauer saniert, aber neben dem Raschitor im Norden auch das neue Andreastor im Süden und der Durchbruch für die Herzogenstraße im Osten als neue Verbindungen durch die Mauer geschaffen, um modernen Verkehrserfordernissen zu genügen.
Die Mauer setzt sich hier östlich fort. Nach etwa 100 m, an der südwestlichen Ecke der querenden Bärengasse ist der Ansatz der ersten Ostmauer aus dem 11. Jahrhundert zu erkennen.

#### Kopsort

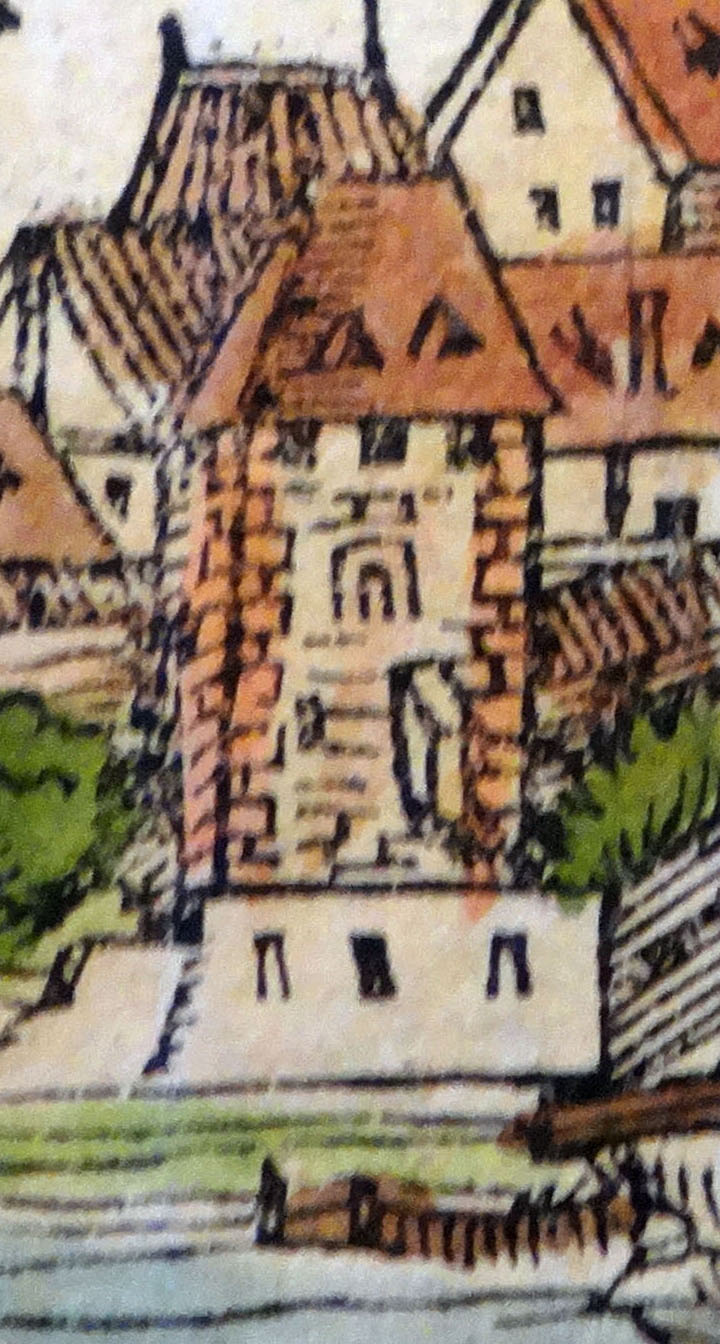
Kropsort (Mitte 16. Jahrhundert)

Kopsort (auch: Capsort) war der nordöstliche Eckturm der inneren Stadtbefestigung. Er war mit einem kleinen Erker versehen und 23 m hoch.
Hier setzte auch der äußere Mauerring an, der von hier aus nach Norden verlief.

### Ostseite

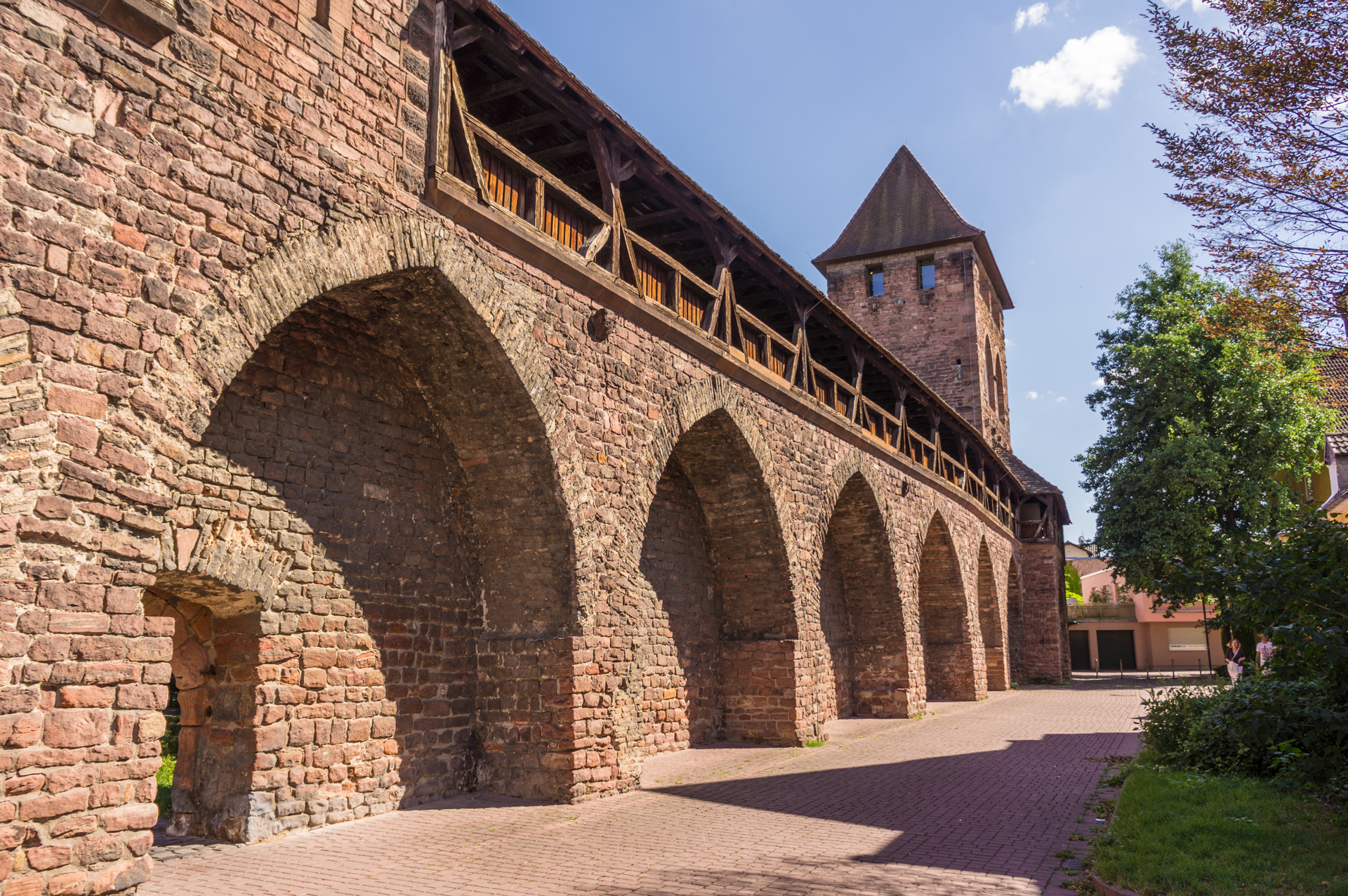
Mauerabschnitt der Ostseite des inneren Mauerrings, Stadtseite

Der Knick der Mauer, an dem der Kopsort stand und an dem Nord- und Ostabschnitt aufeinander treffen, wird „Friesenspitze“ genannt. Die Bezeichnung stammt von den in diesem Areal im 10. Jahrhundert siedelnden Friesen, die Fernhandel betrieben.
Der Mauerverlauf entstand hier anlässlich einer Stadterweiterung zum Rhein hin am Ende des 12. oder im 13. Jahrhundert. Der Bau erfolgte in einem Zuge mit Mauern, Strebepfeilern und Stützbogen für den Wehrgang und hat einige Zeit in Anspruch genommen. Dieser Mauerabschnitt war – bevor spätere Umbauten ihn veränderten – ganz regelmäßig angelegt: Drei Türme, ein Tor, drei Türme, ein Tor und nochmals drei Türme. Markant sind vor allem die feldseitig aus der Mauerflucht herausragenden Türme. Die Mauer zum Rhein hin hatte so auch repräsentativen Charakter. Um 1300 wurde die Mauer erhöht und der Wehrgang auf innen vorgestellte Arkaden gesetzt.
Dieser Mauerabschnitt erscheint heute als der am vollständigsten erhaltene. Allerdings waren Anfang des 19. Jahrhunderts noch 9 der ursprünglich 11 Türme der Rheinfront erhalten. Heute stehen davon noch zwei. Und diese sind nur erhalten, weil das Gelände wegen des schlechten, feuchten Baugrundes niemand kaufen wollte. Später wurde der Abschnitt am Bürger- und Torturm anlässlich der Restaurierung einzelner Abschnitte der Stadtmauer 1907 bis hin zu den Schießscharten und dem Wehrgang ergänzt. Für die stark beschädigten oberen Bereiche wurden dazu die Darstellungen von Peter Hamman aus dem 17. Jahrhundert zugrunde gelegt. Was heute zu sehen ist, ist in den oberen Bereichen also weitgehend ein Bauwerk des Historismus. In der mittelalterlich-frühneuzeitlichen Bausubstanz sind drei Bauphasen festzustellen. Die beiden jüngeren erhöhten die Mauer jeweils um ein Stück. Die beiden älteren schlossen mit Zinnen ab, die jüngste versah die Mauer mit dem überdachten Wehrgang.
1999 bis 2001 wurde an der Mauerinnenseite, zwischen Bürgerturm und Torturm – unter Einbeziehung der Stadtmauer und ihres Wehrgangs – das Nibelungenmuseum errichtet. Dem waren erhebliche Bedenken des Landesamtes für Denkmalpflege und der Versuch, das Projekt mit einem Bürgerentscheid zu verhindern, vorangegangen, was aber am Quorum scheiterte. Im Januar 2020 begannen Sanierungsarbeiten im Bereich zwischen dem Durchlass Herzogenstraße und dem Torturm.
In die Mauer der Ostseite eingestellt waren oder sind der oben beschriebene Kopsort. Ihm folgen südlich die Einbauten:

#### Wiedertäuferturm
Der Wiedertäuferturm stand auf dem Grundstück Wallstraße 3. Die Herkunft des Namens ist unklar. 1527 wurden alle Wiedertäufer aus Worms vertrieben. Noch 1720 wurde erwogen, ihn als städtisches Gefängnis zu nutzen.
Während der Wiedertäuferturm nicht erhalten blieb, ist der entsprechende Mauerabschnitt gut erhalten und besonders von der Rheintorgasse aus gut zu sehen. Einzelne Durchblicke sind auch von der parallel verlaufenden Wallstraße aus möglich. Jedoch bildet hier die Stadtmauer die rückwärtige Begrenzung der Grundstücke und ist deshalb schlecht zugänglich.

#### Rheinpförtchen

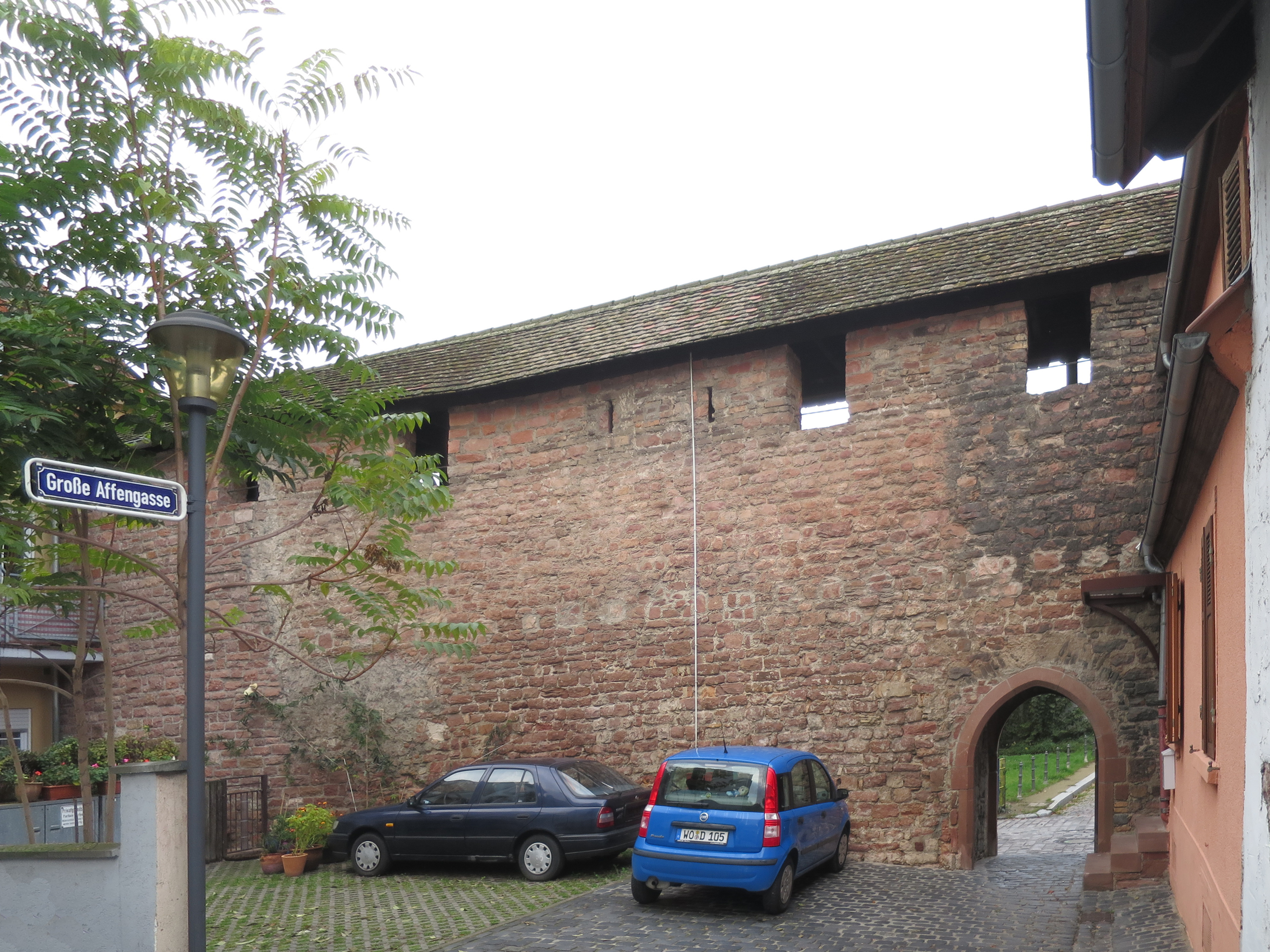
Rheinpförtchen

Das Rheinpförtchen ist ein kleiner, gotischer Durchgang durch die Mauer im Zuge der Straße Große Affengasse, dessen stadtseitiger Bogen noch original ist. Er diente dem Fußgängerverkehr, wenn die Rheinpforte geschlossen war.

#### Rheinpforte

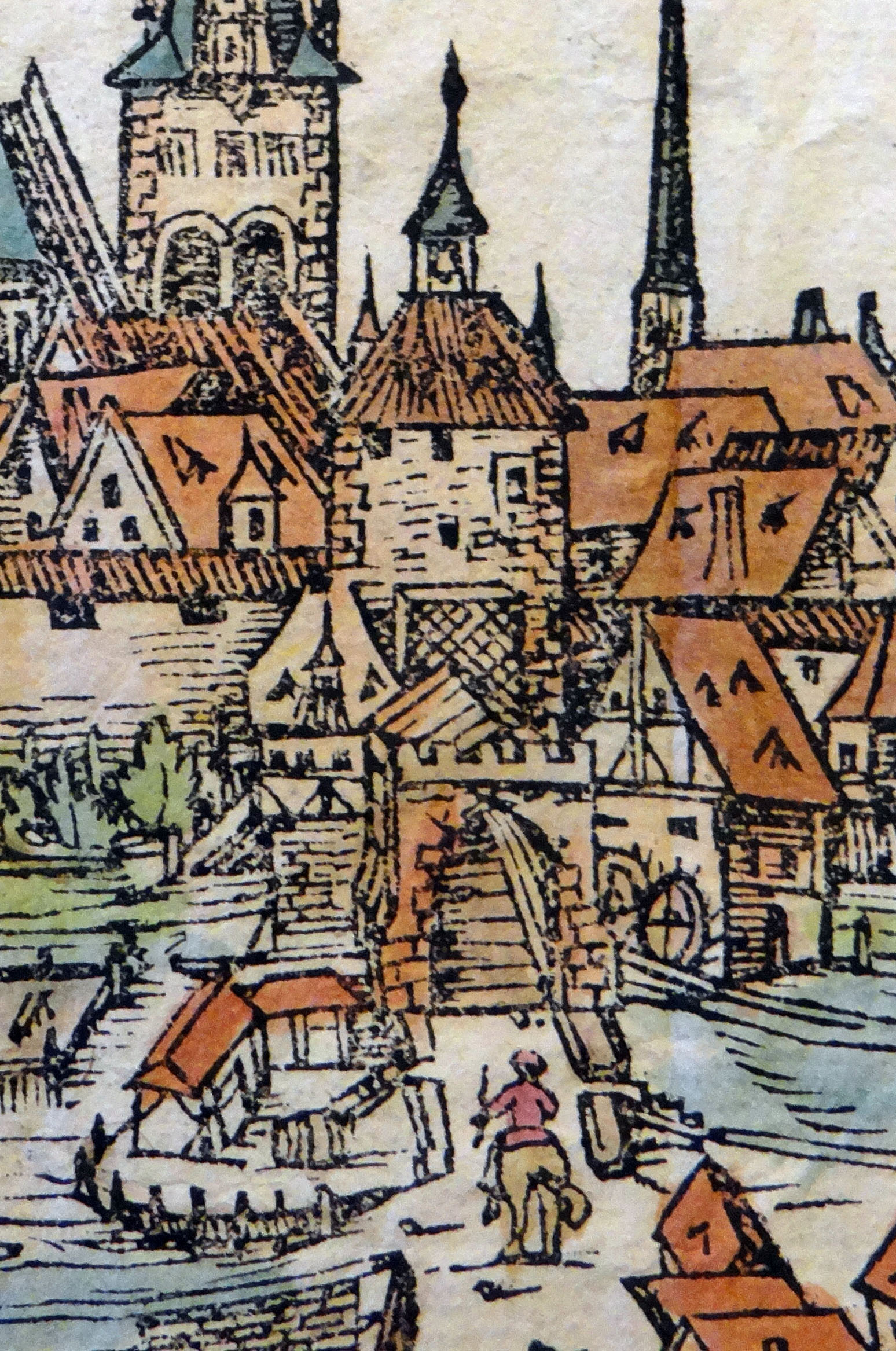
Rheinpforte (Mitte 16. Jh.)

Die Rheinpforte oder das Rheintor war in Nachfolge eines Tors, das sich früher im Turm Mayfels befand, eine der Durchfahrten durch die östliche Mauer zu Rhein und Hafen hin. Hier wurden Abgaben auf in die Stadt eingeführte Verbrauchsgüter erhoben. Die Rheinpforte lag bei der Rheinstraße 29. Das Dach des Torturms trug einen Dachreiter und hatte vier Ecktürmchen. Hier war als Wächter ein Turmbläser stationiert.
Die mittelalterliche Rheinpforte wurde am 15. Mai 1822 auf Abbruch versteigert, das Material in der Uferbefestigung des Rheins verbaut. Allerdings sollen Fundamentreste im Keller eines Hauses an der Ecke Rheinstraße/Rheintorgasse erhalten sein.
Vor dem Turm lag eine holzgedeckte Brücke über den Woog. Die Fundamente der Brücke wurden 2009 archäologisch ergraben, teilweise konserviert, sind erhalten und zugänglich. Die Brücke wurde rheinseitig von einem weiteren kleinen Torgebäude geschützt. Von hier lief der Weg weiter auf den Rhein zu und querte dazu den Gießen, ein weiteres Gewässer, nochmals mit einer holzgedeckten Brücke. Dieser Übergang wurde von einem weiteren Torturm, der Gießenpforte, durch die der Weg führte, bewacht.
Die Rheinpforte war namensgebend für die Rheintorgasse.
Unmittelbar neben der Rheinpforte lag der städtische Bauhof, der auch dem Unterhalt der Mauern diente. Das Zeughaus dagegen, in dem wertvollere Ausrüstung gelagert wurde, befand sich in der Römerstraße.

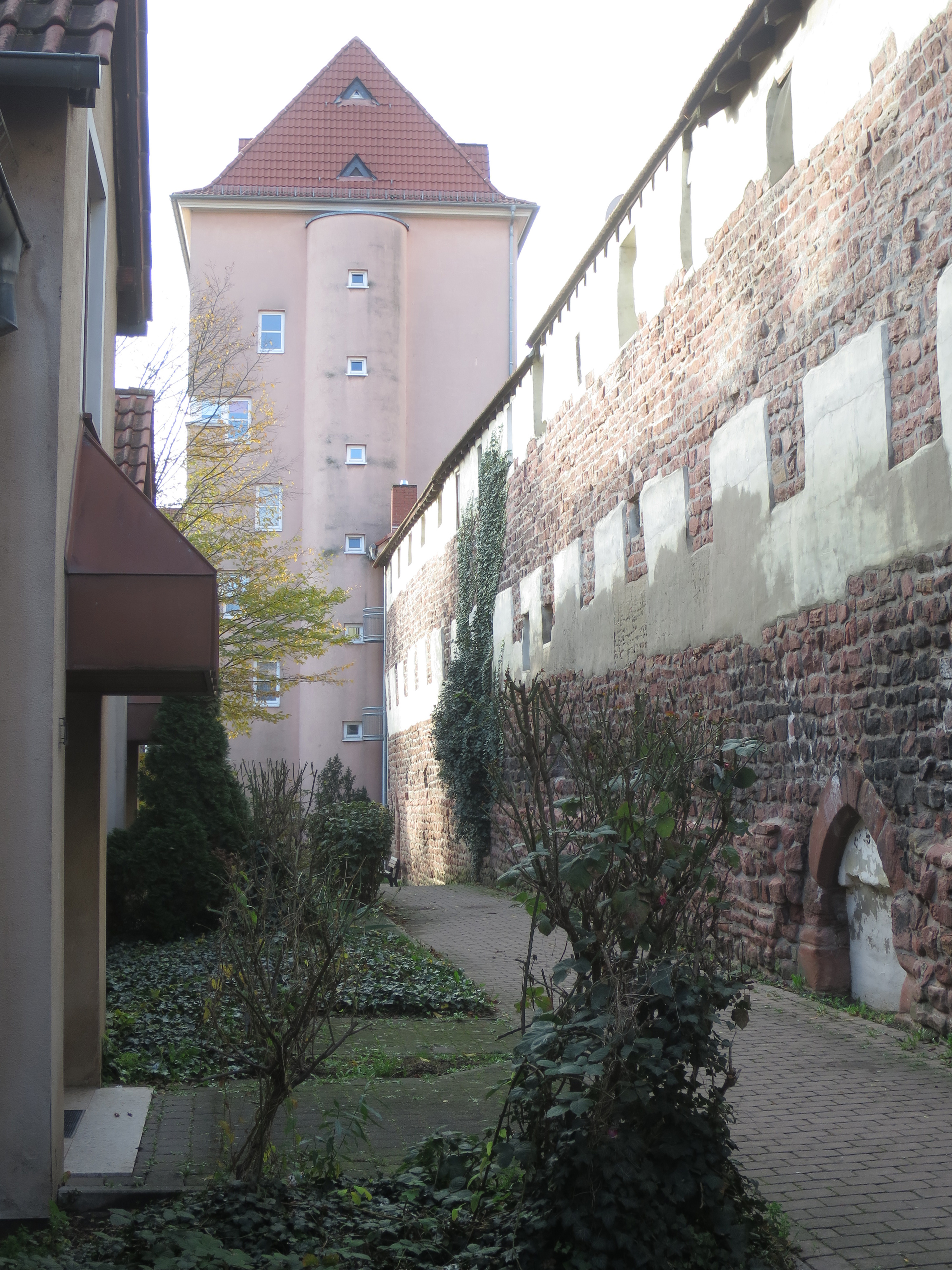
Rheinseitiger Blick auf den Mauerabschnitt entlang der Haspelgasse: Der Putz kennzeichnet hier verschiedene Bauabschnitte. Im Hintergrund der Ersatzbau für den Turm Mayfels

Von der Mauerstrecke zwischen der Rheinpforte und dem nächstsüdlich gelegenen Turm Mayfels sind erhebliche Teile parallel zur Haspelgasse erhalten. Von dort gibt es einen Fußgängerdurchgang durch die Mauer. Rheinseitig verläuft hier ein Weg durch eine kleine Grünanlage mit gutem Blick auf die Außenseite der Stadtmauer. Mit Putz sind hier seit den 1990er Jahren die verschiedenen Bauphasen und Aufstockungen der Mauer hervorgehoben. Stadtseitig wurden hier in die Bögen, die den Wehrgang tragen, im 18. Jahrhundert Häuschen armer Leute eingebaut, die nur etwa vier Meter Tiefe aufweisen. Diese wurden in der Zeit nach dem Zweiten Weltkrieg saniert und modernisiert.

#### Mayfels

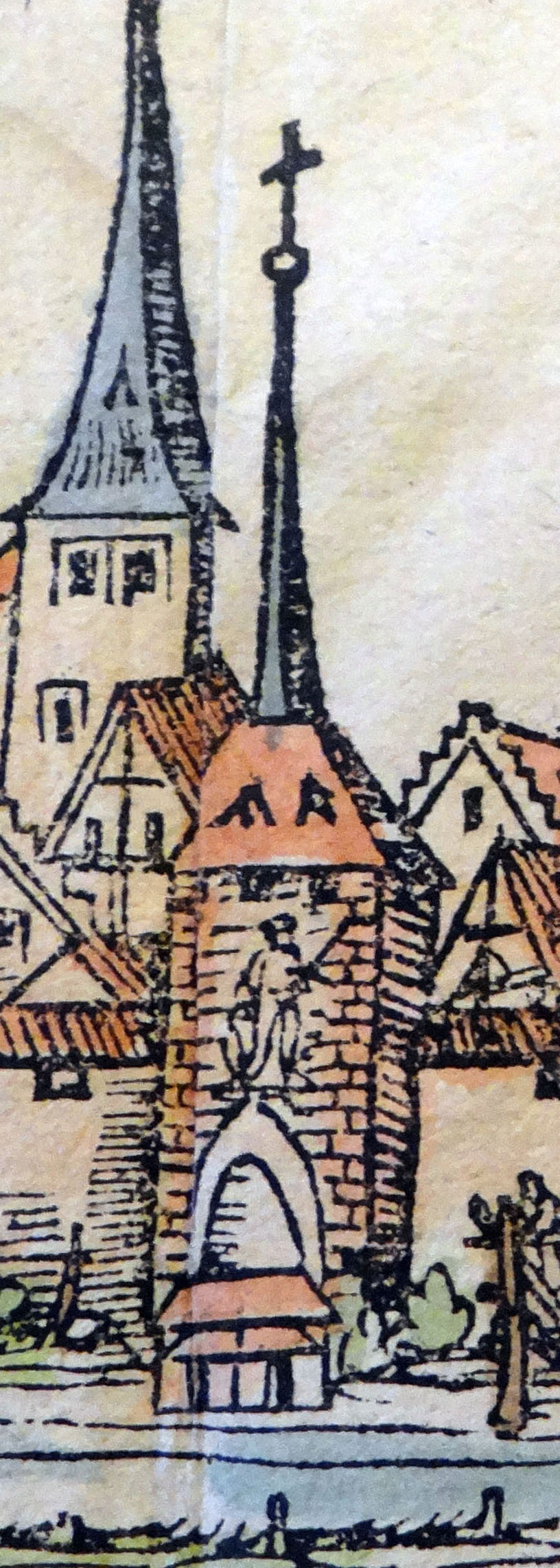
Mayfels in der Darstellung aus dem 16. Jahrhundert

Die Fundamente des Mayfels entstanden anlässlich der östlichen Stadterweiterung zum Rhein hin. Der Turm ragte feldseitig aus der Mauerflucht heraus und war bis zum Bau des benachbarten Rheintors als „Rheinpforte“ das bedeutendste rheinseitige Stadttor. Für die Stauferzeit typische Buckelquader wurden hier verbaut. Aus schriftlicher Überlieferung ist bekannt, dass der Turm an seiner Ostseite, zum Rhein hin, am Ende des 15. Jahrhunderts mit einem Bild Kaiser Heinrichs IV. bemalt war, der Worms 1074 seine Stadtfreiheiten beurkundete. Der begleitende Text wies auf das Ereignis hin und enthielt auch ein Treuegelöbnis der Bürger. Wann das Bild entstand, ist unbekannt.
Die Ruine des Turmes stand noch nach dem Zweiten Weltkrieg. Ein teilweise noch erhaltener romanischer Torbogen an der Innenseite zeigte, dass hier ein Tor in einen Turm umgebaut worden war. Sein aufgehendes Mauerwerk wurde in den 1950er Jahren abgerissen, um einer Neubebauung zu weichen. 1987 wurden die Fundamente in einer archäologischen Grabung nochmals aufgedeckt. Dabei wurde auch ein Depot mit 150 steinernen Kanonenkugeln unterschiedlicher Kaliber entdeckt. Anschließend wurde auf dem Bereich in annähernd der Kubatur des Mayfels ein Hochhaus errichtet, das äußerlich die Form des Turms aufnimmt, wie Peter Hamman ihn im 17. Jahrhundert dargestellt hat.
Unmittelbar südlich des Mayfels wies die Stadtmauer einen Durchlass für einen Entwässerungskanal auf. Hier wurde modern auch im Straßenpflaster der Verlauf der Stadtmauer gekennzeichnet und die Mauer ist unter der Bodenoberfläche als Wand der Tiefgarage eines Mehrfamilienhauses erhalten.

#### Schlosserturm
Der Schlosserturm wurde auch „Turm am Bauhof“ genannt. Namensgebend war hier, dass einzelne Zünfte für Türme und / oder Mauerabschnitte die Verantwortung trugen, hier die Schlosser. Die Schlossergasse dagegen liegt im Stadtzentrum.

#### Eisbach-Auslass

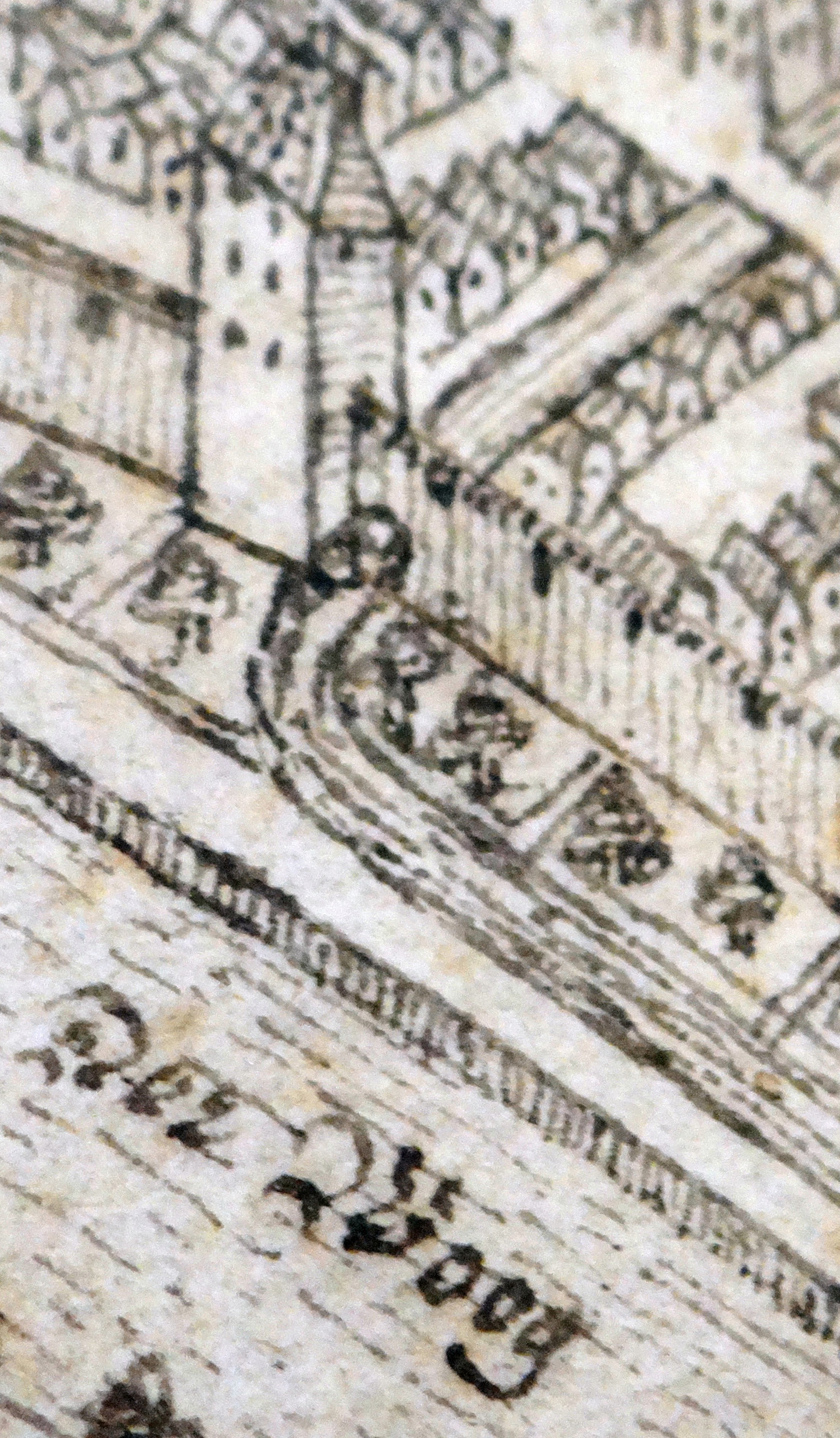
Bettelvogtturm und Eisbachauslass

Unmittelbar nördlich neben dem Bettelvogtturm befand sich der Auslass des Eisbachs, der in diesem Abschnitt als „Unterbach“ bezeichnet wurde. Er durchzog die Stadt, war wichtig als Brauchwasser für verschiedene wasserintensive Gewerbe von den Gerbern bis hin zum Betrieb von Mühlen und floss hier wieder aus dem ummauerten Stadtgebiet hinaus in Richtung Rhein.

#### Bettelvogtturm
Der Bettelvogtturm lag unmittelbar nördlich der Petersstraße. Seine Reste waren auch nach dem Zweiten Weltkrieg noch vorhanden und wurden in den 1950er Jahren abgerissen, um dort einen Wohnblock zu platzieren, eine „städtebauliche Sünde“.

#### Durchlass Herzogenstraße

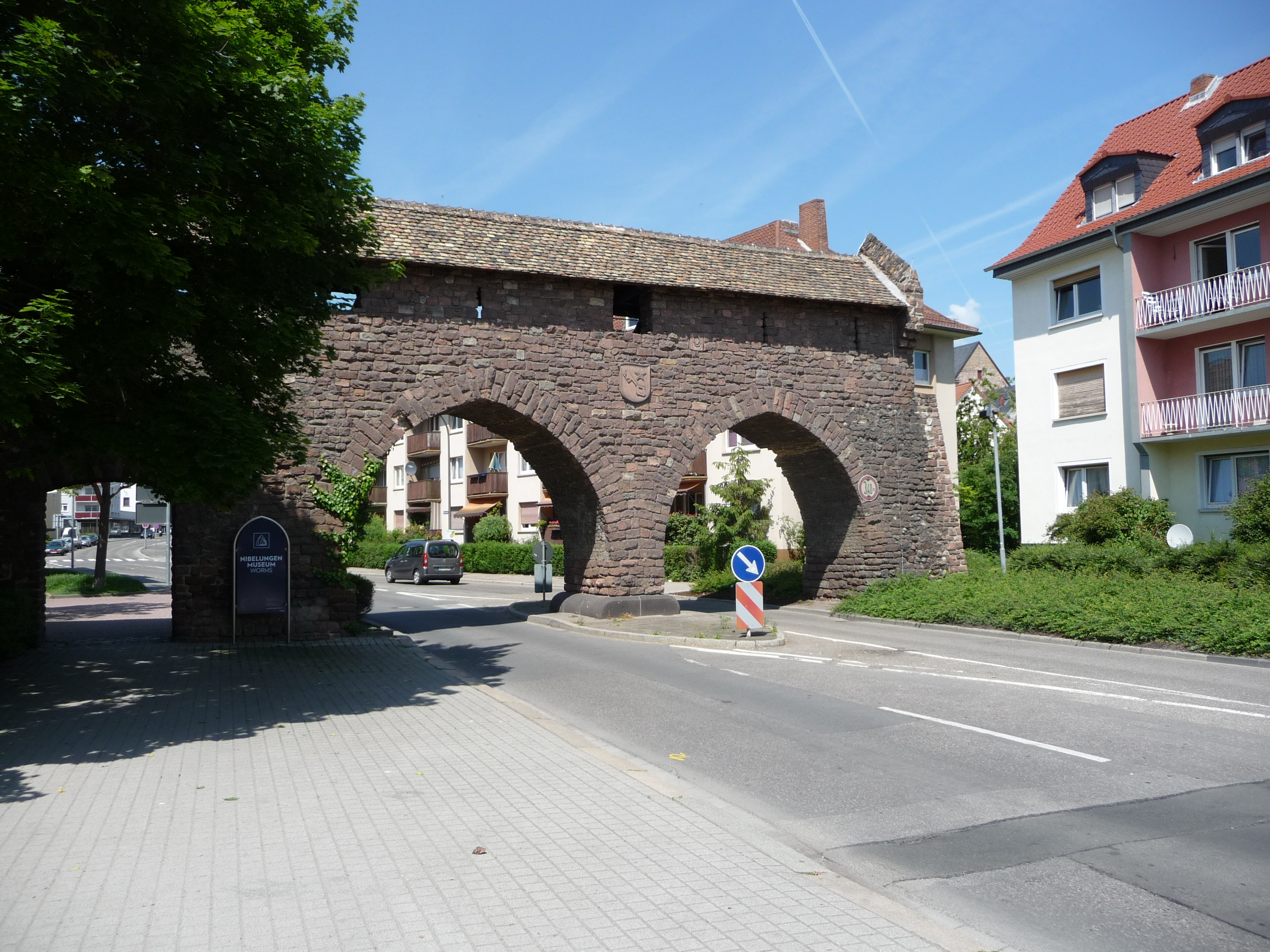
Durchlass Herzogenstraße

Der Durchlass Herzogenstraße ist ein 1907 geschaffener neuer Durchlass in der Mauer, um dem modernen Verkehr gerecht zu werden. Er gehört zu den in dieser Zeit gestalteten Durchbrüchen wie auch das Raschi- und das Andreastor. Er wurde historisierend gestaltet. Sein abruptes nördliches Ende entstand, als dort nach dem Zweiten Weltkrieg die Stadtmauer „einem architektonisch geistlosen und städtebaulich falsch platzierten Mehrfamilienhaus weichen“ musste.

#### Bürgerturm

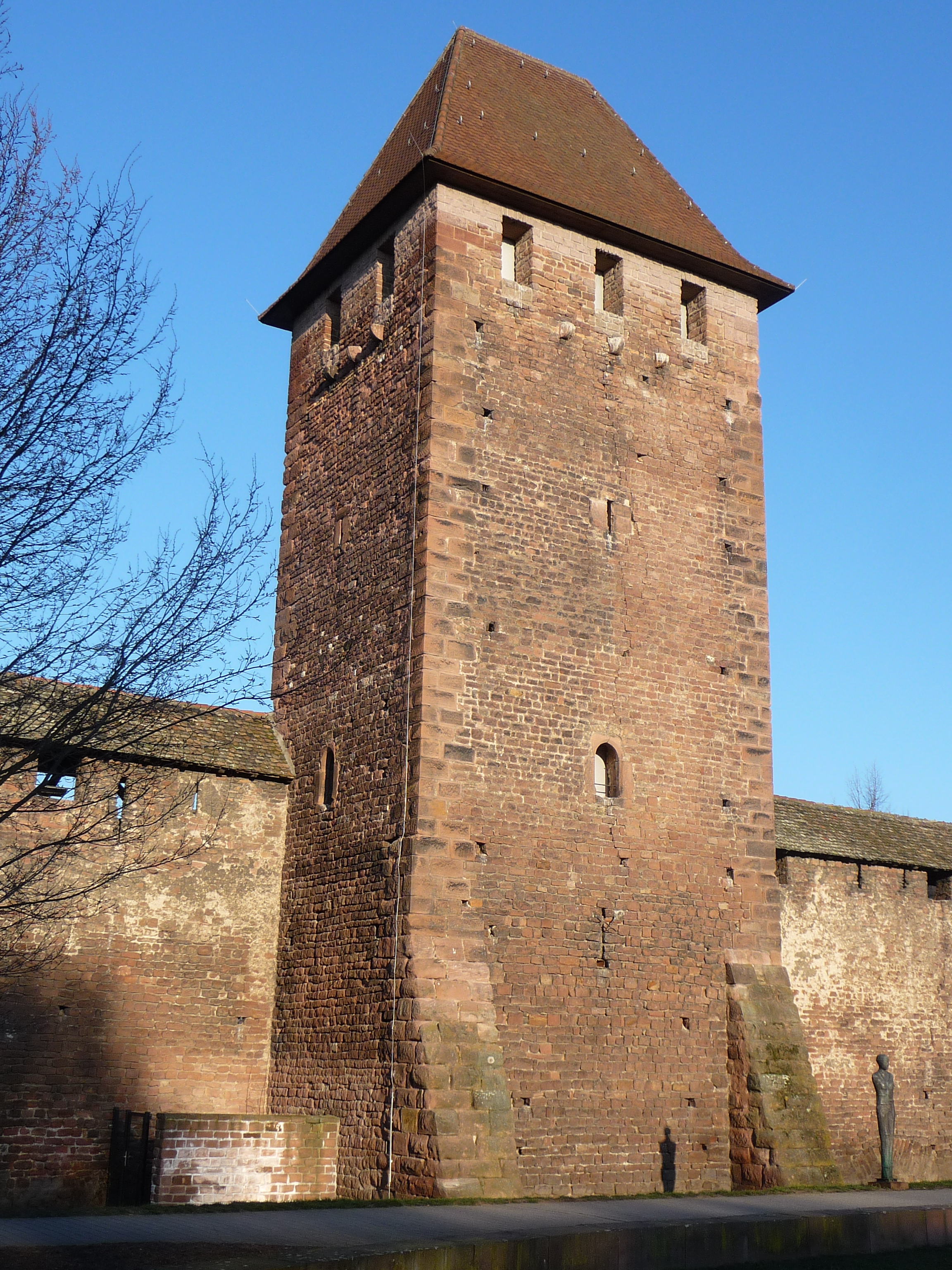
Bürgerturm

Der Bürgerturm, ebenfalls anlässlich der östlichen Stadterweiterung errichtet, ist baugleich mit dem „Mayfels“. und ragt feldseitig aus der Mauerflucht heraus. Hier gibt es nur kleine Schießscharten, rückwärts, zur Stadt hin, dagegen große Fenster. Die für die Stauferzeit typischen Buckelquader wurden hier verbaut. Der Turm ist viergeschossig. Erst 1988 wurden die Zinnen zu Fenstern umgestaltet und ein Turmhelm aufgesetzt.

#### Fischerpforte

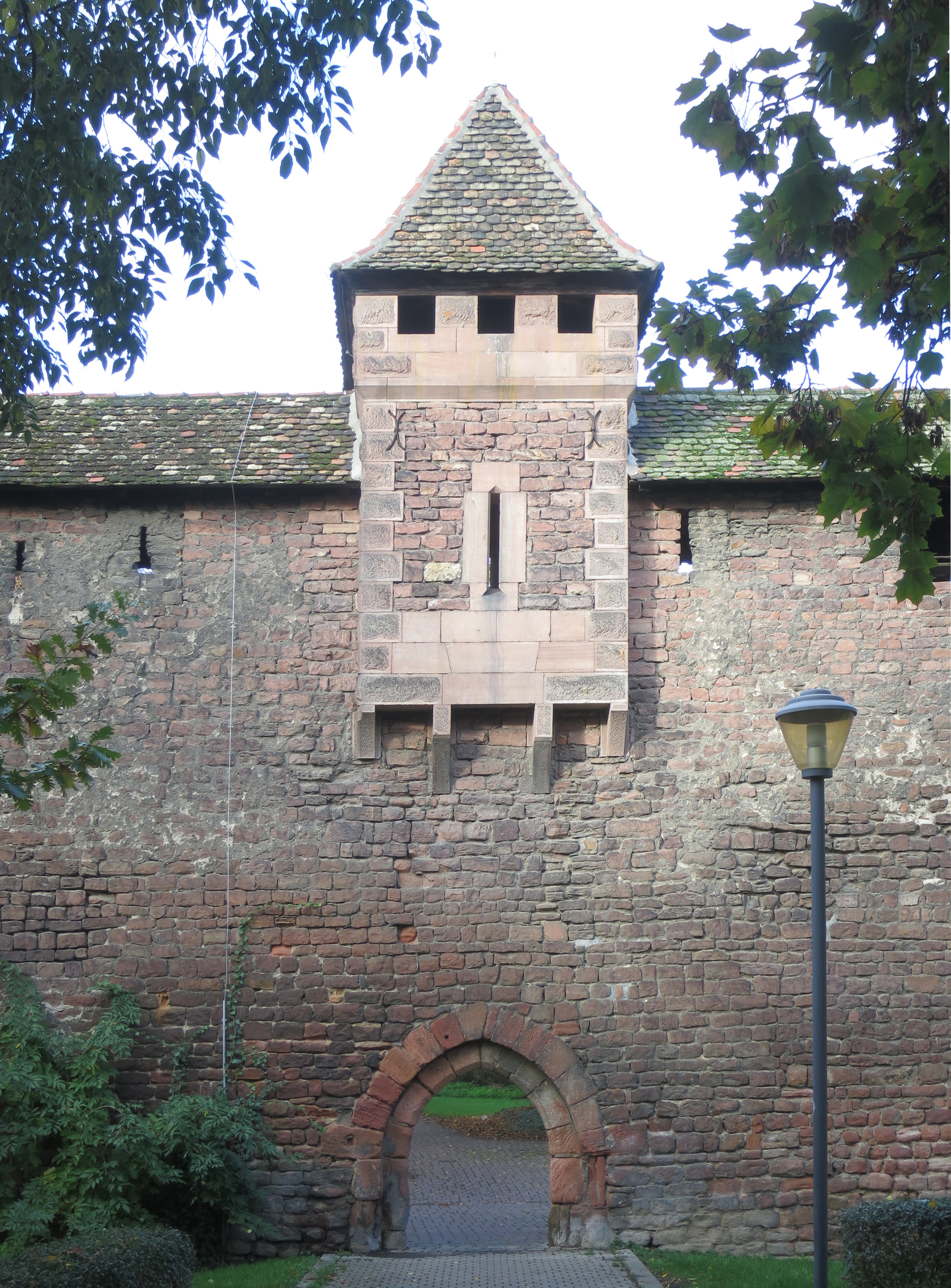
Ansicht der Fischerpforte vom Torturmplatz

Die Fischerpforte ist ein spitzbogiger Durchlass für Fußgänger. Er erhielt seine heutige Gestalt erst 1907. Der Durchgang wird auch als „Lutherpforte“ bezeichnet, hat aber mit Martin Luther oder seinem Aufenthalt in Worms zum Reichstag 1521 nichts zu tun.

#### Torturm

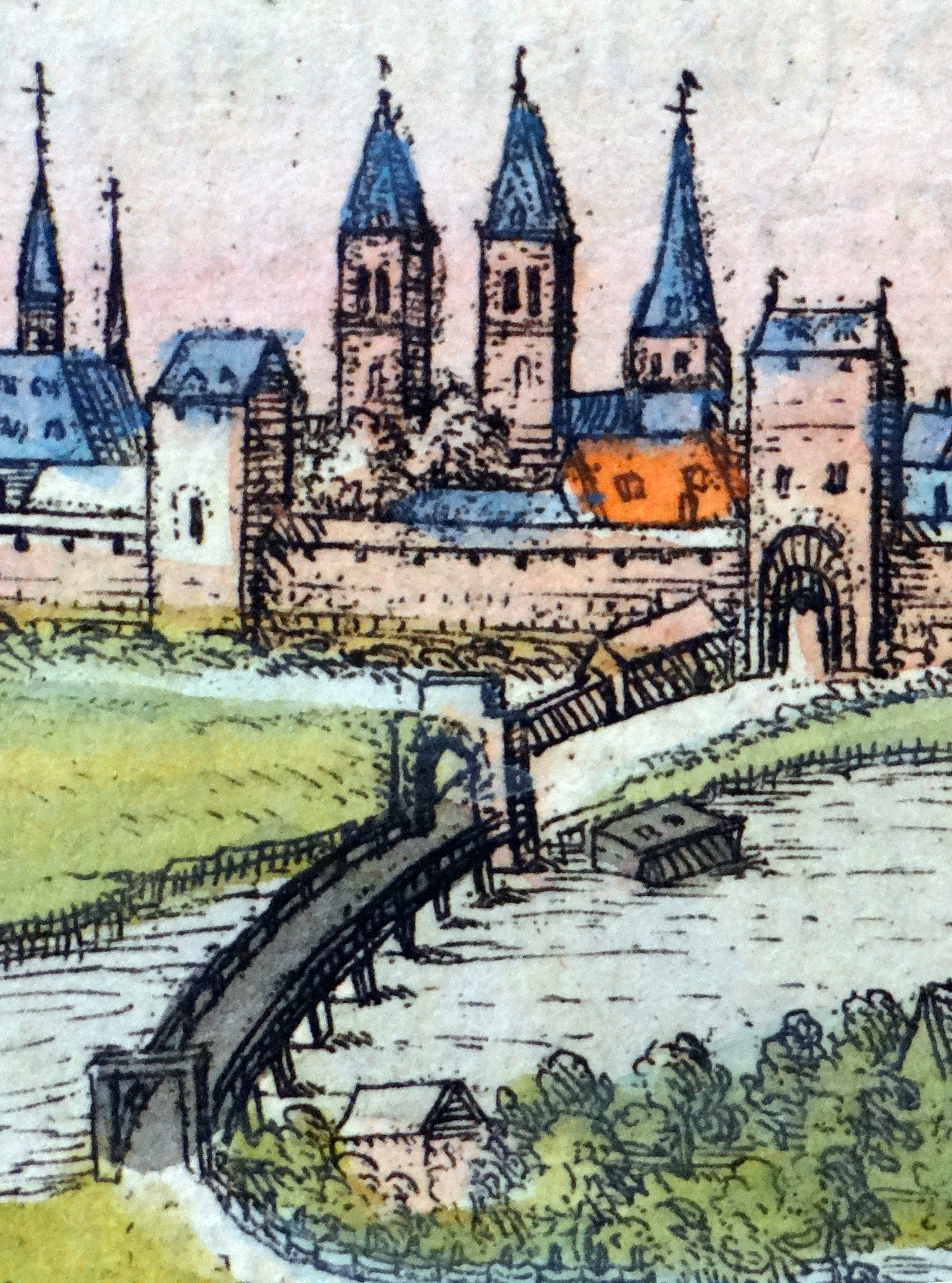
Torturm und vorgelagerte Woogbrücke

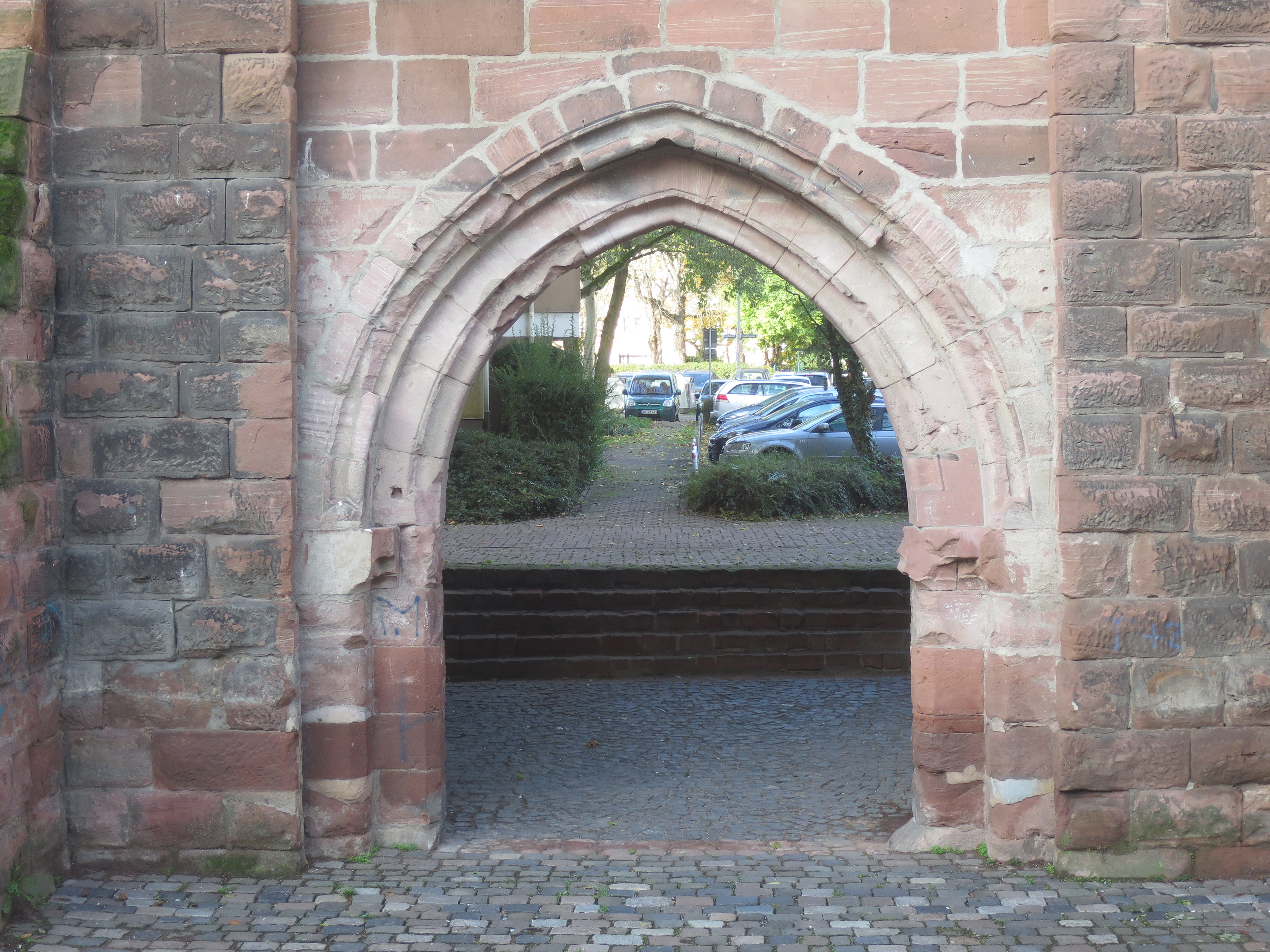
Torturm, Rheinseite. Die tiefe Lage des Tores zeigt den Geländeauftrag seit dem Mittelalter.

Der Torturm (auch: „Fischerpforte“, nicht zu verwechseln mit der vorgenannten Fischerpforte) entstand anlässlich der östlichen Stadterweiterung. Er diente als eines der Tore zum Rhein hin. Direkt vor ihm befand sich der „Woog“, ein angestauter Teich, über den die Fischerbrücke führte. Diese war rheinseitig durch ein zusätzliches kleines Außentor gesichert.
Der Turm ragt feldseitig aus der Mauerflucht heraus, der Wehrgang führt stadtseitig an der Außenseite um das Gebäude herum. Die für die Stauferzeit typischen Buckelquader wurden hier verwendet. Die rheinseitigen Turmecken sind durch je zwei Strebepfeiler verstärkt. Das Erdgeschoss ist eine Torhalle mit spitzbogigem Zugang. Zum Rhein hin gibt es nur kleine Schießscharten, rückwärts, zur Stadt hin, dagegen große Fenster. Der Turm hatte insgesamt vier Geschosse mit hölzernen Decken. Im Raum des ersten Geschosses befand sich ein Kamin. Der heutige Turmhelm stammt erst von 1987.
Bei der Stadtzerstörung 1689 brannte der Turm aus. Er wurde ebenfalls 1907 restauriert. Der Turm blieb erhalten, weil er zu dem Mauerabschnitt gehört, der aufgrund seiner Nähe zum Rhein als sehr schlechtes Bauland galt. Die entsprechenden Grundstücke der Befestigung erwiesen sich als unverkäuflich. So setzte sich der Gemeinderat 1838 – ganz entgegen seiner sonst geübten Politik – für den Erhalt des Turmes ein. Während des Zweiten Weltkriegs war hier ein Luftschutzbunker angebaut. Bei dessen Abbruch nach dem Krieg wurde die Bogenlaibung des Tors stark beschädigt.

#### Marktmeisterturm
Der Marktmeisterturm ist nicht erhalten.

#### Schmitturm
Der Schmitturm folgt südlich. Namensgebend war hier, dass einzelne Zünfte für Türme und / oder Mauerabschnitte die Verantwortung trugen, hier die Schmiede. Auf der Zeichnung von Peter Hamman, die die Stadt Worms nach der Zerstörung 1689 zeigt, scheint der Turm unversehrt und trägt noch sein Dach.
Zwischen den heutigen Grundstücken Weihergasse 8 und 9 sind Mauerreste in der Höhe eines Geschosses erhalten. Sie sind von der Straße aus zu sehen.
In der Weihergasse und der Wollstraße ist der Verlauf der oberirdisch nicht mehr erhaltenen Stadtmauer, die die heutigen Straßen hier nahezu im rechten Winkel kreuzte, in der Pflasterung des Straßenbelages markiert.

#### Bindturm

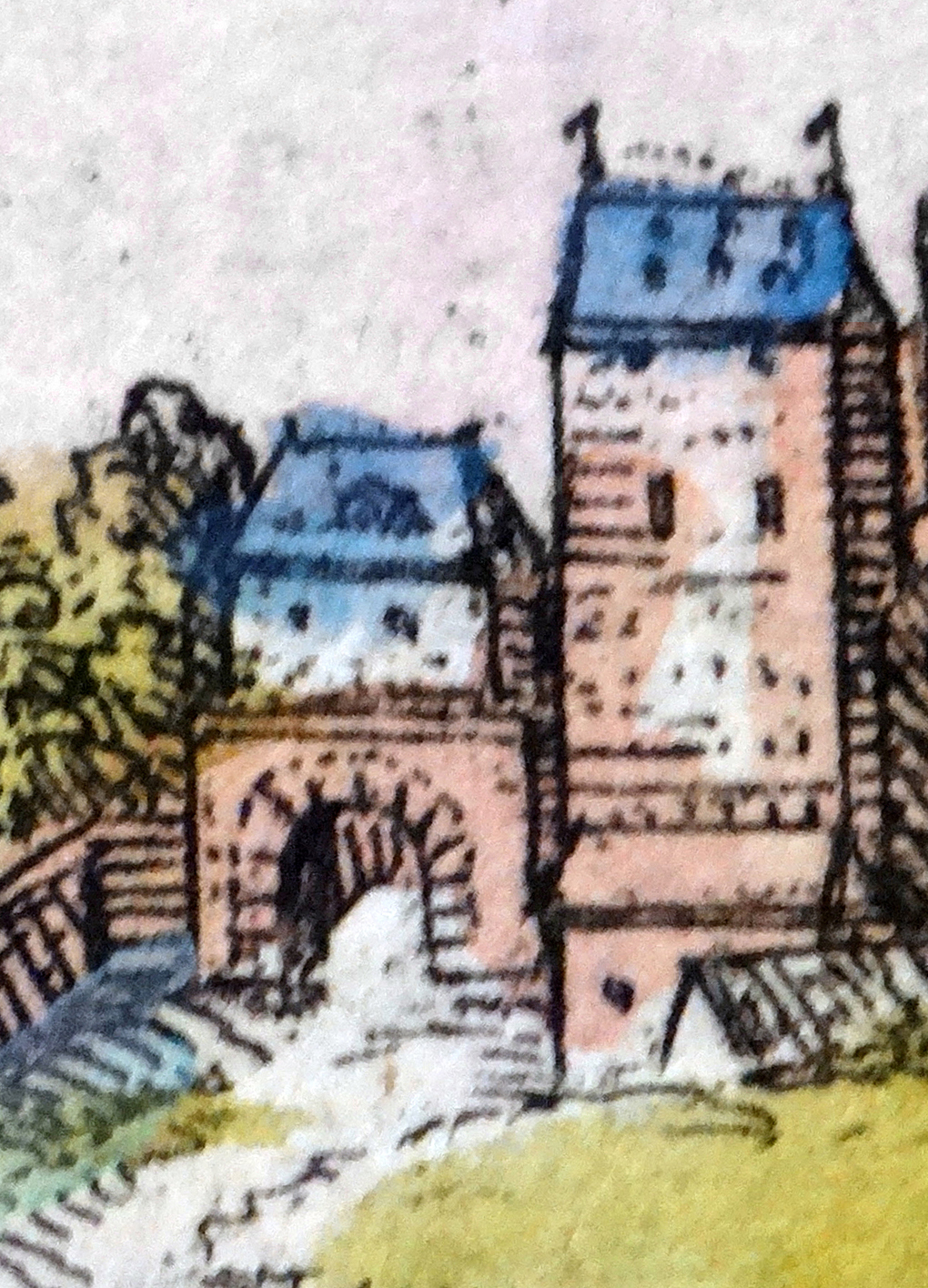
Bindturm (rechts), Viehpforte (links)

Der Bindturm war das Scharnier zwischen südlicher und östlicher Mauer. Er war stadtseitig offen und 23 m hoch. Auf der Zeichnung von Peter Hamman, die die Stadt Worms nach der Zerstörung 1689 zeigt, ist der Turm vor allem stadtseitig beschädigt, das Dach fehlt, aber die feldseitige Wand scheint weitgehend noch in der ursprünglichen Höhe zu stehen.
Reste des Turms sind heute hinter den Häusern Pfauenpforte 9 und Jahnstraße 10 erhalten. Hier setzte auch die äußere Stadtmauer an, die von hier weiter nach Süden verlief, während die innere Mauer nach Westen weiterführte.

### Südseite
Das Scharnier zwischen der westlichen und südlichen Mauer bildete der Turm „Luginsland“, das zwischen südlicher und östlicher Mauer der Bindturm. Die Reste des östlichen Bereichs dieses Abschnitts wurde noch im 20. Jahrhundert beseitigt. Hier gibt es aber einige archäologische Befunde, auch da, wo der Verlauf der Mauer durch neuzeitliche Bebauung im Stadtbild nicht mehr nachzuvollziehen ist. Im westlichen Abschnitt, ab der Valckenbergstraße, steht die Süd-Mauer noch in erheblichen Teilen. Direkt hinter der Mauer, an diese angelehnt, liegt dort das Andreasstift. Die Rückwand von dessen südlichem Kreuzgangflügel bildet die Stadtmauer und auch die Außenmauer für die beiden darüber liegenden Geschosse des Museums. Dabei gibt es im ersten Stock eine zweite Arkadenreihe, die auf der unteren aufsetzt, und erst darauf befand sich der Wehrgang Vier der Arkaden sind erhalten. Alle Fensterdurchbrüche durch die Mauer in diesem Bereich stammen aus dem 20. Jahrhundert. Drei vor die Stadtmauer gestellte Strebepfeiler stützen das Gebäude ab. Hier fanden 2012 umfangreiche Bauuntersuchungen und eine Sanierung statt.
Ein Teil dieses Mauerabschnitts neben dem Christoffelturm stürzte in der Nacht vom 14. auf den 15. Mai 1907 ein, weil das Widerlager des letzten Pfeilers der Wehrgangarkaden teilweise abgetragen und durch ein Holzgerüst ersetzt worden war. Das aber war morsch geworden. Die Stadtmauer musste hier neu aufgemauert werden.
Auf der grabenseitigen Fläche vor dem Andreasstift wächst der Luginslandwein – eine der kleinsten Weinlagen überhaupt. Die Anschüttung dieses Weinbergs ist nahezu so hoch, wie das innen gelegene Erdgeschoss des Museums.
In diesen südlichen Mauerabschnitt eingestellt war der oben beschriebene Bindturm, dem in Richtung Westen folgen oder folgten:

#### Pfauenpforte

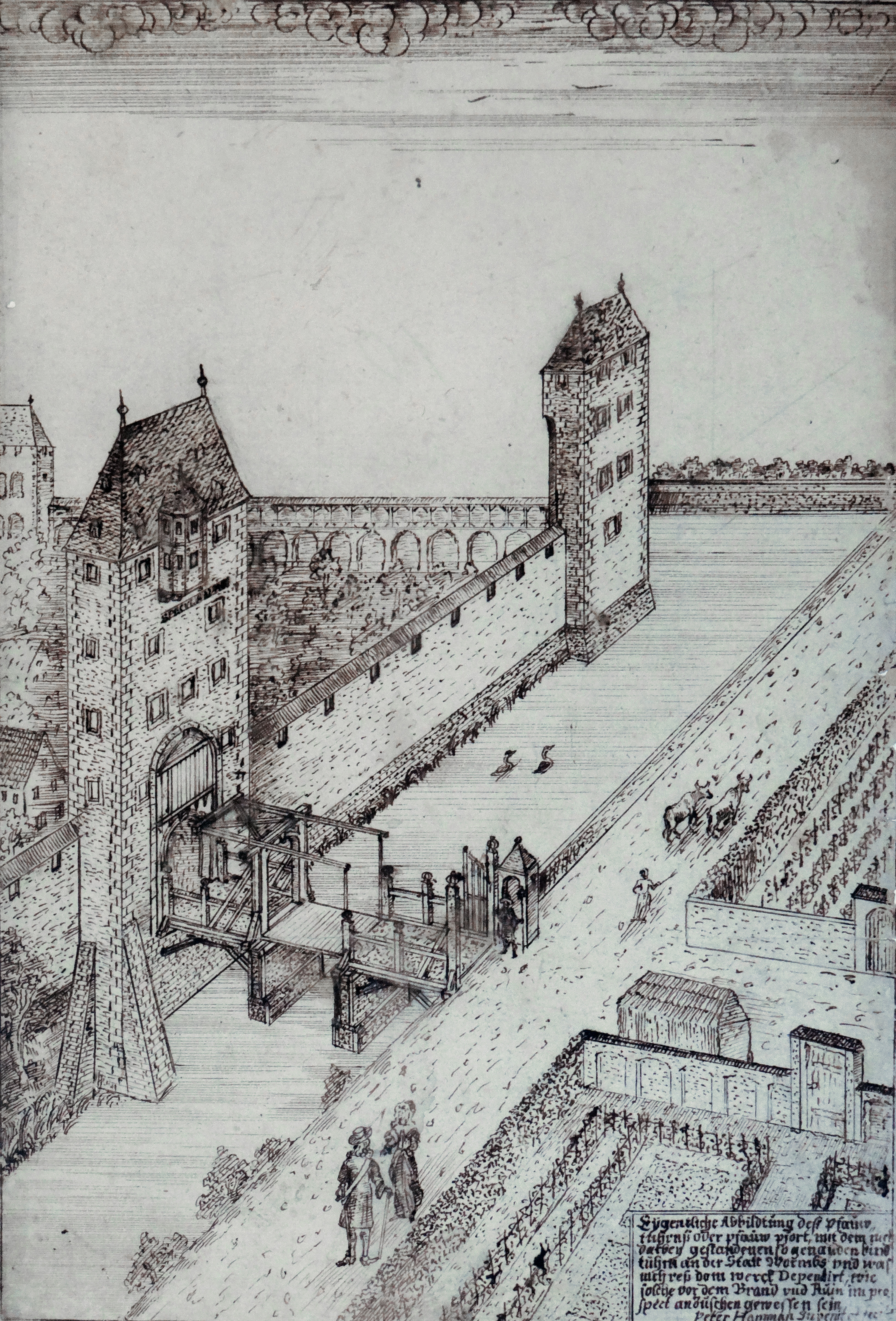
Pfauenpforte (vorne), Stadtgraben und Bindturm (hinten)

Das älteste erhaltene schriftliche Zeugnis zur Pfauenpforte stammt von 1035. Die Pfauenpforte (porta pavonis) war das östlichste Tor in der Südmauer. Nach den Grabungsbefunden von 1993 lag es wenige Meter aus der Achse nach Osten verschoben in der Straße Pfauenpforte an deren Einmündung in die Kreuzung Schönauer Straße / Pfauentorstraße. Von hier führte der Weg nach Maria Münster (Nonnenmünster), einem Zisterzienserinnenkloster und weiter Richtung Speyer. Daher stammt auch die Bezeichnung: „Pfauenpforte“ ist eine Verballhornung von „Frauenpforte“.
Der Torturm war rechteckig und besaß an den Ecken der Außenseite je zwei Strebepfeiler. Er war mit Fallgatter und Zugbrücke ausgestattet und nach außen mit einem kleinen Erkertürmchen und der Inschrift „SPECULA VANGIONUM“ dekoriert. Im Holzschnitt von Sebastian Münster erscheint diese Inschrift sogar als namentliche Bezeichnung des Tores. Der Torturm hatte eine Höhe von 29 m. In einer Zeichnung von Peter Hamman, die er, aus südlicher Richtung auf die 1689 zerstörte Stadt Worms blickend, gefertigt hat, ist das Tor schwer beschädigt dargestellt.
Heute ist das Tor nicht mehr erhalten, wurde aber 1993 bei einer archäologischen Grabung aufgedeckt.

#### Susannenturm

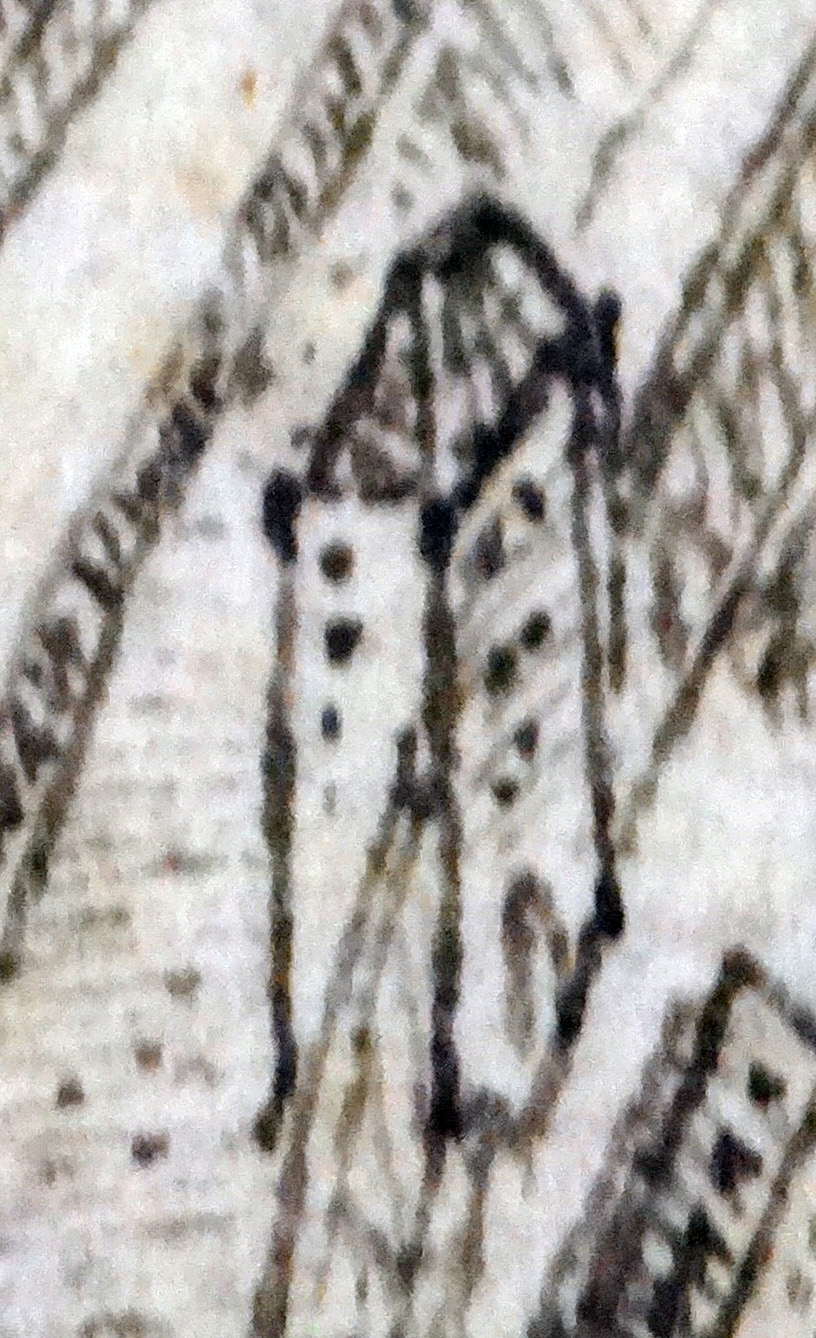
Susannenturm vor 1689

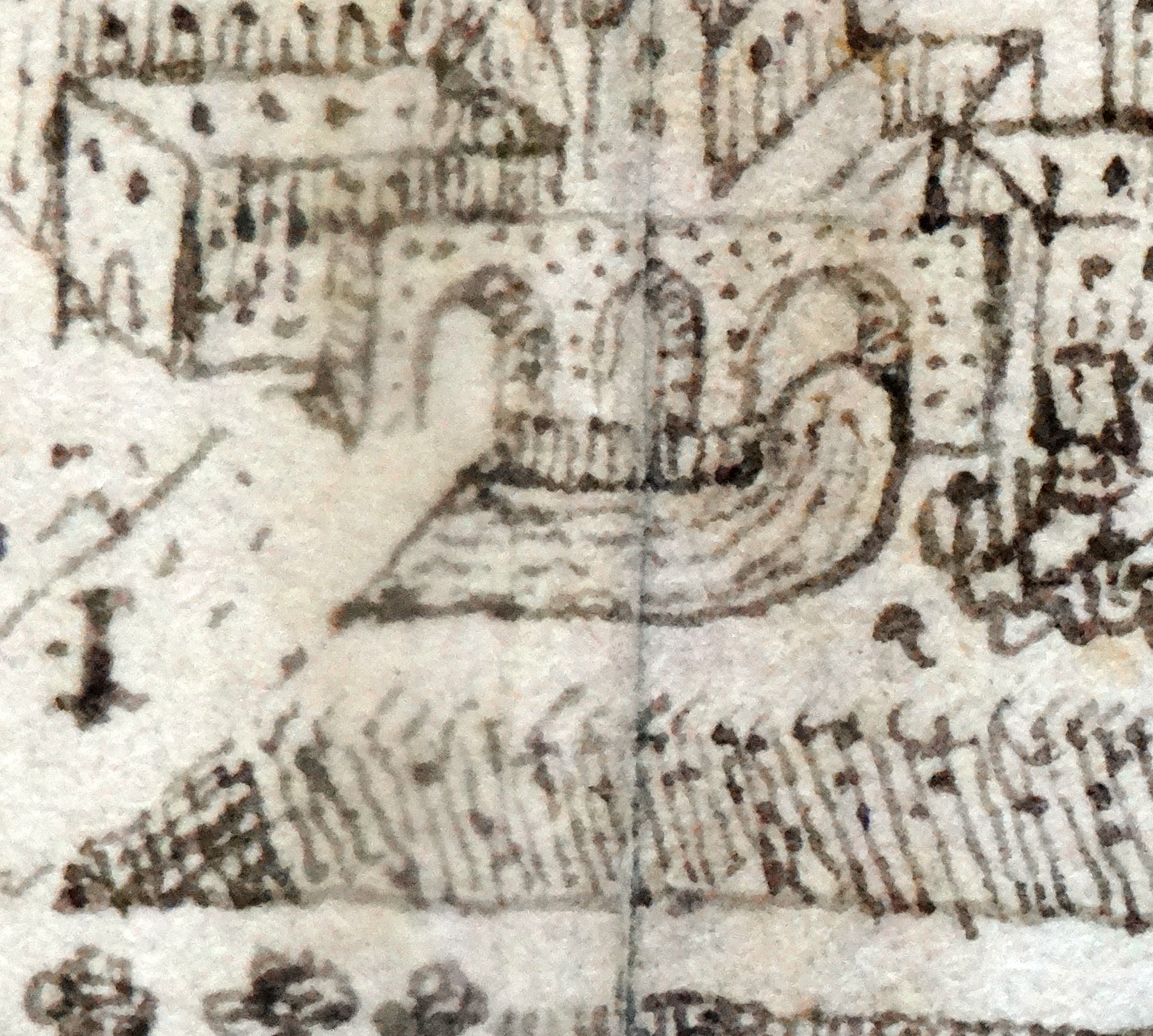
Östlich der Leonhardspforte gibt es einen weiteren Einlass in die Stadt – unklar lässt die Zeichnung, woher das Wasser kommt.

Der Susannenturm lag nach den Grabungsbefunden von 1993 östlich der Römerstraße etwa 20 Meter nördlich von deren Einmündung in die Schönauer Straße. Er war grabenseitig vor die Mauer gestellt und hatte ursprünglich eine Höhe von 21 m. Auf der Zeichnung von Peter Hamman, die er, aus südlicher Richtung auf die 1689 zerstörte Stadt Worms blickend, gefertigt hat, ist der Turm im Trümmerschutt der Mauer nicht mehr auszumachen, also wohl vollständig zerstört.
Von dem Turm ist heute oberirdisch nichts mehr erhalten. Er konnte aber bei einer archäologischen Grabung auf einem Grundstück an der Ecke Schönauerstraße/Römerstraße nachgewiesen werden. Dort wurde sein Umriss daraufhin nach dem Grabungsbefund im Pflaster wiedergegeben, was aber heute (2019) nicht mehr erhalten ist und dazu führt, dass die öffentliche Erinnerung an die Position des Turmes entschwunden ist.

#### Turm ohne bekannte Bezeichnung
Ein weiterer Turm – für den kein Name überliefert und der auch als Bauwerk nicht erhalten ist – wird auf der Zeichnung von Peter Hamman, die er von der 1689 zerstörten Stadt Worms gefertigt hat, nicht wiedergegeben. Der Turm ist im Trümmerschutt der Mauer nicht mehr auszumachen, wurde also vollständig zerstört. 1990 wurde er bei einer archäologischen Grabung im Bereich der Schönauerstraße 11 nachgewiesen. und erneut anlässlich von Bauarbeiten 2019 aufgedeckt. Er sprang etwa drei Meter aus der Mauerflucht vor.

#### Leonhardspforte

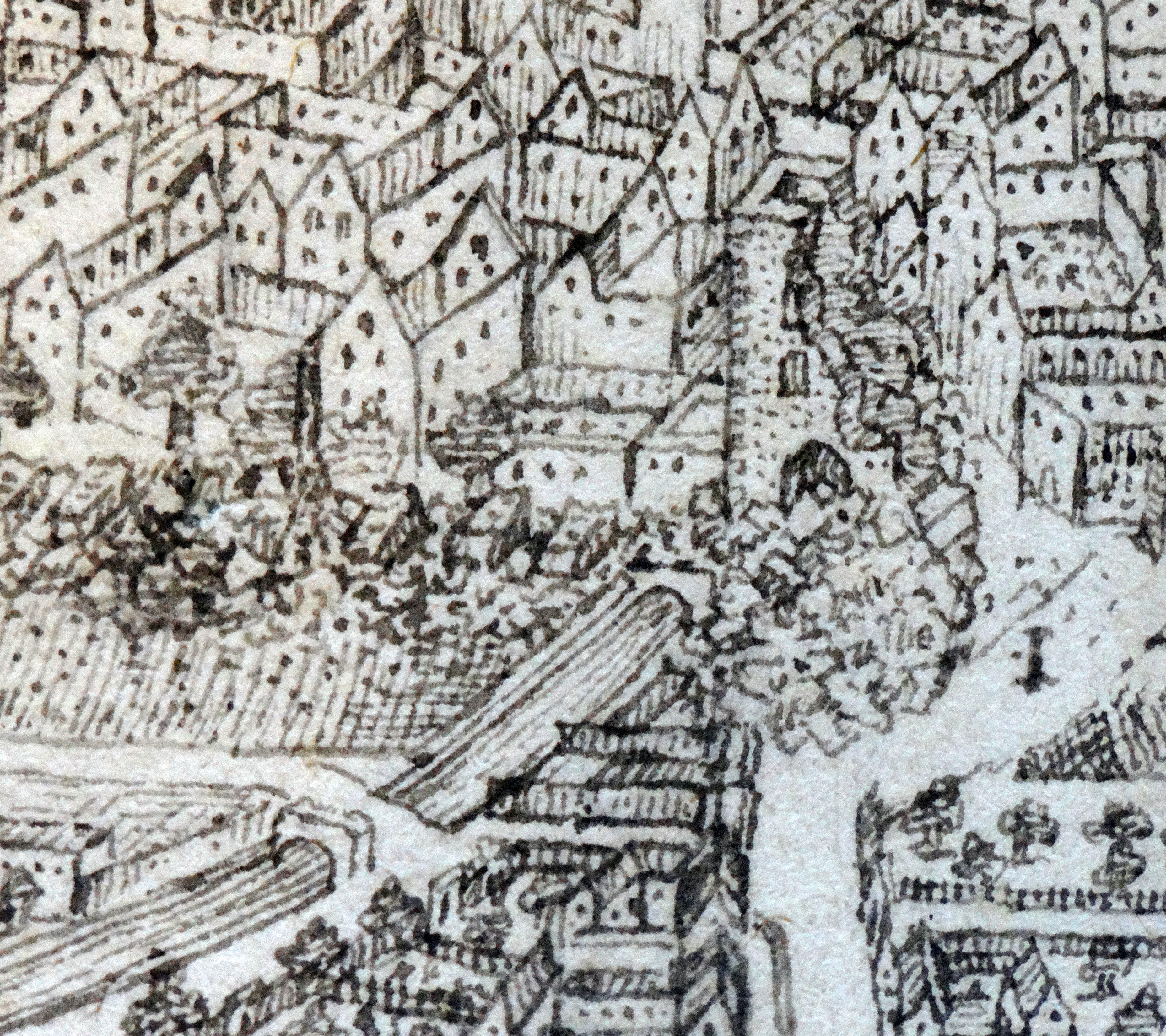
Der Eisbach fließt westlich (links) der 1689 zerstörten Leonhardspforte in die Stadt hinein und verläuft dort zunächst unterirdisch weiter.

Die Leonhardspforte war eines der südlichen Stadttore für die Verbindung nach Speyer und ist nicht erhalten. Es ist unter verschiedenen Bezeichnungen bezeugt. 1259 wird es erstmals und unter der Bezeichnung „nova porta“ (neues Tor) erwähnt. Es darf nicht mit dem in der westlichen Stadtmauer gelegenen Neutor verwechselt werden. Es ist also wohl kurz vor dieser ältesten erhaltenen Erwähnung in die Mauer eingebaut worden. Im Laufe der Zeit verlagerte sich der Verkehr von und nach Süden zunehmend vom Pfauentor hierher. Das führte auch zur Bezeichnung „Innere Speyerer Pforte“.
Der Torturm hatte eine Höhe von 23 m. Während der schwedischen Besetzung der Stadt im Dreißigjährigen Krieg wurde 1632 vor dem Tor ein Ravelin aufgeworfen. Auf der Zeichnung von Peter Hamman, die er von der 1689 zerstörten Stadt Worms gefertigt hat, zeigt er die östliche Wand des Torturms eingestürzt.
Der dem Tor vorgelagerte Stadtgraben führte – aus Richtung Rhein kommend – etwa bis hier hin Wasser. Er wurde vom Tor aus mit einer Brücke überwunden, der Leonhardsbrücke.
Als die französischen Truppen ab März 1689 damit begannen, den inneren Mauerring abzureißen, wurde auch das Leonhardstor zerstört.

#### Eisbach-Einlass
Bei der Leonhardspforte gab es einen Durchlass durch die innere Mauer für den Eisbach in die Stadt hinein. Vermutlich erfolgte das auf der Westseite des Torturms. Ein weiterer Durchlass etwas östlich des Turms könnte zu einer Mühle gehört haben. Um in die Stadt zu gelangen, musste der Eisbach den Stadtgraben queren. Das geschah auf einem hölzernen Steg. Auf der Zeichnung von Peter Hamman, die er von der 1689 zerstörten Stadt Worms gefertigt hat, wird diese Konstruktion als weiter voll funktionsfähig gezeigt! Auf der Innenseite der Mauer lief der Eisbach unterirdisch weiter.

#### Christoffelturm

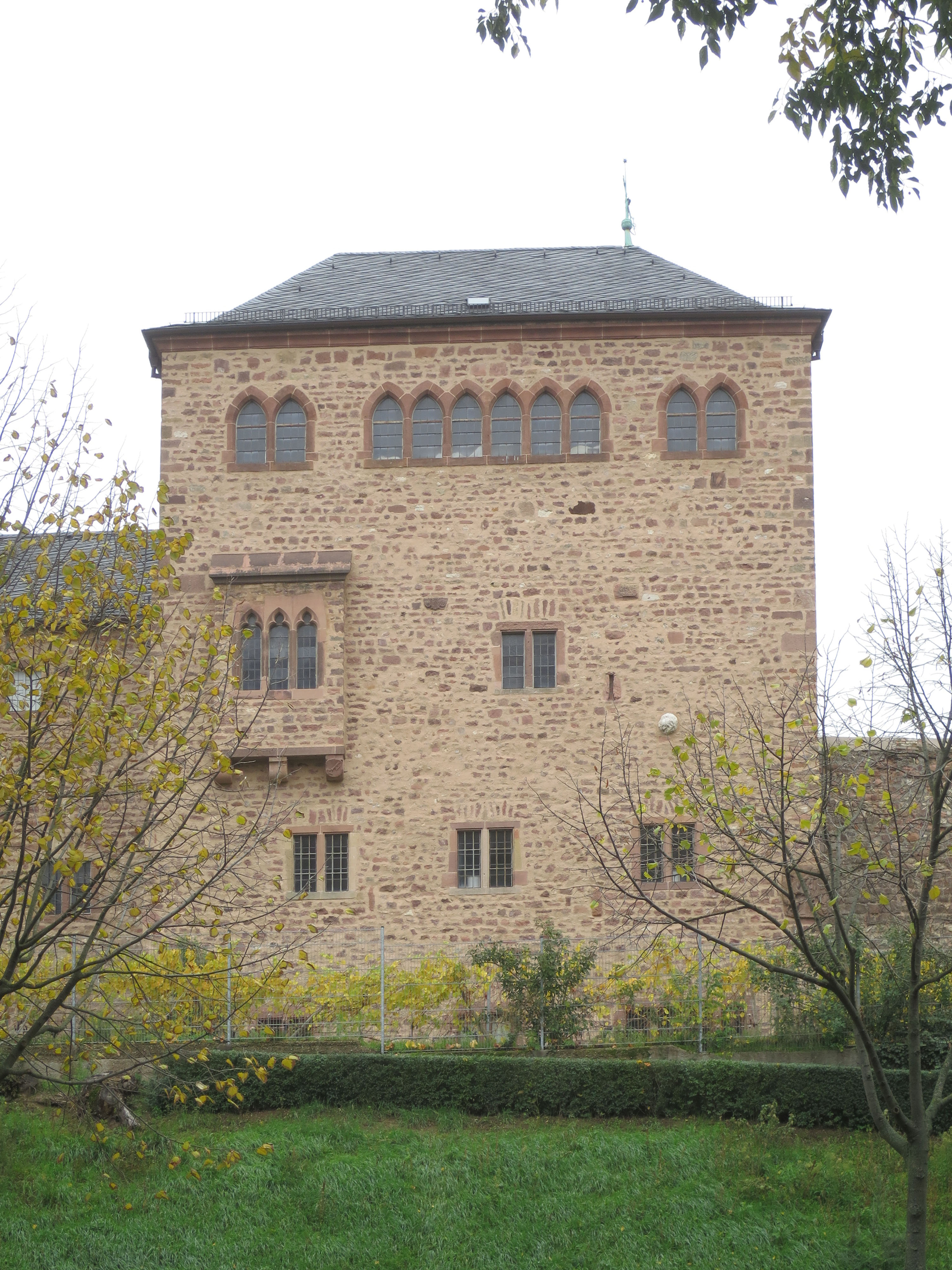
Christoffelturm

Der Christoffelturm (auch: Christophelturm) ist nur noch im unteren Bereich mittelalterlich. Er war 23 m hoch und wurde 1689 schwer beschädigt. Die oberen Geschosse wurden erst in den 1920er Jahren wieder ergänzt. Der Turm gehört heute – wie das benachbarte Andreasstift – zum Museum der Stadt Worms. Nach dem Zweiten Weltkrieg war hier vorübergehend das Stadtarchiv Worms untergebracht.

#### Andreastor (1907)

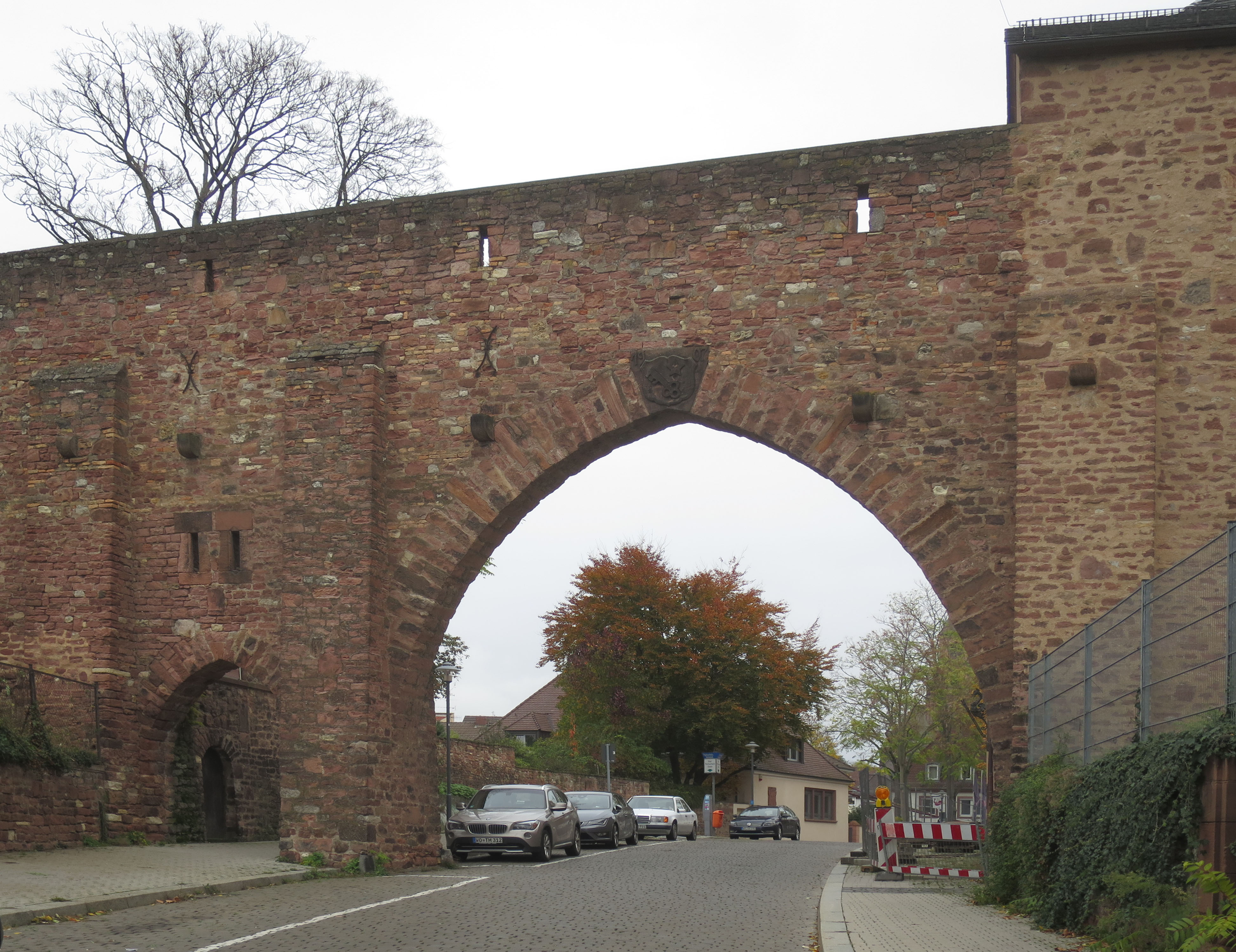
Andreastor

Das heutige Andreastor liegt unmittelbar neben dem Andreasstift. Es entstand 1907 als Durchlass durch den südlichen Mauerabschnitt für den zunehmenden Verkehr. Bei den Bauarbeiten erwies sich die bestehende Stadtmauer hier als so marode, dass sie in diesem Abschnitt komplett abgetragen und zusammen mit dem neu geschaffenen Tor neu aufgemauert werden musste.
Der folgende Mauerabschnitt bis zum Luginsland wird bei Peter Hamman als völlig zerstört darstellt. Bauuntersuchungen haben aber ergeben, dass er noch zu erheblichen Teilen ältere Bausubstanz im aufgehenden Mauerwerk aufweist. Die Darstellung bei Hamman ist danach übertrieben.

#### Luginsland

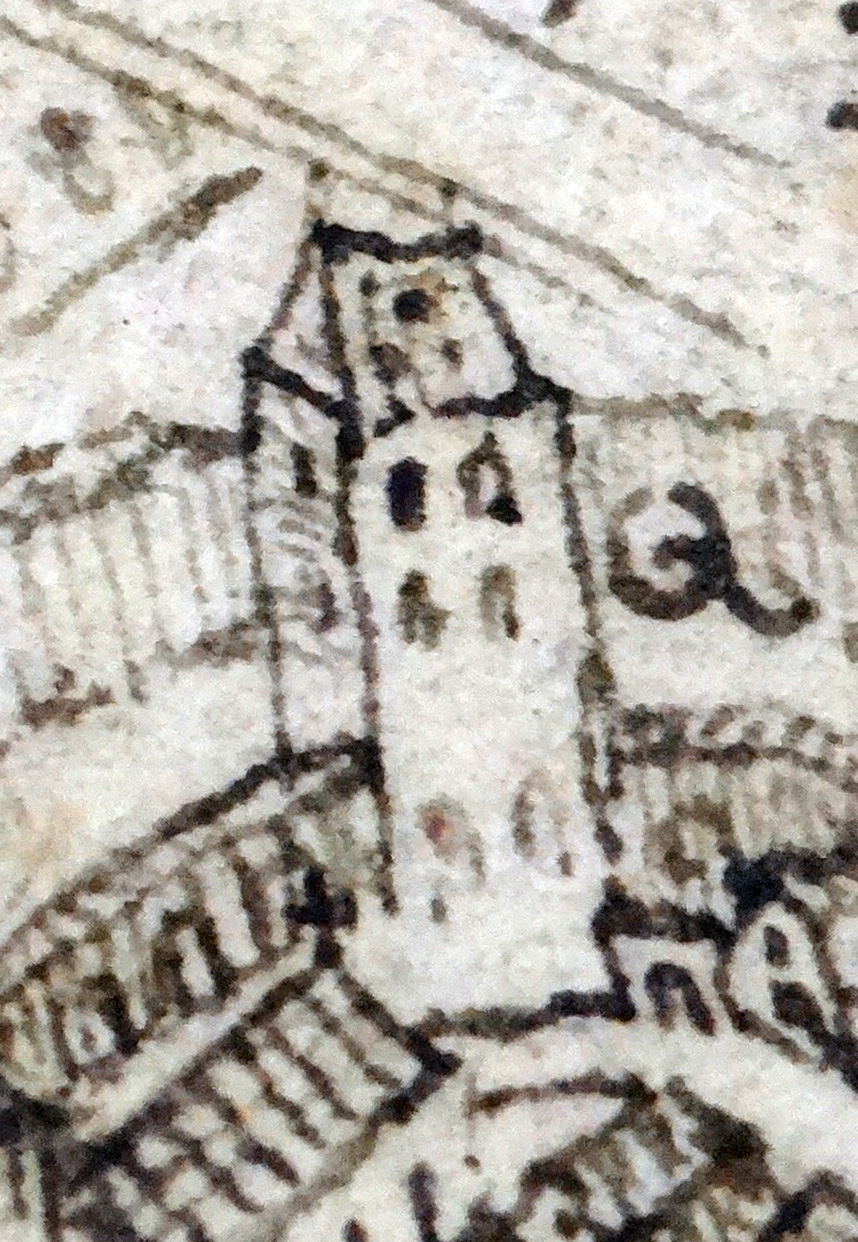
Luginsland vor 1689

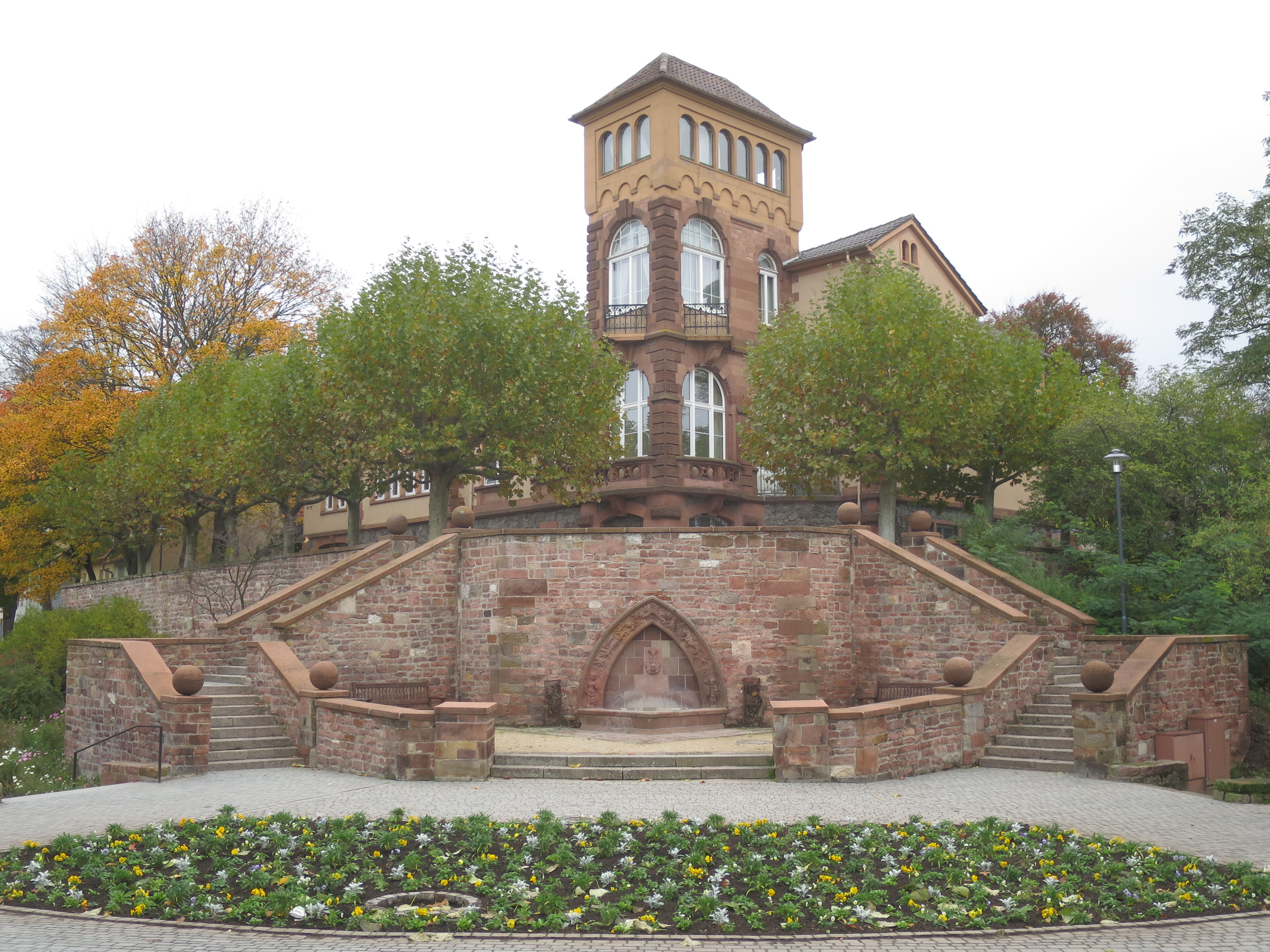
Turm der Villa Werger, der die topografische Situation des mittelalterlichen Turms Luginsland aufnimmt.

Der Turm „Luginsland“ war zu den anstoßenden, in rechtem Winkel aufeinander zulaufenden Mauern, der Süd- und der Westmauer der inneren Stadtbefestigung, diagonal gestellt und bildete die südwestliche Ecke und das Scharnier zwischen beiden Mauerabschnitten. Der Turm war er 33 m hoch. Nach einer lokalen Legende ließ Kaiser Friedrich II. 1235 hier seinen sich gegen ihn auflehnenden Sohn, Heinrich (VII.), einsperren. Auf einer Zeichnung von Peter Hamman, die er von der 1689 zerstörten Stadt Worms gefertigt hat, zeigt er den gesprengten Turm, dessen stadtseitige Wand erhalten, aber dessen feldseitige Wand komplett eingestürzt ist. Der Turm wurde später wieder aufgebaut. Erst beim Bau der in den 1890er Jahren errichteten Villa Werger wurde er abgebrochen. Der Eckturm der Villa vollzieht die Situation an gleicher Stelle nach.
Der Turm „Luginsland“ war namensgebend für die gleichnamige Straße.

### Westseite

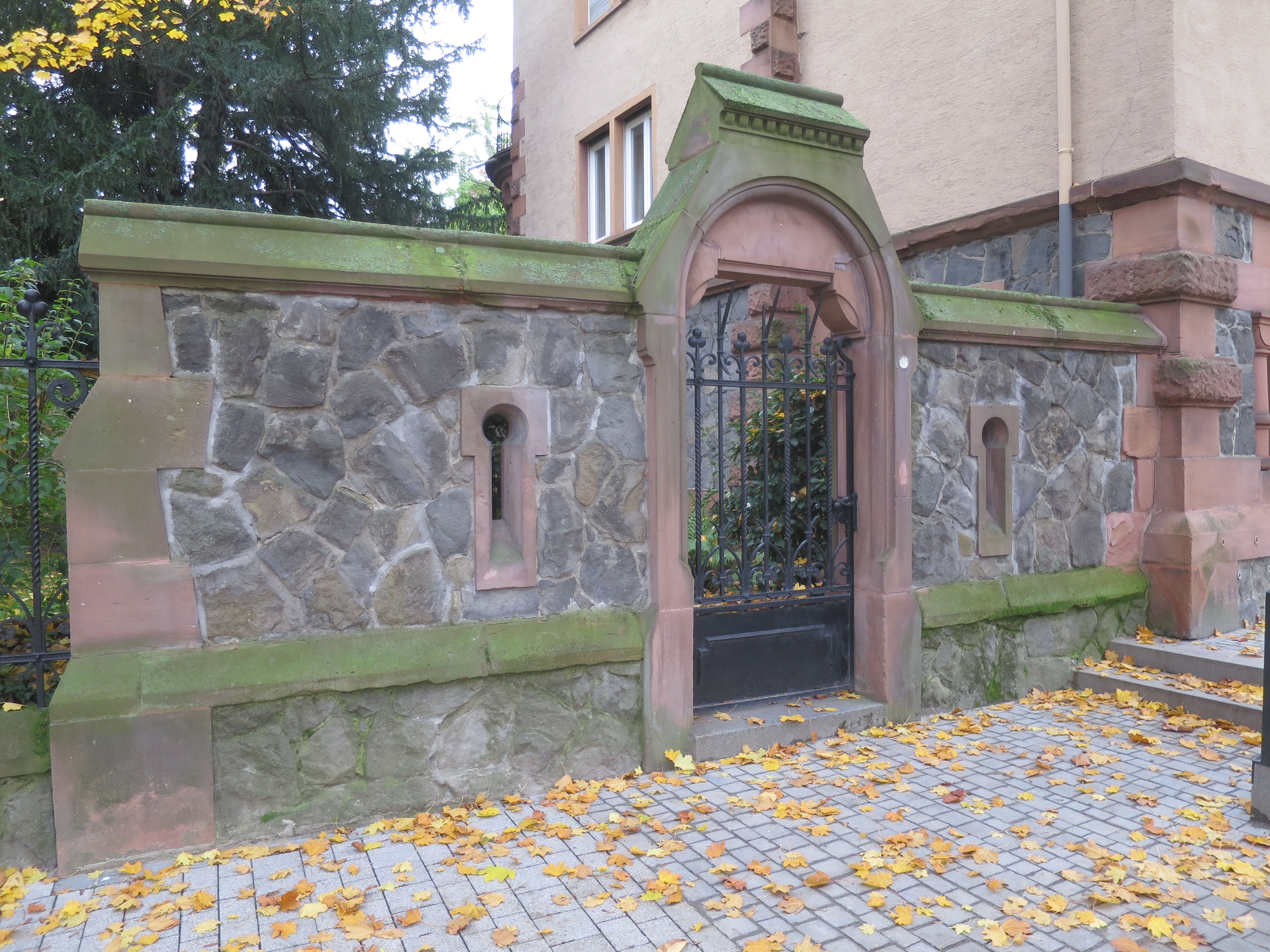
Die Gartenmauer der Villa Werger steht auf dem Fundament der Stadtmauer und interpretiert das Thema in historistischer Manier.

Die Westseite der inneren Stadtmauer weist insgesamt nur wenige Türme auf. Sie ist ebenfalls aus präzise gesetzten Bruchsteinquadern gemauert. Oberirdisch ist von der westlichen Partie vom Anschluss an die nördliche Mauer bis auf die Höhe der Stephansgasse nichts erhalten, die Mauerflucht aber noch an der Bebauungsgrenze zum Anlagenring (dem früheren Stadtgraben) ablesbar. Viele Häuser nutzten die Mauer als Fundament nach Westen hin. Hier stand ehemals auch der einzige und so genannte „Runde Turm“ des inneren Mauerrings.
Anschließend, entlang des Lutherringes, blieben die ältesten Mauerpartien erhaltenen. Sie stehen auf römischen Fundamenten aus dem 2. Jahrhundert. Ob es sich dabei aber um Teile einer Stadtmauer aus dieser Zeit oder um Mauerwerk handelt, das ursprünglich einem anderen Bauwerk diente, ist nicht sicher. Einerseits soll davor ein Spitzgraben, wie er bei römischen Befestigungen üblich war, verlaufen sein. Andererseits wird die Mauer hier als ein Gebäudeteil des angrenzenden römischen Tempelbezirks gedeutet. Das älteste aufgehende Mauerwerk stammt aus fränkisch-karolingischer Zeit. Es handelt sich um das älteste erhaltene mittelalterliche Architekturdenkmal in Worms. Im Garten des Heylshofs, der sich hier stadtseitig an die Mauer anschließt, dient sie als romantischer Abschluss des Parks nach Westen. Hier wurde im späten 19. Jahrhundert eine Grotte mit dem Herkulesbrunnen eingebaut und innen [!] ein neuromanisches Türmchen vorgestellt. Südlich des Parks, zwischen Dom und Stadtmauer wurde 1933/1935 durch Abriss der Wirtschafts- und Remisengebäude des Heylshofs der Platz der Nation (heute: Platz der Partnerschaft) geschaffen. Er nutzt die Innenseite der Stadtmauer als Abschluss nach Westen. Die dort vorhandenen innenseitigen Bögen der Mauer wurden zugesetzt und zwei rundbogige Durchlässe eingebrochen.
In die westliche Mauer eingestellt waren oder sind der oben beschriebene Luginsland, dem nach Norden Einbauten folgen:

#### Unbezeichneter Turm
Zwischen dem mittelalterlichen Andreastor und dem Luginsland, gegenüber dem Eingang zum Heiligen Sand, gab es einen weiteren Turm, dessen Bezeichnung nicht überliefert ist.

#### Mittelalterliches Andreastor

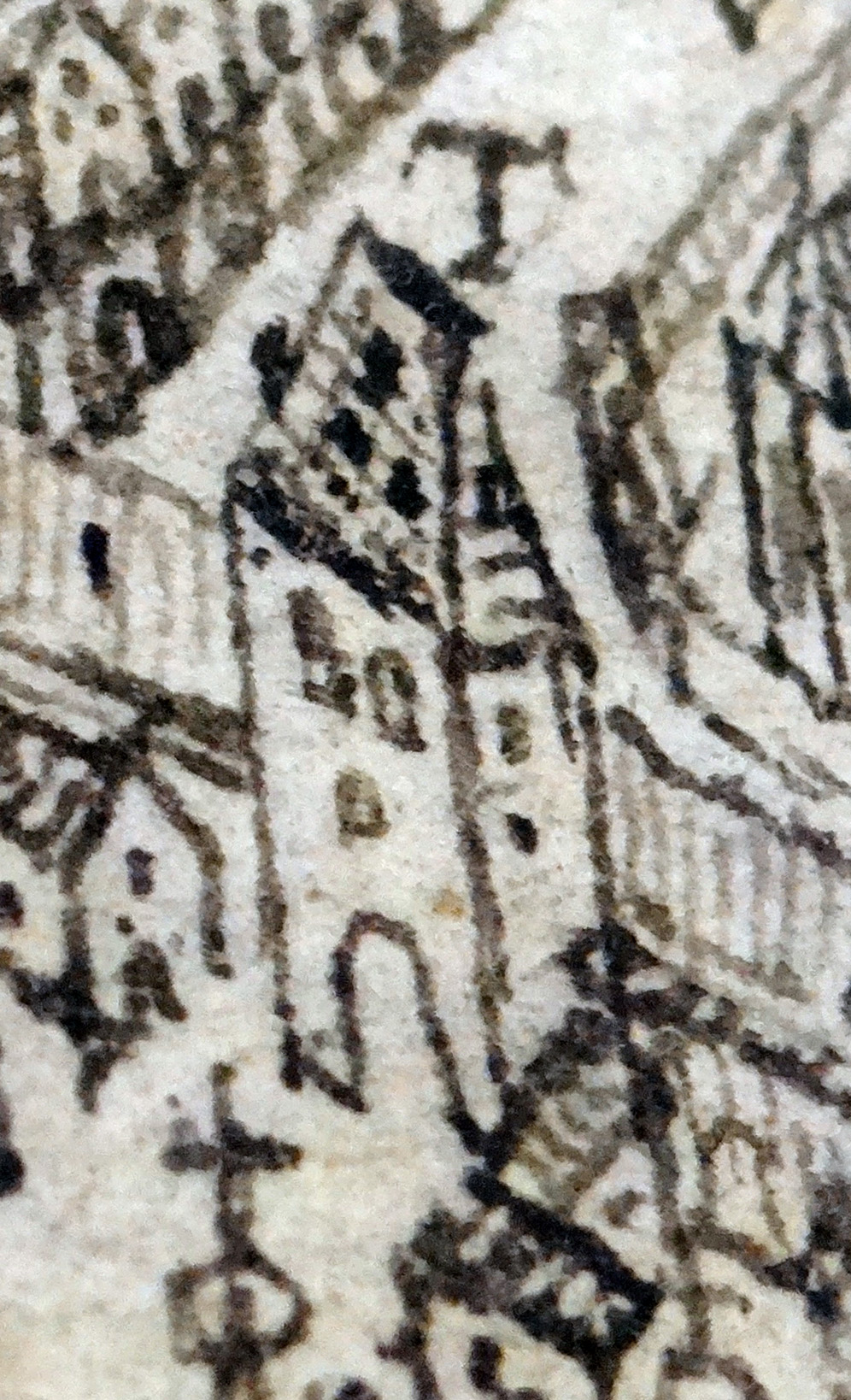
Altes Andreastor vor der Zerstörung 1689

Das mittelalterliche (innere) Andreastor befand sich im südlichen Abschnitt der westlichen Stadtmauer. Es wurde 1689 zerstört. Nicht zu verwechseln ist dieses mittelalterliche Tor mit dem gleichnamigen, neuen Andreastor von 1907 in der südlichen Stadtmauer.

#### Platz der Partnerschaft
Der Platz der Partnerschaft (damals: Platz der Nation) wurde in den 1930er Jahren angelegt. Dabei wurde auch die Stadtmauer zur davor liegenden Anlage hin mit zwei rundbogigen Öffnungen durchbrochen.

#### Neuromanisches Türmchen

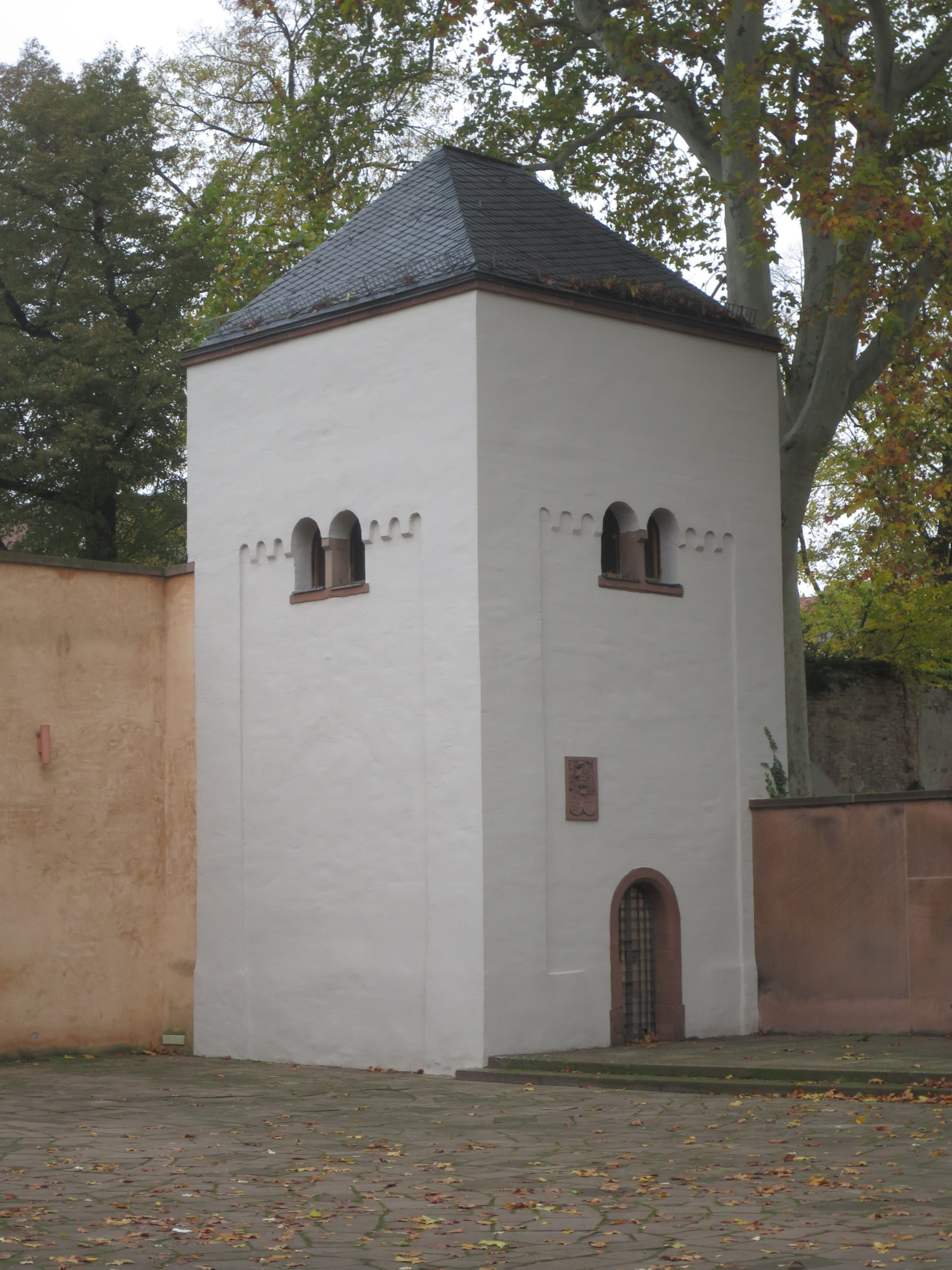
Heyl’s neuromanischer Turm

Als Hochbehälter, um die benachbarte Villa des Industriellen Cornelius Wilhelm von Heyl zu Herrnsheim, den Heyl’s Hof, und vor allem deren Park mit Wasser zu versorgen, wurde Ende des 19. Jahrhunderts an der Innenseite [!] der Stadtmauer ein neuromanisches Türmchen angebaut, das damit zugleich als randliche Staffage für den Park diente. Das Türmchen ist heute mit stark verändertem Dach in die Gestaltung des Platzes der Partnerschaft integriert.

#### Krämerturm
Der Krämerturm (auch: „Neidturm“ oder „Mauerturm“) war einer der wenigen Türme auf der Westseite der Mauer und der einzige zwischen Andreastor und Neupforte. Er stand an der Stelle der Mauer, hinter der sich der Bischofshof befand. Dies passte dem Bischof, Johann II. von Fleckenstein, gar nicht und er erwirkte 1411 einen Baustopp, so dass der Turm erst 1424 fertiggestellt werden konnte, als das Verhältnis zwischen Bischof und Stadt sich vorübergehend entspannte. Dass das Motiv für den Bau des Turms die Neugier der Bürger von Worms gewesen sei, um dem Bischof in seinen Garten hinein zu sehen und ihn damit zu ärgern, ist eine nette Geschichte, aber nirgends belegt.
Der Turm wurde der Mauer im Graben frei vorgestellt, ohne sie zu berühren. Sein Stumpf ist im Bereich der Parkanlage des Lutherrings erhalten. Die Ecken bestanden aus behauenen Quadern aus rotem Sandstein, die übrigen Mauern waren in Bruchsteinen ausgeführt. Der Turm war 17 m hoch. Bischofshof und Turm wurden von den Franzosen 1689 zerstört.
Im 18. Jahrhundert errichtete der Bischof hier eine Orangerie mit zwei Türmchen und bezog dazu auch die Stadtmauer mit ein. Die Stadt protestierte zwar, konnte das aber nicht verhindern.

#### Inneres Neutor

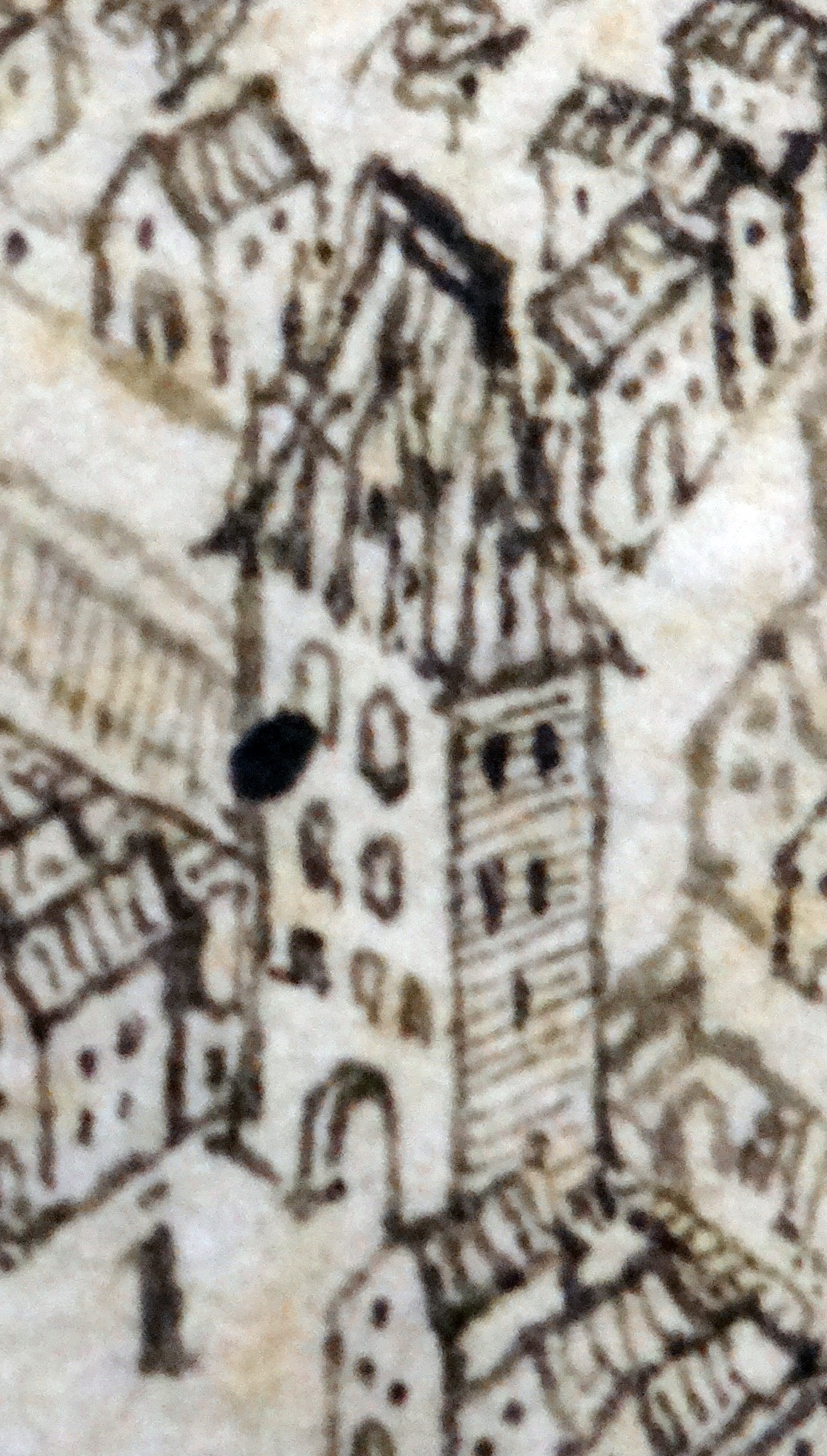
Neupforte in der inneren Stadtmauer vor 1689

Das innere „Neutor“ wurde auch als „Neupforte“ bezeichnet. Es lag an der Ecke von Adenauerring und Obermarkt, vor den Häusern Obermarkt 13 und 15, und soll Mitte des 13. Jahrhunderts angelegt worden sein. Sein Torturm war 34 m hoch und damit der höchste Turm des inneren Mauerringes. Er trug im 17. Jahrhundert ein hohes Dach, das an den Ecken vier kleine Türmchen aufwies. Unmittelbar nördlich des Tors war das städtische Tanzhaus an die Mauer angebaut, das 1880 abgerissen wurde.
Während der schwedischen Besetzung der Stadt im Dreißigjährigen Krieg wurde 1632 vor dem Tor ein Ravelin aufgeworfen. Ab März 1689 begann das französische Militär, das Worms im Zuge des Pfälzischen Erbfolgekrieges besetzt hatte, den inneren Mauerring abzureißen. Dabei wurde das Innere Neutor zerstört. Beim Wiederaufbau der Stadt nach 1700 wurde hier ein einfaches Tor errichtet, das wiederum 1866 abgebrochen wurde. Dessen Fundament wird in der Pflasterung und mit einer dort eingelassenen Plakette markiert.

#### Runder Turm
Im Gegensatz zu allen anderen 25 Türmen der inneren Stadtmauer, die alle rechteckig waren, war dies ein runder Turm. Er stand etwa auf der Höhe des Denkmals für die Gefallenen des Zweiten Weltkriegs. Auf dem Vogelschauplan von Peter Hamman, der die Stadt vor der Zerstörung 1689 zeigt, trägt er eine Welsche Haube. Auf einer Zeichnung, die er von der 1689 zerstörten Stadt Worms gefertigt hat, sind nur noch die Fundamente des Turms zu sehen. Heute ist auch davon oberirdisch nichts erhalten.
Anschließend folgte in nordöstlicher Richtung wieder die Martinspforte (siehe oben).

## Äußere Mauer

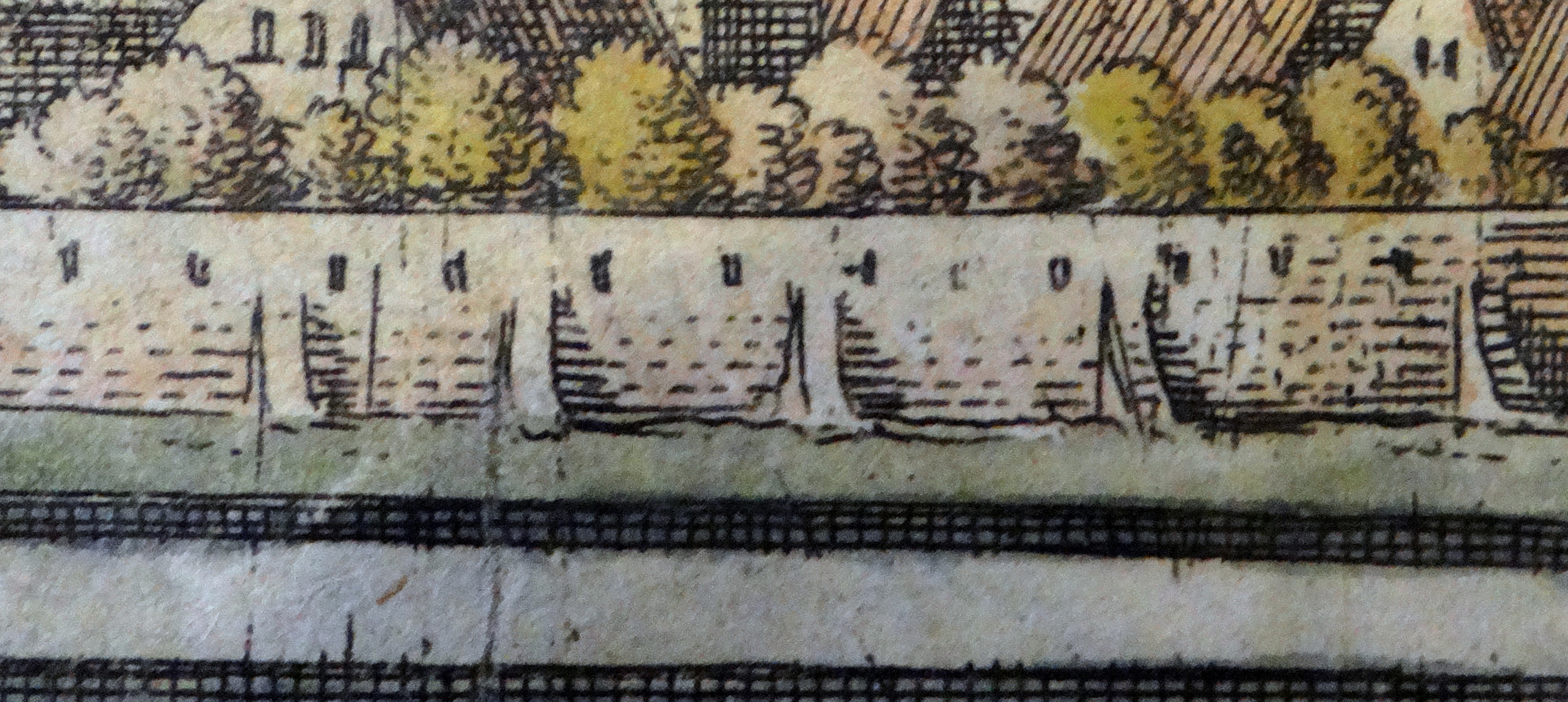
Abschnitt der äußeren Mauer (Matthäus Merian)

Zum äußeren Verteidigungsring sind die Informationen weit spärlicher als zur inneren Stadtmauer. Aus Ortsangaben, die in Urkunden erhalten sind und die sich auf die Mauer beziehen, kann geschlossen werden, dass die äußere Mauer in der zweiten Hälfte der 1360er Jahre, zumindest aber im zweiten Drittel des 14. Jahrhunderts gebaut wurde. Andere Autoren nehmen aufgrund allgemeiner Erwägungen schon das 13. Jahrhundert an. Auch ist wahrscheinlich, dass sich der Bau über Jahrzehnte hinzog.
Die bauliche Ausführung der Mauern des äußeren Mauerrings war über weite Strecken weniger aufwändig als beim inneren Mauerring: Es handelte sich um eine einfache Mauer, ohne Wehrgang, die mit meist kleinen, oft, aber nicht ausschließlich, runden Türmen verstärkt war. Die Toranlagen waren dagegen repräsentativer gestaltet, dienten damit auch der Selbstdarstellung der Stadt nach außen und wiesen sechs eigene Torburgen auf. Schon ab dem 14. Jahrhundert aber stagnierte das Wachstum der Stadt. Es gelang so in der gesamten Zeit des Bestehens des äußeren Mauerrings nie, das von ihm umfasste Areal auch nur annähernd geschlossen zu besiedeln. Die meisten hier liegenden Flächen wurden für Gartenbau und Landwirtschaft genutzt.
Der nachfolgend beschriebene Verlauf beginnt am Bindturm, dem südöstlichen Eckturm der inneren Befestigung, und führt im Uhrzeigersinn und von Süd nach Nord:

### Viehpforte

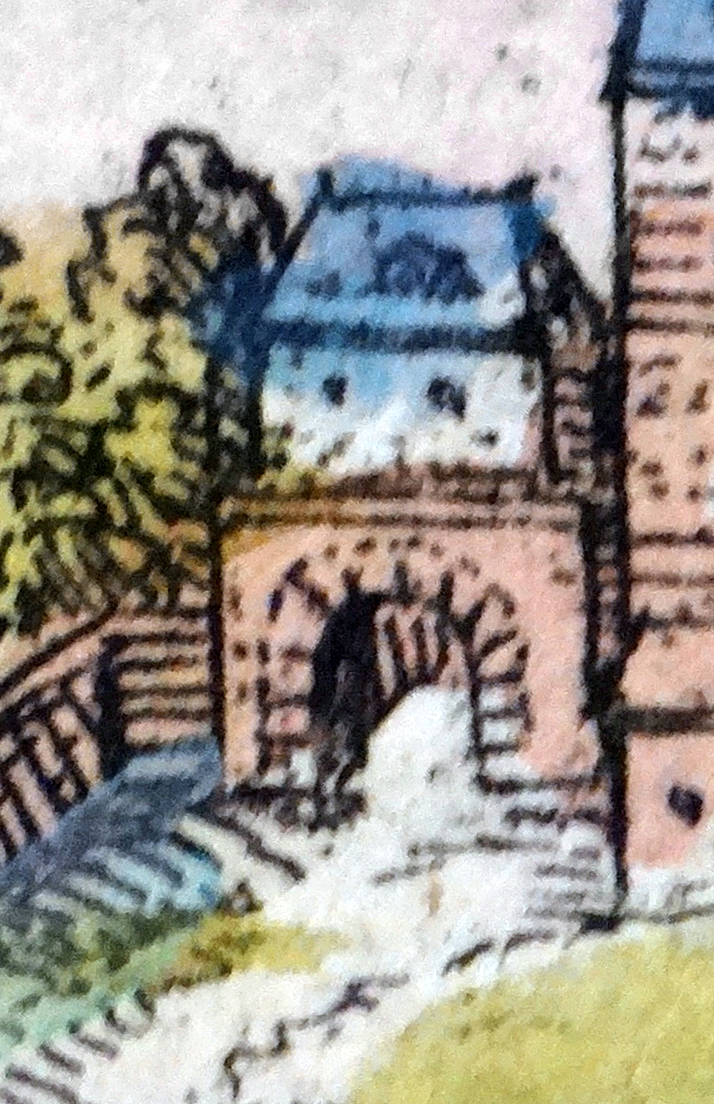
Viehpforte in der Darstellung von Braun, Novellanus und Hogenberg (Drittes Viertel 16. Jh.)

Die Viehpforte war ein einfaches Tor und sicherte den Zugang zur Bürgerweide. Das Tor lag zwischen den heutigen Häusern Pfauentorstraße 8 und 9.

### Zwei oder drei Türme unbekannter Bezeichnung
Zwei oder drei Türme unbekannter Bezeichnung schützten den südlichen Abschnitt der äußeren Mauer entlang des Rheins. Auf der Darstellung von Sebastian Münster gibt es sie noch nicht. Die meisten Autoren gehen in der Folge von Peter Hammans Darstellung Statt Wormbß wie selbige 1631 vor dem Schwedischen Ruin der Vorstätt […] verblieben von zwei Türmen aus. Der nördliche oder die beiden nördlichen Türme waren kleine Rundtürme, der südliche einer der wenigen viereckigen der Außenmauer. Zwischen dem viereckigen Turm und dem Aulturm gab es eine rundbogige Öffnung in der Mauer, aus der eine Entwässerung herausfloss.

### Aulturm
Der Aulturm, auch kurz „Die Aul“ genannt, wird bei Sebastian Münster als „Nideck“ bezeichnet. Aber nur das vorgelagerte Bollwerk trug diese Bezeichnung. Der Name „Aul“ oder „Eule“ war die Bezeichnung für eine Topf-Form, die in etwa dem Aussehen des Turmes entsprach.
Der Aulturm schützte die südöstliche Ecke der äußeren Befestigung. Der Turm war rund und hatte ein gemauertes, kuppelförmiges Dach. Der Bauform nach war er für die Stationierung von Artillerie gedacht. Ebenfalls nach der Bauform beurteilt, soll er um 1450 entstanden sein. Umgeben war er mit einer eigenen Bastion.
Bei der Stadtzerstörung durch die Franzosen 1689 wurde dieser Turm als erstes Bauwerk der Stadtbefestigung gesprengt, wurde dabei beschädigt, stürzte aber zunächst nicht um. Erst beim zweiten Versuch gelang es, ihn zu zerstören.
Zwischen Aulturm und Neuer Speyerer Pforte befand sich ein Bollwerk, aber kein Turm mehr.

### Neue Speyerer Pforte
Das Tor lag im Bereich der Kreuzung der heutigen Speyerer Straße mit der Bahnstrecke Mainz–Mannheim, östlich der Gleise. Die historische Speyerer Straße war die Hauptachse von Worms nach Süden und bestand schon zu römischer Zeit. Die älteste erhaltene schriftliche Erwähnung des Tors stammt von 1258.
Die Neue Speyerer Pforte war ein mit einem Dachreiter verzierter Torturm auf quadratischem Grundriss. Sie ersetzte die westlich gelegene, viel aufwändiger angelegte Alte Speyerer Pforte.

### Alte Speyerer Pforte
Die Alte Speyerer Pforte lag im Bereich der Kreuzung der Speyerer Straße mit der Bahnstrecke Mainz–Mannheim, westlich der Gleise. Hier verließ die Speyerer Straße die Stadt Richtung Speyer.
Es war ein Doppeltor mit zwei flankierenden Rundtürmen. Davor lag noch eine Bastion. Aus unbekannten Gründen wurde das Tor aufgegeben, vermauert und durch die Neue Speyerer Pforte ersetzt.

### Drei Türme unbekannter Bezeichnung
Den weiteren Verlauf der Mauer verstärkten drei weitere kleine runde Türme, deren Bezeichnung nicht überliefert ist.

### Einlass des Eisbachs
Der Einlass des Eisbachs in die äußere Mauer war durch einen flankierenden viereckigen Turm geschützt. Der Einlass selber erfolgte durch einen einfachen Bogen.

### Pforte der Mühle des Klosters Nonnenmünster
In diesem Bereich war die Mühle des Klosters Nonnenmünster in die Mauer eingebaut. Hier gab es eine zusätzliche Tür in der Mauer, die den Zugang zum Wasserschieber ermöglichte. Der Schlüssel war dem Schaffner des Klosters anvertraut, der dem Rat der Stadt einen besonderen Eid für den Umgang mit dem Schlüssel schwören musste.

### Michaelspforte

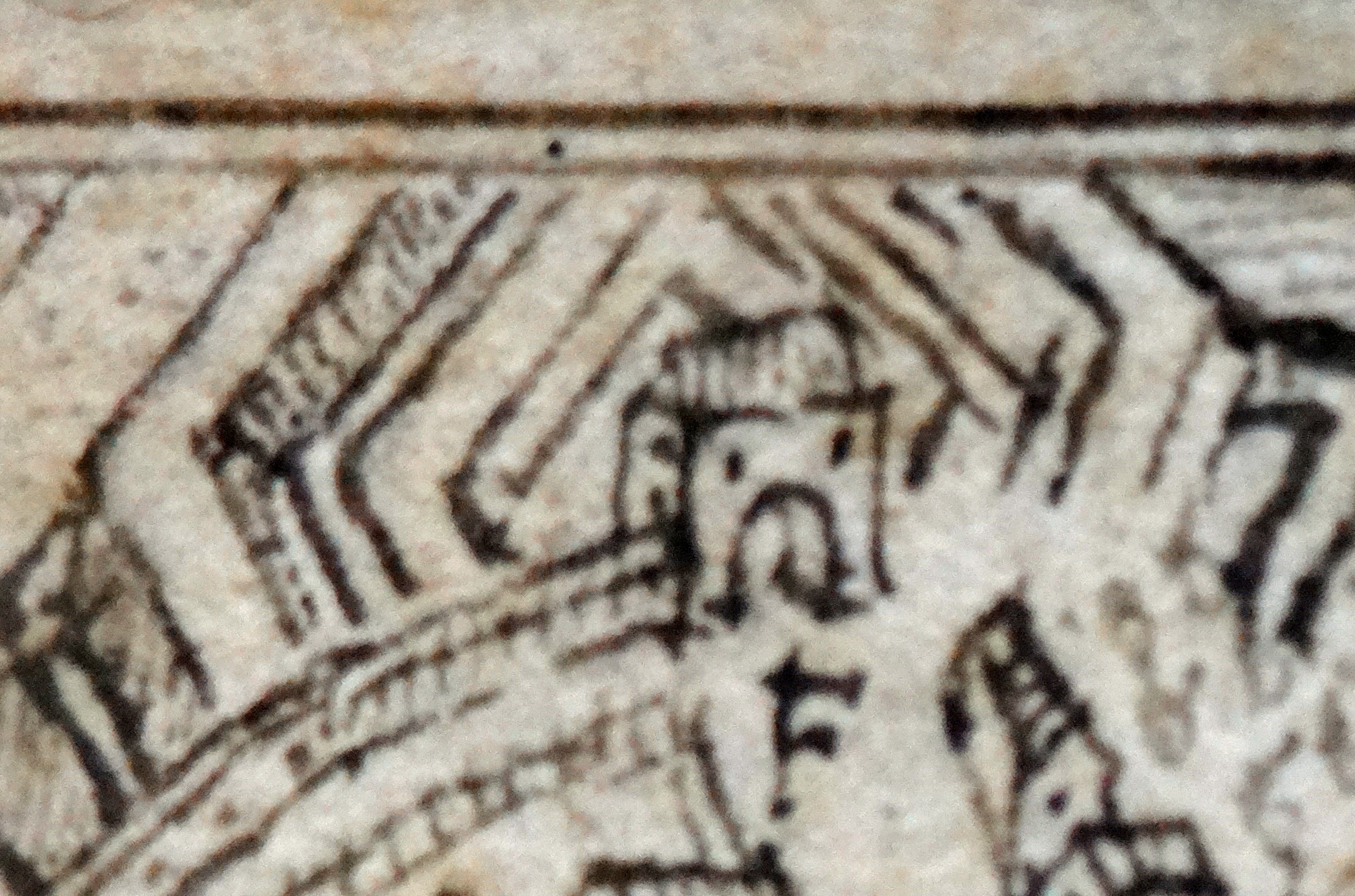
Michaelspforte

Die Michaelspforte war ein relativ unspektakuläres Tor in der Südwestecke der äußeren Mauer. Sie wurde nur bei Bedarf geöffnet, war aber wichtig für den landwirtschaftlichen Verkehr.
Vor der Michealspforte warfen 1515 in einer ad-hoc-Aktion alle Bewohner der Stadt angesichts der Bedrohung durch Franz von Sickingen eine zusätzliche Befestigung auf – nur die Geistlichkeit beteiligte sich nicht. Dem Tor war so im 17. Jahrhundert eine Bastion vorgelagert.

### Südwestlicher Eckturm
Für die in der älteren Literatur vermutete römische Herkunft – zumindest der Fundamente – des folgenden Turms gibt es keinen archäologischen oder sonstigen Nachweis. Dieser Turm bildete die Südwestecke des äußeren Mauerrings.

### Drei Türme unbekannter Bezeichnung

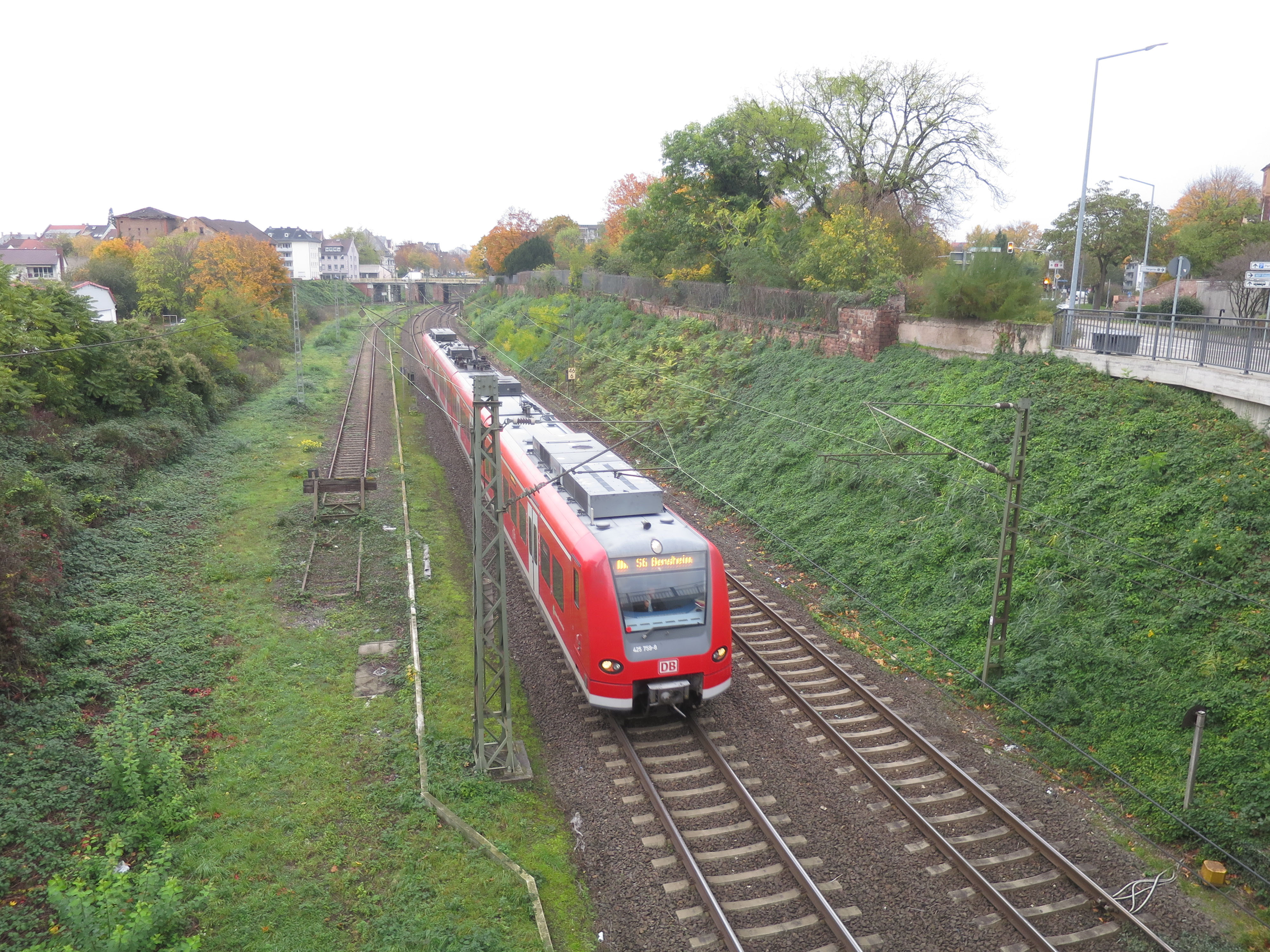
Bahnstrecke Mainz-Mannheim, südlich von Worms Hauptbahnhof mit Blick nach Norden, rechts der Wall der äußeren Stadtbefestigung, darauf der historische jüdische Friedhof

Es folgen drei Türme unbekannter Bezeichnung. Der Wall zwischen dem nördlichsten dieser Türme und dem äußeren Andreastor ist als der erhöhte östliche Bereich des historischen jüdischen Friedhofs erhalten. Nach Aufgabe der äußeren Verteidigungslinie wurde der Friedhof ab dem Anfang des 18. Jahrhunderts auf den Wall ausdehnt, der so erhalten blieb. Erhalten blieb auch der dem Wall vorgelagerte Graben, den die Hessische Ludwigsbahn ab 1853 für die Trasse ihrer Strecke Mainz–Bobenheim (Landesgrenze) nutzte, die heutige Bahnstrecke Mainz–Mannheim.

### Äußere Andreaspforte

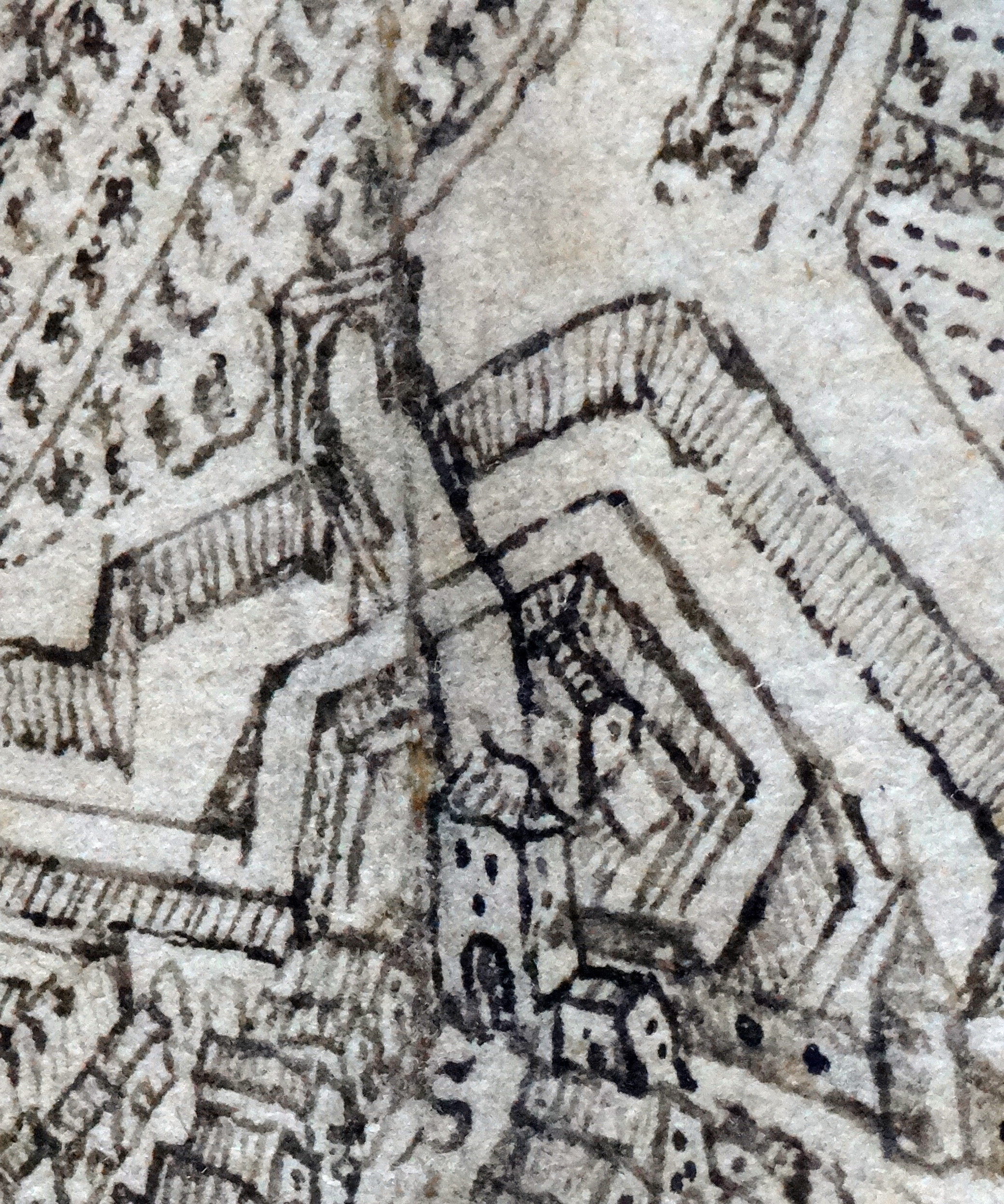
Äußere Andreaspforte

Die Äußere Andreaspforte diente der Straße Richtung Alzey. Ihr war noch eine Bastion vorgelagert, die ein drittes Tor aufwies.

### Vier Türme unbekannter Bezeichnung
Weitere vier Rundtürme unbekannter Bezeichnung folgten. Die drei südlichen lagen im Bereich von Das Wormser. Vor dem nördlich nächst folgenden lag wieder eine Bastion. Nach dem Stadtplan von Peter Hamman, der die Stadt vor ihrer Zerstörung 1689 darstellt, hatten die beiden mittleren dieser Türme einstöckige Begleitbauten an jeder Seite entlang der Mauer.

### Äußeres Neutor
Das Äußere Neutor lag in der heutigen Wilhelm-Leuschner-Straße zwischen den Häusern 29 und 30. Nach der Darstellung von Peter Hamman war es von einem rechteckigen Turm flankiert, Durchfahrt und zugehöriger Torbogen befanden sich nördlich des Turms. Über den vorgelagerten Graben führte eine Brücke, die feldseitig mit einem weiteren Tor gesichert war. Das lag etwa dort, wo heute der Fürstenpavillon des Empfangsgebäudes des Wormser Hauptbahnhofs steht.

### Vier Türme unbekannter Bezeichnung
Es folgte in nördlicher Richtung ein Abschnitt mit vier Türmen unbekannter Bezeichnung. Nach dem Stadtplan von Peter Hamman, der die Stadt vor ihrer Zerstörung 1689 darstellt, hatten sie zweistöckige Flügelbauten an jeder Seite, parallel zur Mauer. Einer der Türme stand im Bereich Siegfriedstraße / Renzstraße.
Der hier verlaufende Mauerabschnitt wurde im 19. Jahrhundert, beim Anlegen des neuen Friedhofs (heute: Albert-Schulte-Park), als dessen östliche Mauer zweitverwendet.

### Neuhauserpforte

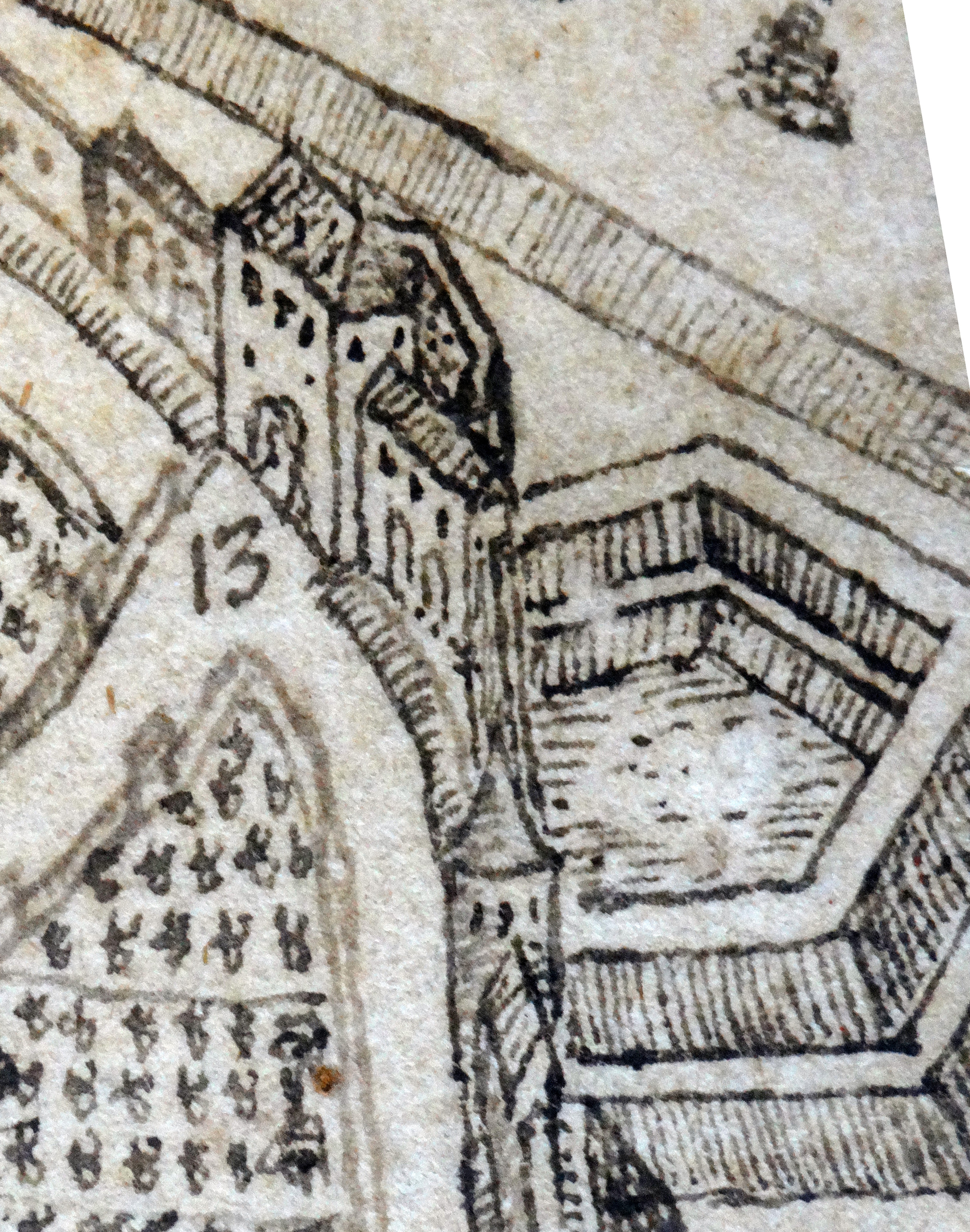
Neuhauser Pforte vor 1689

Die Altmühl- oder Neuhauserpforte lag im Bereich des Kreisverkehrs Gaustraße / Altmühlstraße. Das Tor wurde nach einem Zwischenfall 1408 zugemauert.

### Ein Turm unbekannter Bezeichnung
Im weiteren Verlauf folgte erneut ein Turm mit heute unbekannter Bezeichnung.

### Mainzer Pforte

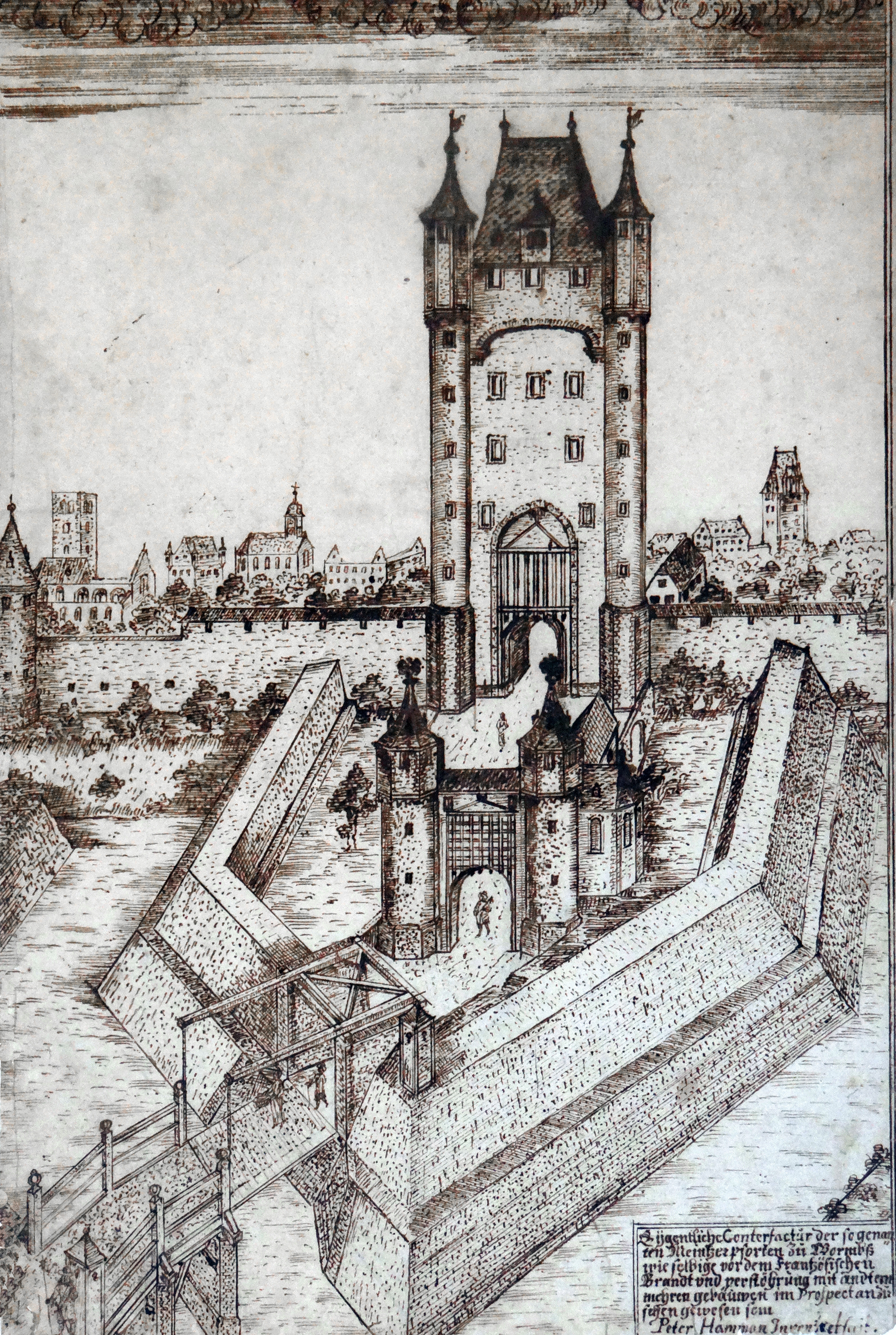
Mainzer Pforte

Das Mainzer Pforte stand im Bereich der heutigen Straßenkreuzung Mainzer Straße und Liebfrauenring und sicherte die von der Martinspforte nach Mainz führende alte Handelsstraße im äußeren Mauerring.
Der 1689 zerstörte Torturm wurde kurz vor der Wende zum 20. Jahrhundert beim Bau der Ernst-Ludwig-Brücke Vorbild für deren linksrheinischen (heute noch erhaltenen) Brückenturm.

### Vier Türme unbekannter Bezeichnung
Es folgen vier Türme unbekannter Bezeichnung, mit den ungefähren Positionen: nahe der Mainzer Straße, Einmündung der Bergadistraße in den Liebfrauenring, Liebfrauenring 21 und nördlich der Liebfrauenkirche. Vor der Position des Letzteren liegt der „Liebfrauenbuckel“, die nordöstlichste Bastion der äußeren Mauer und die einzige aller Bastionen, die sich heute noch sichtbar im Gelände abzeichnet. Nach dem Stadtplan von Peter Hamman, der die Stadt vor ihrer Zerstörung 1689 darstellt, hatten alle Türme zweistöckige Flügelbauten an jeder Seite, parallel zur Mauer. Keiner der Türme ist erhalten.

### Neuturm

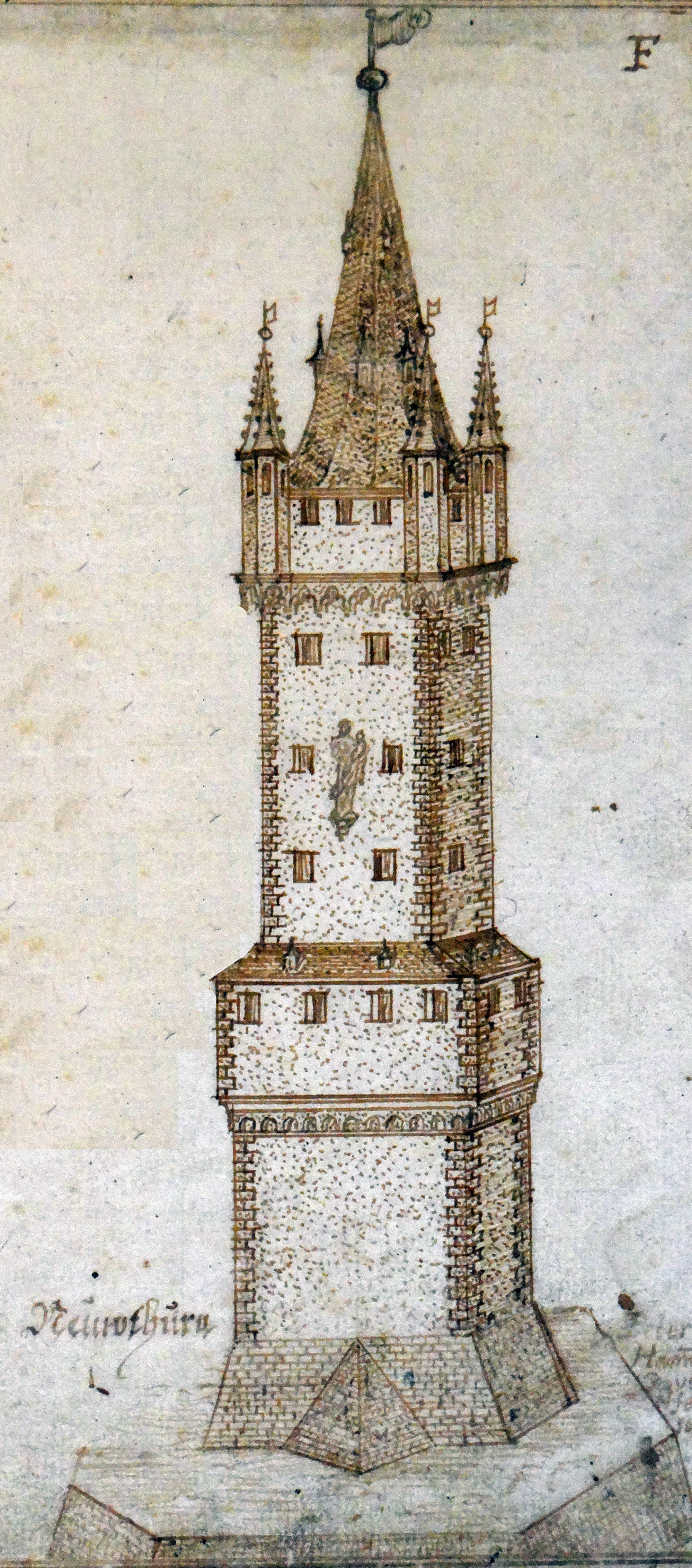
Neuturm von Peter Hamman (ca. 1630)

Der Neuturm bildete die Befestigung der nordöstlichen Ecke des äußeren Mauerrings, lag direkt am Rhein und war besonders imposant gestaltet. Er wurde 1689 zerstört.

### Goldene Pforte

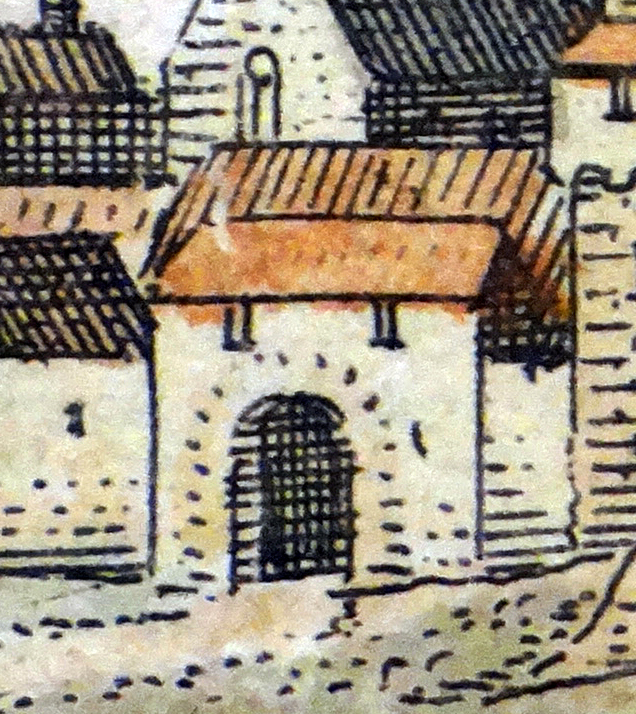
Doch eher bescheiden: Die Goldene Pforte

Die „Gültenpforte“ lag unmittelbar südlich des Neuturms. Sie soll ihren Namen vielleicht wegen einer besonders reichen Ausschmückung getragen haben. Allerdings handelte es sich nach allen erhaltenen historischen Abbildungen um ein äußerst einfach gestaltetes Tor ohne jeden Schmuck. Weit verbreitet findet sich in der Literatur, dass sie dem repräsentativen Empfang auf dem Rhein anreisender hoher Gäste diente. Einziges, dafür aber immer wieder angeführtes Beispiel ist die Ankunft von Kaiserin Bianca Maria, Ehefrau Kaiser Maximilian I. Die Güldene Pforte wurde 1719 zugemauert.

### Zwei Türme unbekannter Bezeichnung
Es folgen zwei weitere Türme im Verlauf der Mauer. Der nördliche lag im Gelände des heutigen Hafenbahnhofs und war ein Rundturm, wie die meisten kleineren Türme des Außenrings. Bei Sebastian Münster, also um 1550, bei Braun / Novellanus / Hogenberg: Beschreibung, vor 1574, und ebenso bei Matthäus Merian, also um 1650, wird der nördliche der beiden Türme als Ruine oder unvollendet dargestellt. Er steht nur etwa bis zur Höhe der Mauerkrone und hat kein Dach. Der südliche stand etwa im Bereich der Einmündung der Friedensstraße in die Hafenstraße und war – im Gegensatz zu den meisten anderen Türmen der Außenmauer – viereckig. Nach dem Stadtplan von Peter Hamman, der die Stadt vor ihrer Zerstörung 1689 darstellt, hatte er zweistöckige Flügelbauten an jeder Seite, parallel zur Mauer. Die Türme sind nicht erhalten.

### Gänspforte

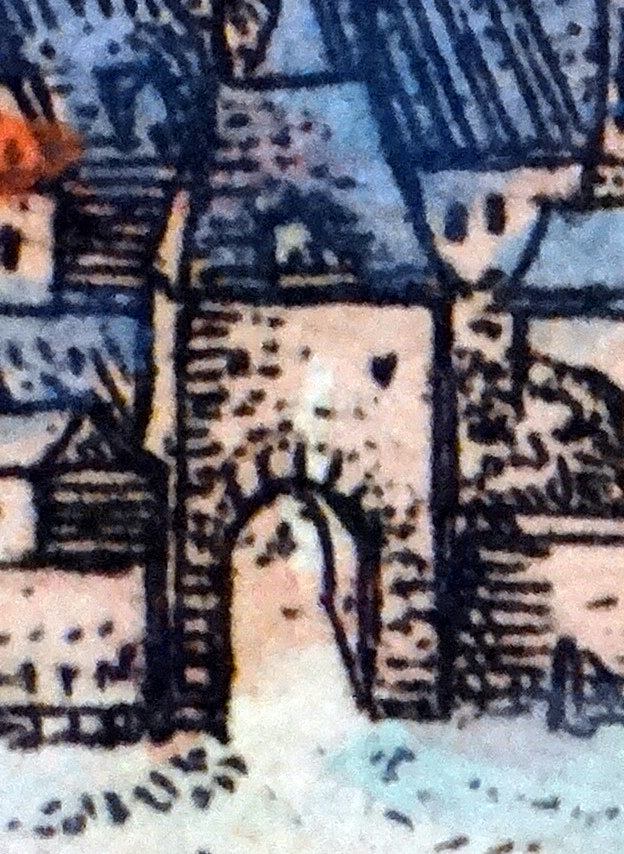
Gänspforte

Die Gänspforte lag an der Einmündung der Friesenstraße (ehemals: Fischergasse) in den Berliner Ring. Sie diente dazu, Vieh auf die vor der Mauer liegenden Weiden zu treiben. Alle Darstellungen vor Peter Hamman zeigen ein Tor mit Durchlass in Ost-West-Richtung. Peter Hamman dagegen zeigt ein um 90 Grad gedrehtes Torgebäude mit einem Durchgang in Nord-Süd-Richtung. Ob hier zwischenzeitlich ein Umbau stattfand oder Peter Hamman einem Irrtum aufsaß, muss dahingestellt bleiben.

### Zwei Türme unbekannter Bezeichnung
Es folgten zwei weitere Türme unbekannter Bezeichnung. Einer stand vor dem heutigen Haus Nibelungenring 27, der andere an der Ecke der heutigen Wallstraße / Berliner Straße.
Die Ansicht von Sebastian Münster aus der Zeit um 1550 zeigt in diesem Mauerabschnitt nur einen Turm mit viereckigem Grundriss. Braun / Novellanus / Hogenberg: Beschreibung, zeigt in diesem Mauerabschnitt überhaupt keinen Turm. Der Plan von Peter Hamman, der die Stadt vor ihrer Zerstörung 1689 darstellt, zeigt zwei im Grundriss viereckige Türme. In seiner Zeichnung der Rheinfront der Stadt Worms ist dagegen der Turm vor dem Haus Nibelungenring 27 als kleiner Rundturm dargestellt. Von dieser Darstellung gehen die meisten Autoren aus. Die Türme sind nicht erhalten.

### Grabendurchlass
Unmittelbar bevor die äußere Mauer beim Kopsort, dem nordöstlichen Eckturm der inneren Stadtbefestigung, wieder an die innere Mauer anschloss, wies sie noch einen Durchlass für den vor der inneren Mauer entlangführenden Graben auf.

### Vorgelagerte Bastionen

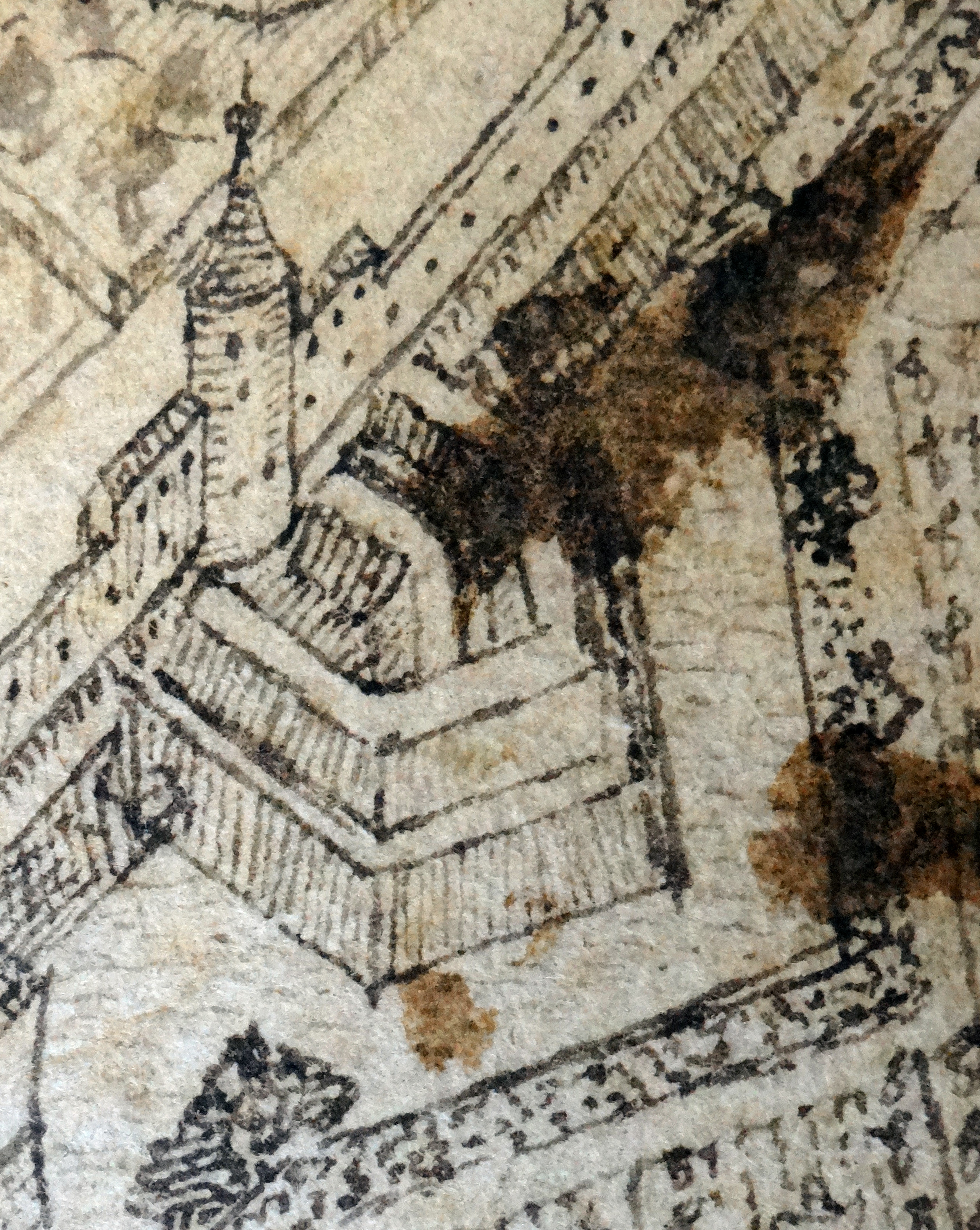
Bastion Liebfrauenbuckel (Anfang 17. Jahrhundert)

Im 16. Jahrhundert wurde die äußere Mauer mit 11 Bastionen verstärkt. Das war die Reaktion auf eine stärker werdende Artillerie. Es handelte sich um Wälle, die im rechten Winkel aus der Mauer hervorsprangen. Feindseitig wiesen sie überwiegend zwei ebenfalls rechtwinklig zueinander gestellte Wälle (Facen) auf, die eingezogene rückwärtige Kehle war – bis auf drei – mit einem der Tore oder einem Turm besetzt. Im Uhrzeigersinn, von Süd nach Nord waren das die Bastionen:
1. Nideck vor dem Aulturm, eine Viereckschanze[218]
2. Bastion zwischen dem Aulturm und der Neuen Speyerer Pforte[197] (ohne Turm)
3. Alte Speyerer Pforte[219]
4. Michaelspforte[219]
5. Eine unbezeichnete Bastion, direkt vor dem Turm Luginsland der inneren Mauer[132] (ohne Turm)
6. Äußere Andreaspforte[219]
7. Bastion südlich der Neupforte[220]
8. Bastion östlich der Neuhauser Pforte[200] (ohne Turm)
9. Mainzer Pforte[219]
10. Liebfrauenbuckel, die nordöstlichste Bastion der äußeren Mauer. In ihrer Mitte stand ehemals ein runder Turm.[198] Die Bastion ist heute die einzige, die sich noch im Gelände, nördlich der Straße „Liebfrauenring“, im Weingarten des Weingutes Valckenberg, abzeichnet.[221]
11. Neuturm, eine viereckige Bastion neben dem Turm[218]

## Weitere Befestigungs- und Verteidigungsanlagen
Das südlich, vor den Toren der Stadt gelegene Kloster Nonnenmünster wurde Mitte des 13. Jahrhunderts städtischerseits befestigt, eine Maßnahme, die allerdings Teil eines politischen Streits innerhalb der Stadt zwischen der bürgerlichen Obrigkeit und einer gegen sie gerichteten, zunftähnlich organisierten Handwerkerschaft, war. Die Befestigung musste deshalb wieder abgetragen werden.
Die Stadt Worms war in der Lage Kriegsschiffe auszurüsten. Der überwiegende Teil der Belege dazu stammt aus dem 13. Jahrhundert und bezieht sich auf auswärtige Kriegsfahrten. Die Schiffe konnten aber auch zur Verteidigung bei einem Angriff vom Rhein her eingesetzt werden.

## Wissenswert

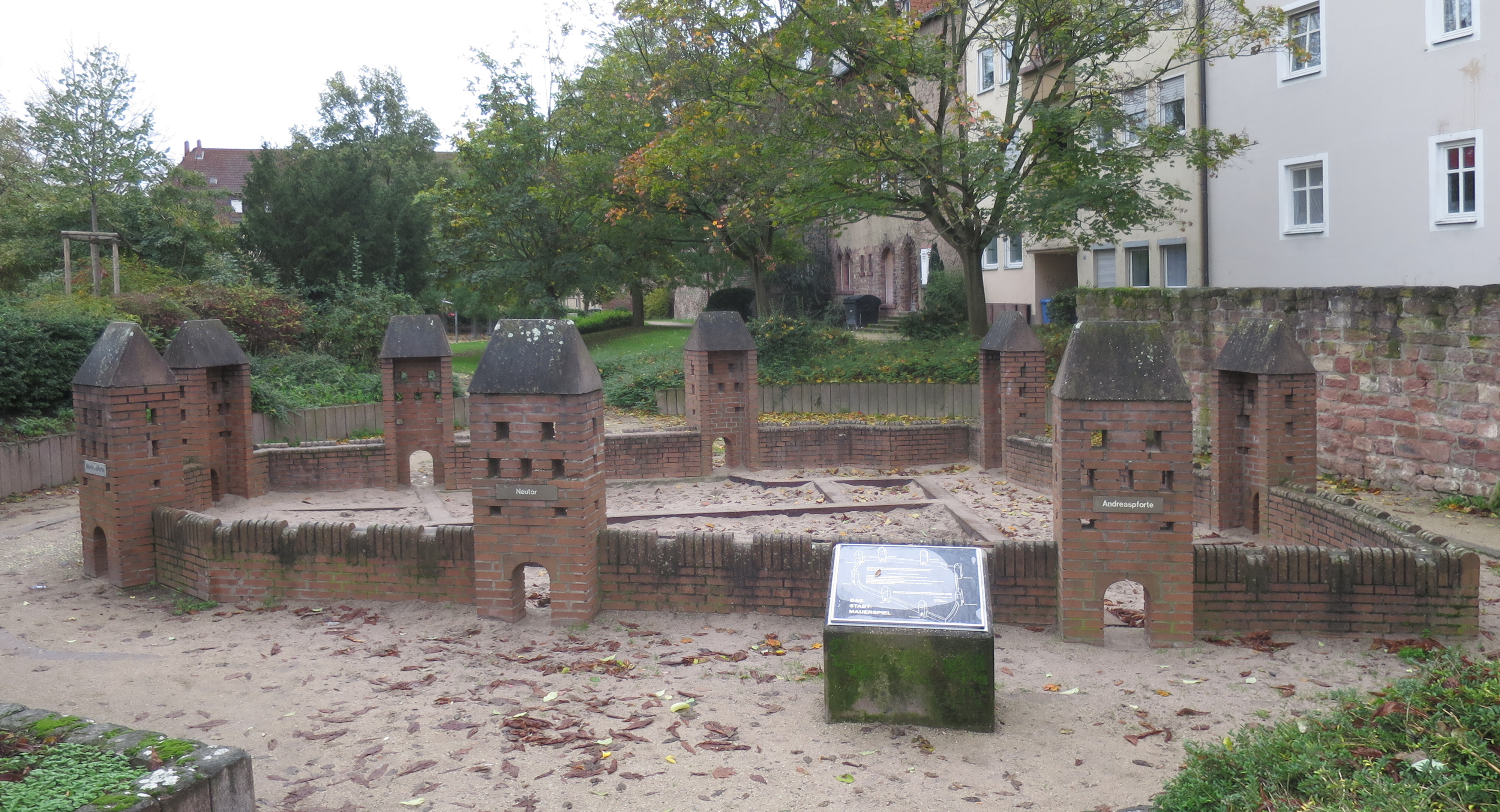
Die Stadtmauer als Spielgerät auf dem Spielplatz Herta-Mansbacher-Anlage

- Die erhaltenen Teile der Stadtbefestigung von Worms sind Kulturdenkmäler aufgrund des Denkmalschutzgesetzes des Landes Rheinland-Pfalz.[224]
- Vor der Zerstörung von 1689 haben französische Offiziere die Mauer vermessen und Pläne angefertigt, die heute noch in Paris aufbewahrt werden sollen.[38] Weitere Unterlagen zur Wormser Befestigung werden im Kriegsarchiv in Stockholm vermutet.[57]
- In der Herta-Mansbacher-Anlage ist auf einem Spielplatz die Stadtmauer mit ihren acht Toren verkleinert als Spielgerät nachgebaut. Damit wird versucht, Kindern die Struktur der inneren Stadtmauer zu vermitteln.[111] Die „Tore“ sind dort allerdings als Schalentürme erstellt, was die Originale nie waren.
- In den 1990er Jahren gab es ein „Stadtmauerfest“.[55]

## Quellen

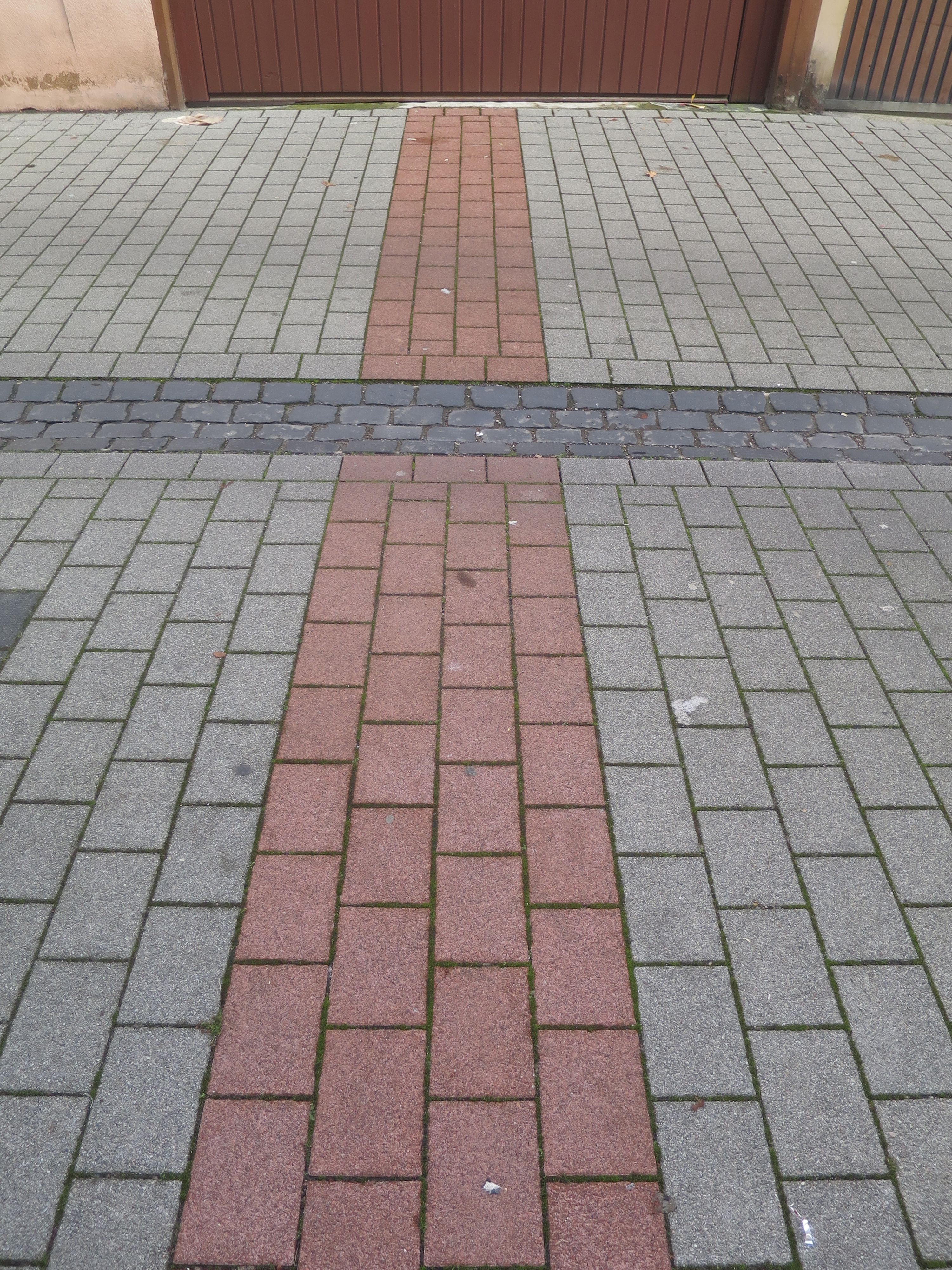
Pflasterung des Verlaufs der Stadtmauer (rot) in der Wollstraße

### Historische Abbildungen
nach Erscheinungsjahr geordnet 

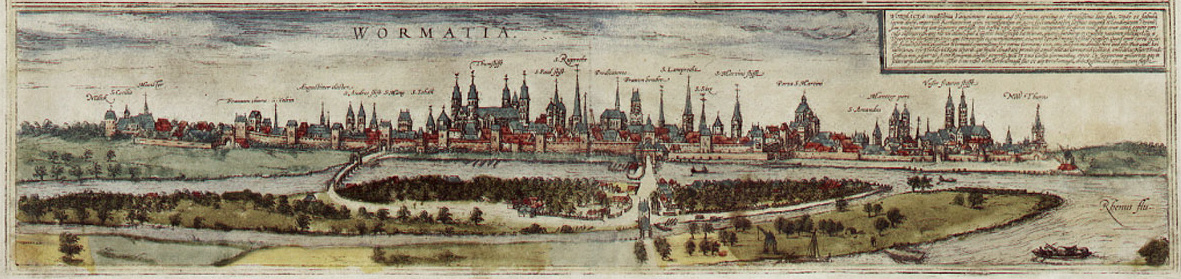
Stadtansicht aus Braun, Novellanus und Hogenberg: Beschreibung und Contrafactur der vornembster Stät der Welt, 1574

- Sebastian Münster: Cosmographey. Hencicpetrina, Basel 1572, S. DCXCIII–DCXCVI. [Darstellung von Worms von der Ost-, also der Rheinseite gesehen, um 1550[225]].
- Georg Braun, Simon Novellanus und Franz Hogenberg: Beschreibung und Contrafactur der vornembster Stät der Welt. Heinrich von Ach, Köln 1574. Tafel zwischen den Seiten 35 und 36. Stadtarchiv Worms: Abt. 214 Nr. 1499.
- Matthäus Merian: Topographia Palatinus Rheni et Vicinarum Regionum. Hoffmann, Frankfurt 1645, Tafel zwischen S. 96 u. 97. Stadtarchiv Worms: Abt. 217 Nr. 1495.
- Anonym: Festungsplan der Stadt Worms. Ansicht von Norden. Gezeichnet 1622 für den oberrheinischen Feldzug des Grafen Ernst von Mansfeld[226]
- Peter Hamman, 1690–1692:
  - Statt Wormbß wie selbige 1631 vor dem Schwedischen Ruin der Vorstätt [...] verblieben. (Federzeichnung). Frankfurt am Main, 1691.[227]
  - [Ansicht der Stadt Worms im Zustand vor 1689 von Osten (Rheinfront)] (Federzeichnung). Frankfurt am Main, 1691.[228]
  - [Ansicht der Stadt Worms nach der Zerstörung 1689 von Süden][228]
  - [Ansicht der Stadt Worms nach der Zerstörung 1689 von Norden][228]
  - Einzelzeichnungen von Martinspforte, Pfauenpforte, Mainzer Tor und Neuturm.